# Império Otomano
O Império Otomano, histórica e coloquialmente conhecido como Império Turco Otomano ou Império Turco, foi um reino imperial
que abrangia grande parte do sudeste da Europa, Ásia Ocidental e Norte da África do século XIV ao início do século XX; também controlou partes do sudeste da Europa Central entre o início do século XVI e o início do século XVIII.
O império surgiu de um beilhique (principado turco), fundado no noroeste da Anatólia em 1299 pelo líder tribal turcomano Osmã I. Os seus sucessores conquistaram grande parte da Anatólia e expandiram-se para os Bálcãs em meados do século XIV, transformando o seu pequeno reino num império transcontinental. Os otomanos acabaram com o Império Bizantino com a conquista de Constantinopla em 1453 por Maomé II, que marcou a emergência dos otomanos como uma grande potência regional. Sob Solimão, o Magnífico (r. 1520–1566), o império atingiu o auge de seu poder, prosperidade e desenvolvimento político. No início do século XVII, os otomanos presidiam 32 províncias e numerosos estados vassalos, que ao longo do tempo foram absorvidos pelo Império ou receberam vários graus de autonomia. Com sua capital em Constantinopla (atual Istambul, na época chamada Konstantiniyye pelos otomanos) e controle sobre uma parte significativa da Bacia do Mediterrâneo, o Império Otomano esteve no centro das interações entre o Oriente Médio e a Europa durante seis séculos.
Embora se pensasse que o Império Otomano havia entrado em um período de declínio após a morte de Solimão, o Magnífico, o consenso acadêmico moderno postula que o império continuou a manter uma economia, uma sociedade e forças armadas flexíveis e fortes durante grande parte do século XVIII. No entanto, durante um longo período de paz, de 1740 a 1768, o sistema militar otomano ficou atrás dos seus principais rivais europeus, os impérios Habsburgo e Russo. Consequentemente, os otomanos sofreram severas derrotas militares no final do século XVIII e início do século XIX, culminando na perda de território e de prestígio global. Isto desencadeou um processo abrangente de reforma e modernização conhecido como Tanzimat; ao longo do século XIX, o Estado otomano tornou-se muito mais poderoso e organizado internamente, apesar de sofrer novas perdas territoriais, especialmente nos Bálcãs, onde surgiram vários novos Estados.
A partir do final do século XIX, vários intelectuais otomanos procuraram liberalizar ainda mais a sociedade e a política ao longo das linhas europeias, culminando na Revolução dos Jovens Turcos de 1908 liderada pelo Comitê para a União e o Progresso, que estabeleceu a Segunda Era Constitucional e introduziu a eleições multipartidárias sob uma monarquia constitucional. No entanto, após as desastrosas Guerras dos Bálcãs, que praticamente expulsaram os otomanos do continente europeu, (apenas sobrou um pequeno território na Trácia Oriental, que ia de Enez até Constantinopla) a CUP tornou-se cada vez mais radicalizada e nacionalista, liderando um golpe de estado em 1913 que estabeleceu um regime de partido único. A CUP aliou o império à Alemanha, na esperança de escapar ao isolamento diplomático que tinha contribuído para as suas recentes perdas territoriais; juntou-se assim à Primeira Guerra Mundial ao lado das Potências Centrais. Embora o império tenha conseguido manter-se em grande parte durante o conflito, lutou contra dissidências internas, especialmente a Revolta Árabe. Durante este período, o governo otomano envolveu-se em genocídio contra arménios, assírios e gregos.
No rescaldo da Primeira Guerra Mundial, as potências aliadas vitoriosas ocuparam e dividiram o Império Otomano, que perdeu os seus territórios do sul para o Reino Unido e a França. A bem-sucedida Guerra da Independência da Turquia, liderada por Mustafa Kemal Atatürk (pai dos turcos) contra os Aliados ocupantes, levou ao surgimento da República da Turquia no coração da Anatólia e à abolição da monarquia otomana em 1922, extinguindo formalmente o Império Otomano.

## Nome
A palavra otomano é uma anglicização histórica do nome de Osmã, o fundador do império e da Casa governante de Osmã (também conhecida como dinastia Otomana). O nome de Osmã, por sua vez, era a forma turca do nome árabe ʿUthmān (عثمان). Em turco otomano, o império era referido como Devlet-i ʿAlīye-yi ʿOsmānīye (دولت عليه عثمانیه), lit.  "Sublime Estado Otomano", ou simplesmente Devlet-i ʿOsmānīye (دولت عثمانيه‎), lit.  "Estado Otomano".
A palavra turca para "otomano" (Osmanlı) referia-se originalmente aos membros do clã de Osmã no século XIV. A palavra posteriormente passou a ser usada para se referir à elite administrativo-militar do império. Em contraste, o termo "turco" (türk) era usado para se referir à população camponesa e tribal da Anatólia e era visto como um termo depreciativo quando aplicado a indivíduos urbanos e educados.:26 No início do período moderno, um falante de turco, educado e residente em cidades, que não era membro da classe militar-administrativa, normalmente não se referia a si mesmo como um Osmanlı nem como um Türk, mas sim como um Rūmī (رومى), ou "Romano", significando um habitante do território do antigo Império Bizantino nos Bálcãs e na Anatólia. O termo Rūmī também foi usado para se referir aos falantes de turco por outros povos muçulmanos do império e além.:11 Aplicado aos falantes do turco otomano, este termo começou a cair em desuso no final do século XVII e, em vez disso, a palavra tornou-se cada vez mais associada à população grega do império, um significado que ainda hoje carrega na Turquia.:51
Na Europa Ocidental, os nomes Império Otomano, Império Turco e Turquia eram frequentemente usados de forma intercambiável, com a Turquia sendo cada vez mais favorecida tanto em situações formais como informais. Esta dicotomia terminou oficialmente em 1920-1923, quando o recém estabelecido governo turco com sede em Ancara escolheu Turquia como o único nome oficial. Atualmente, a maioria dos historiadores acadêmicos evita os termos "Turquia", "Turcos" e "túrquicos" quando se referem aos otomanos, devido ao carácter multinacional do império.

## História

### Ascensão (c.1299–1453)
À medida que o Sultanato de Rum declinava no século XIII, a Anatólia foi dividida numa colcha de retalhos de principados turcos independentes conhecidos como beilhiques (nome). Um desses estados, na região da Bitínia, na fronteira do Império Bizantino, era liderado pelo líder tribal turco Osmã I, uma figura de origens obscuras de quem o nome Otomano é derivado.:444 Os primeiros seguidores de Osmã consistiam tanto em grupos tribais turcos como em renegados bizantinos, com muitos, mas não todos, convertidos ao islamismo.:59 Osmã estendeu o controle do seu principado ao conquistar cidades bizantinas ao longo do rio Sacaria. Uma derrota bizantina na Batalha de Bafeu em 1302 também contribuiu para a ascensão de Osmã. Não é bem compreendido como os primeiros otomanos dominaram os seus vizinhos, devido à falta de fontes sobreviventes deste período. A tese de Gaza, popular durante o século XX, creditou o seu sucesso à mobilização de guerreiros religiosos para lutar por eles em nome do islamismo, mas já não é geralmente aceite. Nenhuma outra hipótese atraiu ampla aceitação.:5, 10:104

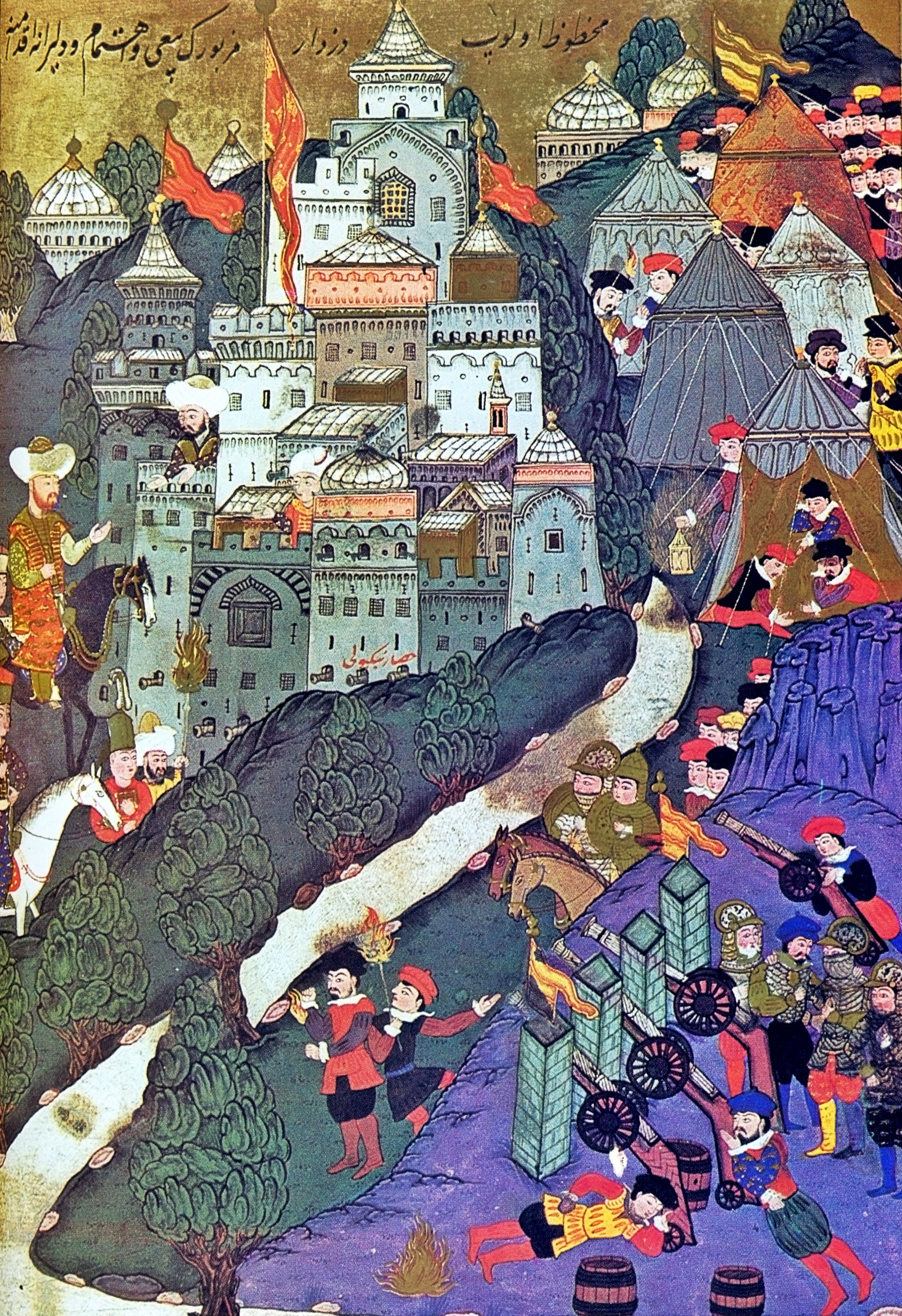
A Batalha de Nicópolis em 1396, representada em uma miniatura otomana de 1523

No século após a morte de Osmã I, o domínio otomano começou a estender-se pela Anatólia e pelos Bálcãs. Os primeiros conflitos começaram durante as guerras bizantino-otomanas, travadas na Anatólia no final do século XIII antes de entrar na Europa em meados do século XIV, seguidas pelas guerras búlgaro-otomanas e pelas guerras sérvio-otomanas travadas a partir de meados do século XIV. Grande parte deste período foi caracterizado pela expansão otomana nos Bálcãs. O filho de Osmã, Orcano I, capturou a cidade de Bursa, no noroeste da Anatólia, em 1326, tornando-a a nova capital do estado otomano e suplantando o controle bizantino na região. A importante cidade portuária de Salonica foi capturada aos venezianos em 1387 e saqueada. A vitória otomana no Kosovo em 1389 marcou efetivamente o fim do poder sérvio na região, abrindo caminho à expansão otomana na Europa.:95–96 A Batalha de Nicópolis pelo Czarado Búlgaro de Vidin em 1396, amplamente considerada como a última cruzada em grande escala da Idade Média, não conseguiu impedir o avanço dos vitoriosos turcos otomanos.
À medida que os turcos se expandiam para os Bálcãs, a conquista de Constantinopla tornou-se um objetivo crucial. Os otomanos já tinham assumido o controlo de quase todas as antigas terras bizantinas que rodeavam a cidade, mas a forte defesa da posição estratégica de Constantinopla no Estreito de Bósforo dificultou a sua conquista. Em 1402, os bizantinos foram temporariamente aliviados quando o líder turco-mongol Tamerlão, fundador do Império Timúrida, invadiu a Anatólia Otomana pelo leste. Na Batalha de Ancara em 1402, Timur derrotou as forças otomanas e fez o sultão Bayezid I como prisioneiro, lançando o império na desordem. A guerra civil que se seguiu, também conhecida como Fetret Devri, durou de 1402 a 1413, enquanto os filhos de Bayezid lutavam pela sucessão. Terminou quando Maomé I emergiu como sultão e restaurou o poder otomano.:363

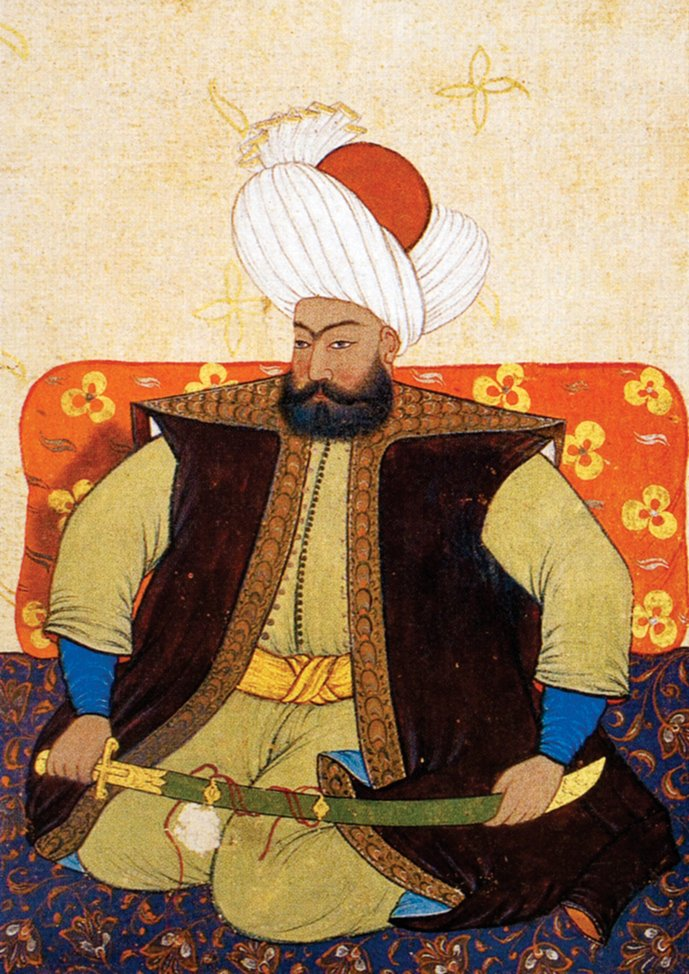
Miniatura otomana de de Yahya Bustanzâde (século XVIII)

Os territórios balcânicos perdidos pelos otomanos depois de 1402, incluindo Salonica, Macedónia e Kosovo, foram posteriormente recuperados por Murade II entre as décadas de 1430 e 1450. Em 10 de novembro de 1444, Murade repeliu a Cruzada de Varna ao derrotar os exércitos húngaro, polonês e valáquio sob Ladislau III da Polônia (também rei da Hungria) e João Corvino na Batalha de Varna, embora os albaneses sob o comando de Skanderbeg continuassem a resistir. Quatro anos depois, João Corvino preparou outro exército de forças húngaras e valáquias para atacar os turcos, mas foi novamente derrotado na Segunda Batalha de Kosovo em 1448.:29
Segundo a historiografia moderna, existe uma ligação direta entre o rápido avanço militar otomano e as consequências da Peste Negra a partir de meados do século XIV. Os territórios bizantinos, onde foram realizadas as conquistas otomanas iniciais, foram esgotados demograficamente e militarmente devido aos surtos de peste, que facilitaram a expansão otomana. Além disso, a caça aos escravos — executada inicialmente por akinci irregulares que viajavam diante do exército otomano — foi a principal força motriz económica por detrás da conquista otomana. Alguns autores do século XXI re-periodizam a conquista otomana dos Bálcãs na fase akıncı, que durou 8 a 13 décadas, caracterizada pela contínua caça e destruição de escravos, seguida pela fase de integração administrativa no Império Otomano. onde a pandemia de peste bubônica ocorreu entre 1347 e 1349.

### Expansão e apogeu (1453–1566)
O filho de Murade II, Maomé II, o Conquistador, reorganizou tanto o estado como o exército, e em 29 de maio de 1453 conquistou Constantinopla, extinguindo o Império Bizantino. Mehmed permitiu que a Igreja Ortodoxa Oriental mantivesse sua autonomia e terras em troca de aceitar a autoridade otomana. Devido à tensão entre os estados da Europa Ocidental e o posterior Império Bizantino, a maioria da população ortodoxa aceitou o domínio otomano como preferível ao domínio veneziano.<refStone, Norman (2005), «Turkey in the Russian Mirror», in:  Mark Erickson, Ljubica Erickson, Russia War, Peace And Diplomacy: Essays in Honour of John Erickson, ISBN 978-0-297-84913-1, Weidenfeld & Nicolson </ref> A resistência albanesa foi um grande obstáculo à expansão otomana na península italiana.
Nos séculos XV e XVI, o Império Otomano entrou num período de expansão. O Império prosperou sob o domínio de uma linhagem de sultões comprometidos e eficazes. Também floresceu economicamente devido ao controle das principais rotas comerciais terrestres entre a Europa e a Ásia.:111
O sultão Selim I (r. 1512–152)) expandiu dramaticamente as fronteiras leste e sul do império ao derrotar o xá Ismail do Irã Safávida, na Batalha de Chaldiran.:91–105 Selim I estabeleceu o domínio otomano no Egito ao derrotar e anexar o Sultanato Mameluco do Egito e criou uma presença naval no Mar Vermelho. Após esta expansão otomana, começou a competição entre o Império Português e o Império Otomano para se tornar a potência dominante na região.:55–76
Solimão, o Magnífico (1520–1566) capturou Belgrado em 1521, conquistou as partes sul e central do Reino da Hungria como parte das Guerras Otomano-Húngaras e, após sua vitória histórica na Batalha de Mohács em 1526, ele estabeleceu o domínio otomano no território da atual Hungria (exceto a parte ocidental) e outros territórios da Europa Central. Ele então sitiou Viena em 1529, mas não conseguiu tomar a cidade.:50 Em 1532, fez outro ataque a Viena, mas foi repelido no cerco de Güns. A Transilvânia, a Valáquia e, intermitentemente, a Moldávia, tornaram-se principados tributários do Império Otomano. No leste, os turcos otomanos tomaram Bagdá dos persas em 1535, ganhando o controle da Mesopotâmia e o acesso naval ao Golfo Pérsico. Em 1555, o Cáucaso foi oficialmente dividido pela primeira vez entre os safávidas e os otomanos, um status quo que permaneceu até o final da Guerra Russo-Turca (1768-1774). Por esta divisão do Cáucaso, conforme assinado na Paz de Amasya, a Arménia Ocidental, o Curdistão ocidental e a Geórgia Ocidental (incluindo Samtskhe ocidental) caíram em mãos otomanas, enquanto o sul do Daguestão, a Arménia Oriental, a Geórgia Oriental e o Azerbaijão permaneceram persas.

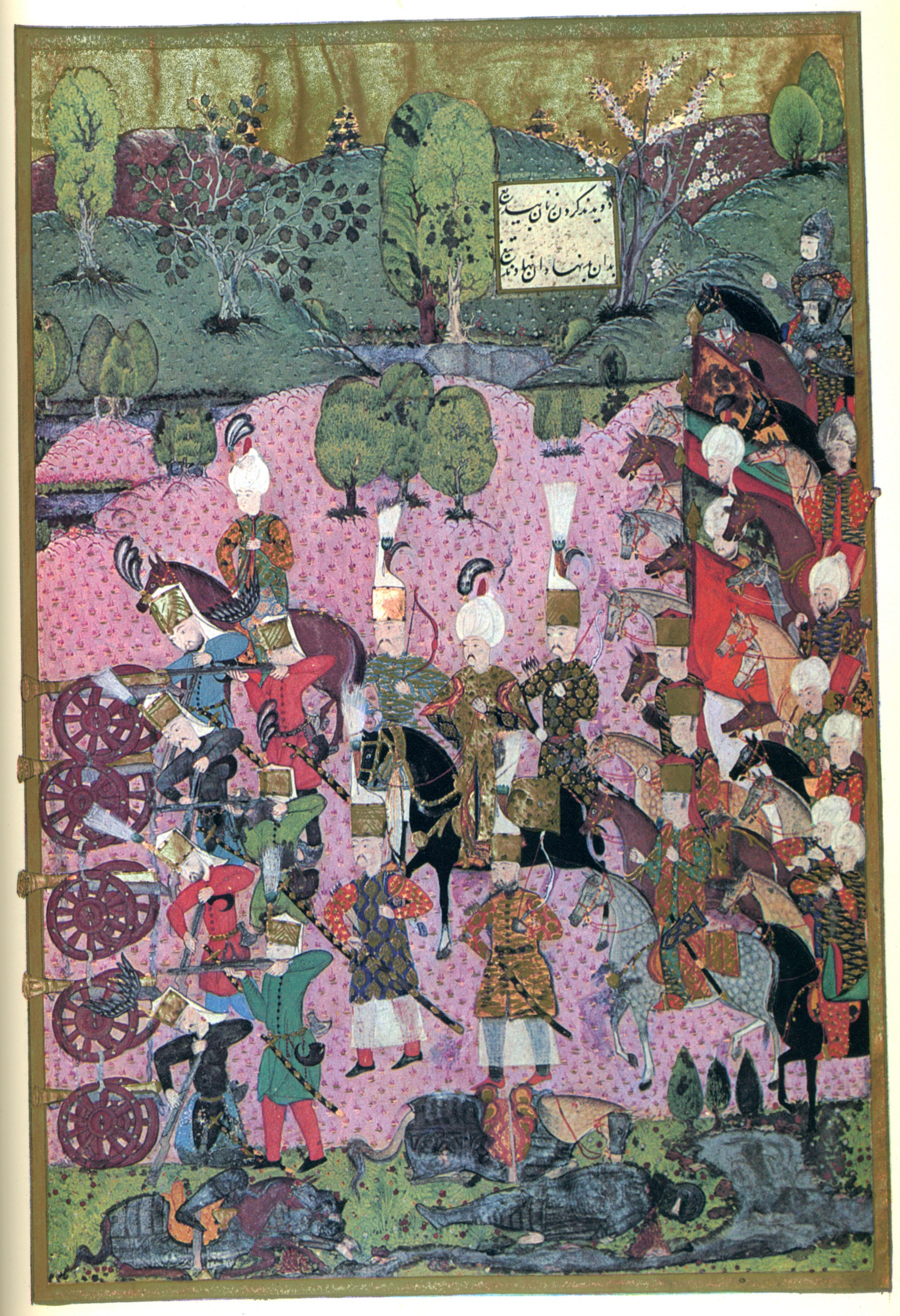
Miniatura otomana da Batalha de Mohács em 1526

Em 1539, um exército otomano de 60 mil homens sitiou a guarnição espanhola de Castelnuovo, na costa do Adriático de Montenegro. O cerco bem-sucedido custou aos otomanos 8 000 baixas, mas Veneza concordou com os termos em 1540, entregando a maior parte de seu império no Egeu e na Moreia. A França e o Império Otomano, unidos pela oposição mútua ao domínio dos Habsburgos, tornaram-se fortes aliados. As conquistas francesas de Nice em 1543 e da Córsega em 1553 foram realizadas por forças conjuntas do rei francês Francisco I e de Solimão, tendo sido comandadas pelos almirantes otomanos Barba-Ruiva e Dragute. Um mês antes do cerco de Nice, a França apoiou os otomanos com uma unidade de artilharia na conquista otomana de Esztergom, em 1543, no norte da Hungria. Após novos avanços dos turcos, o governante dos Habsburgos, Fernando, reconheceu oficialmente a ascendência otomana na Hungria em 1547. Solimão morreu de causas naturais em sua tenda durante o cerco de Szigetvár em 1566. Após a sua morte, dizia-se que os otomanos estavam em declínio, embora isto tenha sido rejeitado por muitos estudiosos.
No final do reinado de Solimão, o império abrangia aproximadamente 2 273 720 km2, estendendo-se por três continentes.:545

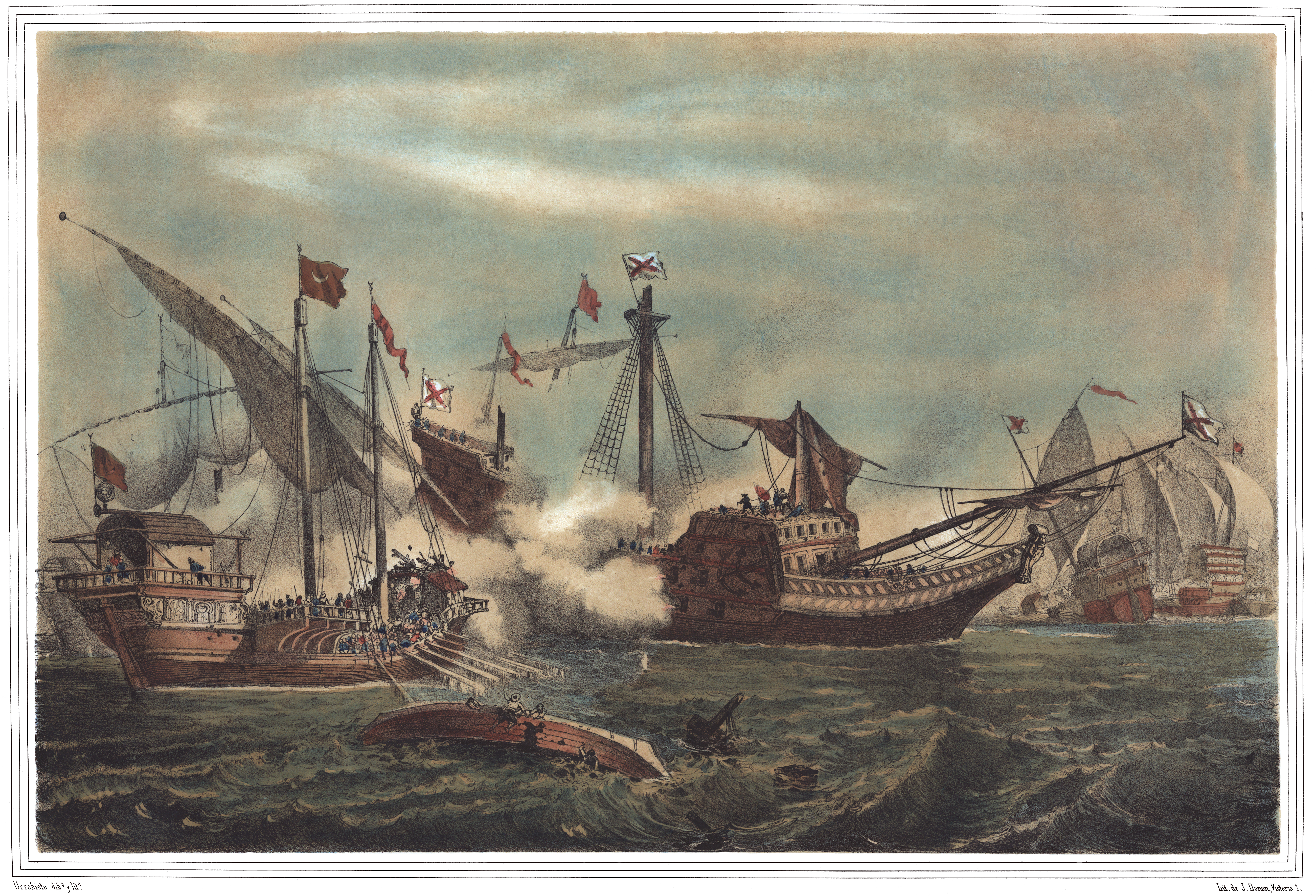
O almirante otomano Barba-Ruiva derrotou a de sob o comando de Andrea Doria na Batalha de Preveza em 1538

Além disso, o império tornou-se uma força naval dominante, controlando grande parte do mar Mediterrâneo.:61 Por esta altura, o Império Otomano era uma parte importante da esfera política europeia. Os otomanos envolveram-se em guerras religiosas multicontinentais quando Espanha e Portugal se uniram sob a União Ibérica. Os otomanos eram detentores do título de califa, o que significa que eram os líderes de todos os muçulmanos em todo o mundo. Os ibéricos eram líderes dos cruzados cristãos e, portanto, os dois estavam envolvidos num conflito mundial. Havia zonas de operações no mar Mediterrâneo e no oceano Índico, onde os Império de Portugal|portugueses circunavegavam a África para chegar à Índia e, no seu caminho, travavam guerra com os otomanos e os seus aliados muçulmanos locais. Da mesma forma, os ibéricos passaram pela América Latina recém cristianizada e enviaram expedições que atravessaram o Pacífico com o objetivo de cristianizar as Filipinas, antes muçulmanas, e usá-las como base para atacar ainda mais os muçulmanos no Extremo Oriente. Neste caso, os otomanos enviaram exércitos para ajudar o seu vassalo e território mais oriental, o Sultanato de Achém, no Sudeste Asiático.:84
Durante a década de 1600, o conflito mundial entre o Califado Otomano e a União Ibérica foi um impasse, uma vez que ambas as potências tinham níveis populacionais, tecnológicos e económicos semelhantes. No entanto, o sucesso do establishment político e militar otomano foi comparado ao do Império Romano, apesar da diferença no tamanho dos seus respectivos territórios, por pessoas como o estudioso italiano contemporâneo Francesco Sansovino e o filósofo político francês Jean Bodin.

### Estagnação e reforma (1566–1827)

#### Revoltas, reversões e reavivamentos (1566–1683)

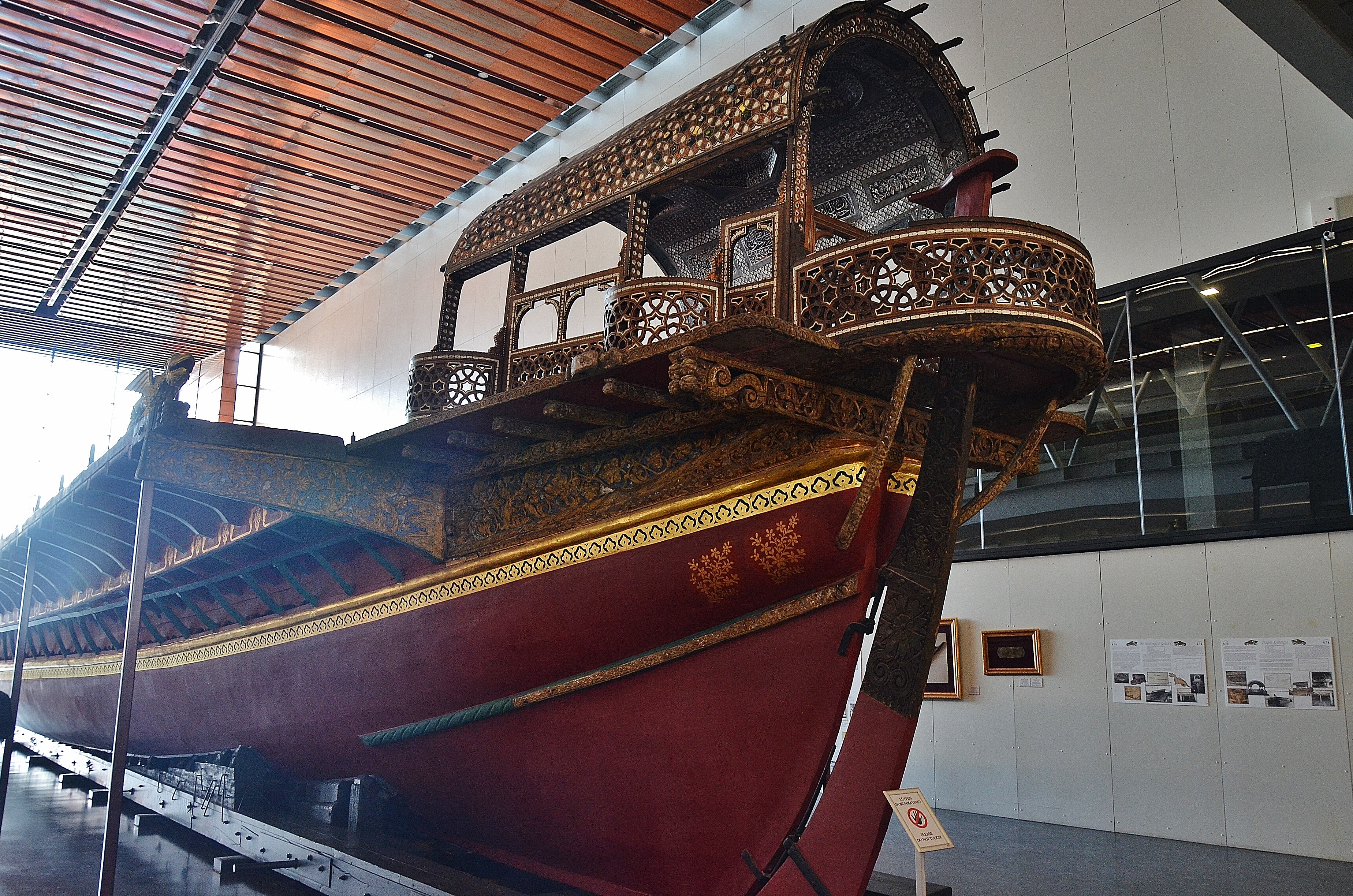
Galera otomana do final do século XVI ou início do século XVII conhecida como Tarihi Kadırga no Museu Naval de Istambul, construída no período entre os reinados dos sultões r. e Maomé IV r.

Na segunda metade do século XVI, o Império Otomano ficou sob uma pressão crescente devido à inflação e ao rápido aumento dos custos da guerra que estavam a afetar tanto a Europa como o Médio Oriente. Estas pressões levaram a uma série de crises por volta do ano 1600, colocando grande pressão sobre o sistema de governo otomano.:413–414 O império passou por uma série de transformações nas suas instituições políticas e militares em resposta a estes desafios, permitindo-lhe adaptar-se com sucesso às novas condições do século XVII e permanecer poderoso, tanto militar como economicamente.:10 Os historiadores de meados do século XX caracterizaram outrora este período como um período de estagnação e declínio, mas esta visão é agora rejeitada pela maioria dos académicos.
A descoberta de novas rotas comerciais marítimas pelos estados da Europa Ocidental permitiu-lhes evitar o monopólio comercial otomano. A descoberta portuguesa do cabo da Boa Esperança em 1488 deu início a uma série de guerras navais otomano-portuguesas no Oceano Índico ao longo do século XVI. Apesar da crescente presença europeia no Oceano Índico, o comércio otomano com o Oriente continuou a florescer. O Cairo, em particular, beneficiou da ascensão do café iemenita como um produto de consumo popular. À medida que surgiram cafés nas cidades e vilas de todo o império, o Cairo tornou-se num importante centro do seu comércio, contribuindo para a sua prosperidade contínua ao longo do século XVII e grande parte do século XVIII.:507–508
Sob Ivã IV (r. 1533–1584), o Czarado da Rússia expandiu-se para as regiões do Volga e do Cáspio às custas dos canatos tártaros. Em 1571, o cã da Crimeia Devlet I Giray incendiou Moscou com apoio otomano. No ano seguinte, a invasão foi repetida mas repelida na Batalha de Molodi. O Império Otomano continuou a invadir a Europa Oriental em uma série de ataques de escravos, e permaneceu uma potência significativa na Europa Oriental até o final do século XVII.

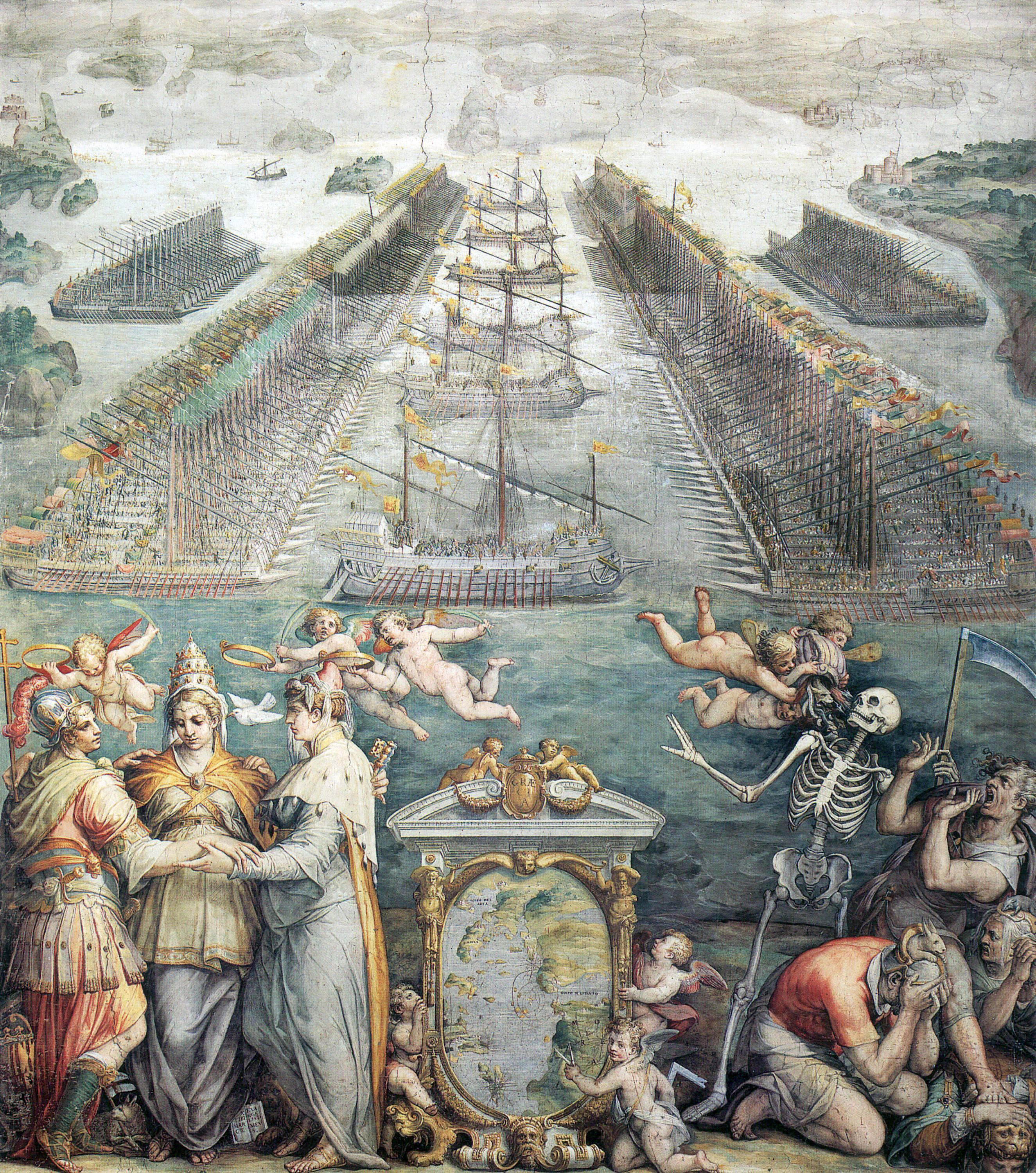
Ordem de batalha das duas frotas na Batalha de Lepanto, com uma alegoria dos três poderes da Liga Santa em primeiro plano, afresco de Giorgio Vasari

Os otomanos decidiram conquistar Chipre aos venezianos e em 22 de julho de 1570 Nicósia foi sitiada; 50 000 cristãos morreram e 180 000 foram escravizados.:67 Em 15 de setembro de 1570, a cavalaria otomana apareceu diante do último reduto veneziano em Chipre, Famagusta. Os defensores venezianos resistiram durante 11 meses contra uma força que no seu auge contava com 200 000 homens com 145 canhões; 163 000 balas de canhão atingiram as muralhas de Famagusta antes de cair nas mãos dos otomanos em agosto de 1571. O Cerco de Famagusta causou 50 000 baixas otomanas.:328 Enquanto isso, a Liga Santa, composta principalmente por frotas espanholas e venezianas, obteve uma vitória sobre a frota otomana na Batalha de Lepanto (1571), ao largo do sudoeste da Grécia; As forças católicas mataram mais de 30 000 turcos e destruíram 200 dos seus navios.:24 Foi um golpe surpreendente, embora principalmente simbólico, na imagem da invencibilidade otomana, uma imagem que a vitória dos Cavaleiros de Malta sobre os invasores otomanos no cerco de Malta em 1565 tinha recentemente começado a erodir. A batalha foi muito mais prejudicial para a marinha otomana, pois minou mão de obra experiente do que a perda de navios, que foram rapidamente substituídos.:53 A marinha otomana recuperou rapidamente, persuadindo Veneza a assinar um tratado de paz em 1573, permitindo aos otomanos expandir e consolidar a sua posição no Norte de África.
Em contraste, a fronteira dos Habsburgos havia se estabilizado um pouco, um impasse causado pelo endurecimento das defesas dos Habsburgos.  A Longa Guerra Turca contra a Áustria dos Habsburgos (1593-1606) criou a necessidade de um maior número de infantaria otomana equipada com armas de fogo, resultando num relaxamento da política de recrutamento. Isto contribuiu para problemas de indisciplina e rebeldia total dentro do corpo, que nunca foram totalmente resolvidos. Atiradores irregulares (Sekban) também foram recrutados e, após a desmobilização, recorreram ao banditismo nas rebeliões Celali (1590-1610), que geraram anarquia generalizada na Anatólia no final do século XVI e início do século seguinte.:24 Com a população do Império chegando a 30 milhões de pessoas até 1600, a escassez de terras colocou ainda mais pressão sobre o governo. Apesar desses problemas, o estado otomano permaneceu forte e seu exército não entrou em colapso nem sofreu derrotas esmagadoras. As únicas exceções foram as campanhas contra a dinastia Safávida da Pérsia, onde muitas das províncias orientais otomanas foram perdidas, algumas permanentemente. Esta guerra de 1603-1618 resultou no Tratado de Nasuh Paxá, que cedeu todo o Cáucaso, exceto o extremo oeste da Geórgia, de volta à posse do Irã safávida. O tratado que pôs fim à Guerra de Creta custou a Veneza grande parte da Dalmácia, das suas possessões insulares do Egeu e de Creta. (As perdas na guerra totalizaram 30 985 soldados venezianos e 118 754 soldados turcos.) :33
Durante seu breve reinado majoritário, Murade IV (r. 1623-1640) reafirmou a autoridade central e recapturou o Iraque (1639) dos safávidas. O Tratado de Zuhab resultante desse mesmo ano dividiu decisivamente o Cáucaso e regiões adjacentes entre os dois impérios vizinhos, tal como já tinha sido definido na Paz de Amasya de 1555.
O Sultanato das Mulheres (1533–1656) foi um período em que as mães dos jovens sultões exerceram o poder em nome dos seus filhos. As mulheres mais proeminentes deste período foram Cosem Sultana e sua nora Turhan Hatice, cuja rivalidade política culminou no assassinato de Kösem em 1651.  Durante a era Köprülü (1656-1703), o controle efetivo do Império foi exercido por uma sequência de grão-vizires da família Köprülü. O vizirado de Köprülü viu um sucesso militar renovado com a autoridade restaurada na Transilvânia, a conquista de Creta concluída em 1669, e a expansão para o sul da Ucrânia polaca, com as fortalezas de Khotyn, e Kamianets-Podilskyi e o território de Podolia cedendo ao controlo otomano em 1676. 

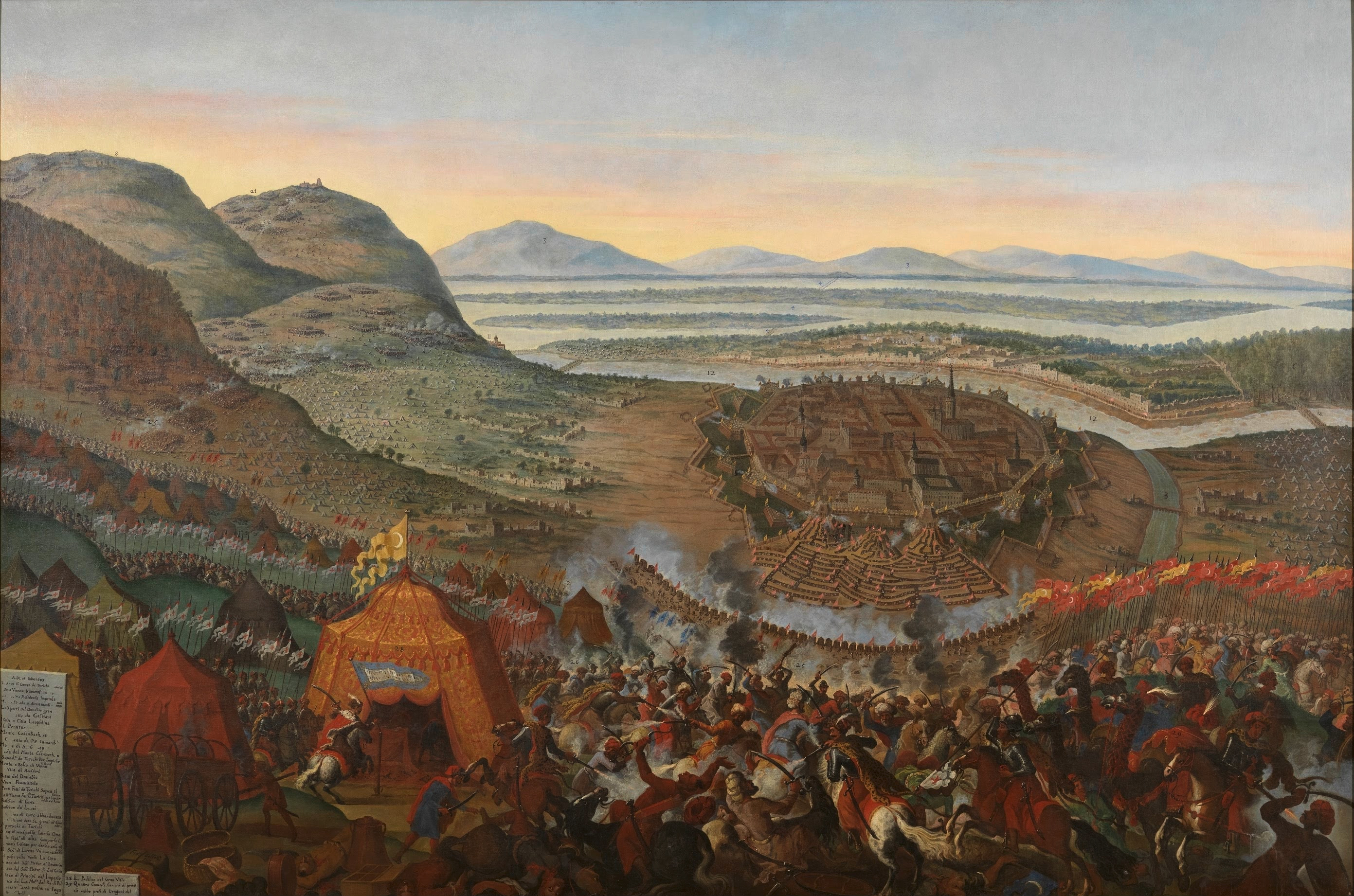
O Segundo Cerco de Viena em 1683, por Frans Geffels (1624-1694)

Este período de assertividade renovada chegou a um fim calamitoso em 1683, quando o grão-vizir Kara Mustafá liderou um enorme exército para tentar um segundo cerco otomano a Viena na Grande Guerra Turca de 1683-1699. O ataque final foi fatalmente adiado, as forças otomanas foram varridas pelas forças aliadas dos Habsburgos, alemãs e polonesas lideradas pelo rei polonês João III Sobieski na Batalha de Viena. A aliança da Santa Liga aproveitou a vantagem da derrota em Viena, culminando no Tratado de Karlowitz (26 de janeiro de 1699), que pôs fim à Grande Guerra Turca. Os otomanos entregaram o controle de territórios significativos, muitos deles permanentemente. Mustafá II (r. 1695–1703) liderou o contra-ataque de 1695-1696 contra os Habsburgos na Hungria, mas foi desfeito na derrota desastrosa em Zenta (na moderna Sérvia), 11 de setembro de 1697.

#### Derrotas militares

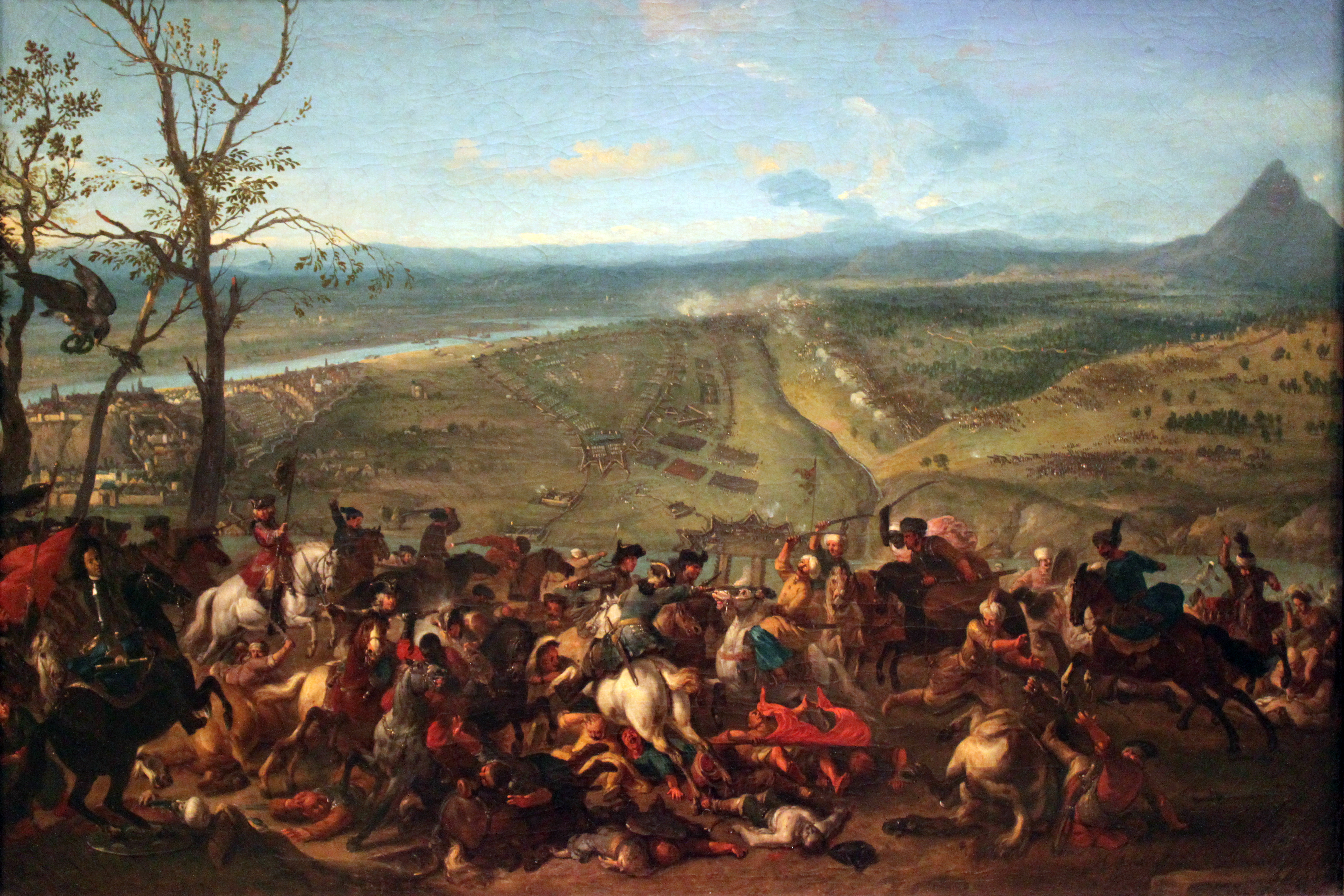
As tropas austríacas lideradas pelo príncipe Eugênio de Sabóia capturaram Belgrado em 1717. O controle austríaco na Sérvia durou até a vitória turca na Guerra Austro-Russa-Turca (1735–1739). Com o Tratado de Belgrado de 1739, o Império Otomano recuperou o norte da Bósnia, a Sérvia dos Habsburgos (incluindo Belgrado), a Oltênia e as partes meridionais do Banato de Timișoara

Além da perda do Banato e da perda temporária de Belgrado (1717–1739), a fronteira otomana no Danúbio e no Sava permaneceu estável durante o século XVIII. A expansão russa, contudo, apresentou uma ameaça grande e crescente. Assim, o rei Carlos XII da Suécia foi recebido como aliado no Império Otomano após a sua derrota frente aos russos na Batalha de Poltava de 1709, na Ucrânia central (parte da Grande Guerra do Norte de 1700-1721). Carlos XII persuadiu o sultão otomano Amade III a declarar guerra à Rússia, o que resultou na vitória otomana na Campanha do Rio Pruth de 1710-1711, na Moldávia.
Após a Guerra Austro-Turca, o Tratado de Passarowitz confirmou a perda do Banato, da Sérvia e da "Pequena Valáquia" (Oltênia) para a Áustria. O Tratado também revelou que o Império Otomano estava na defensiva e dificilmente apresentaria qualquer nova agressão na Europa.  A Guerra Austro-Russa-Turca (1735-1739), que terminou com o Tratado de Belgrado em 1739, resultou na recuperação otomana do norte da Bósnia, da Sérvia dos Habsburgos (incluindo Belgrado), da Oltênia e das partes meridionais do Banato de Timișoara; mas o Império perdeu o porto de Azove, ao norte da península da Crimeia, para os russos. Após este tratado o Império Otomano pôde desfrutar de uma geração de paz, já que a Áustria e a Rússia foram forçadas a lidar com a ascensão da Prússia.

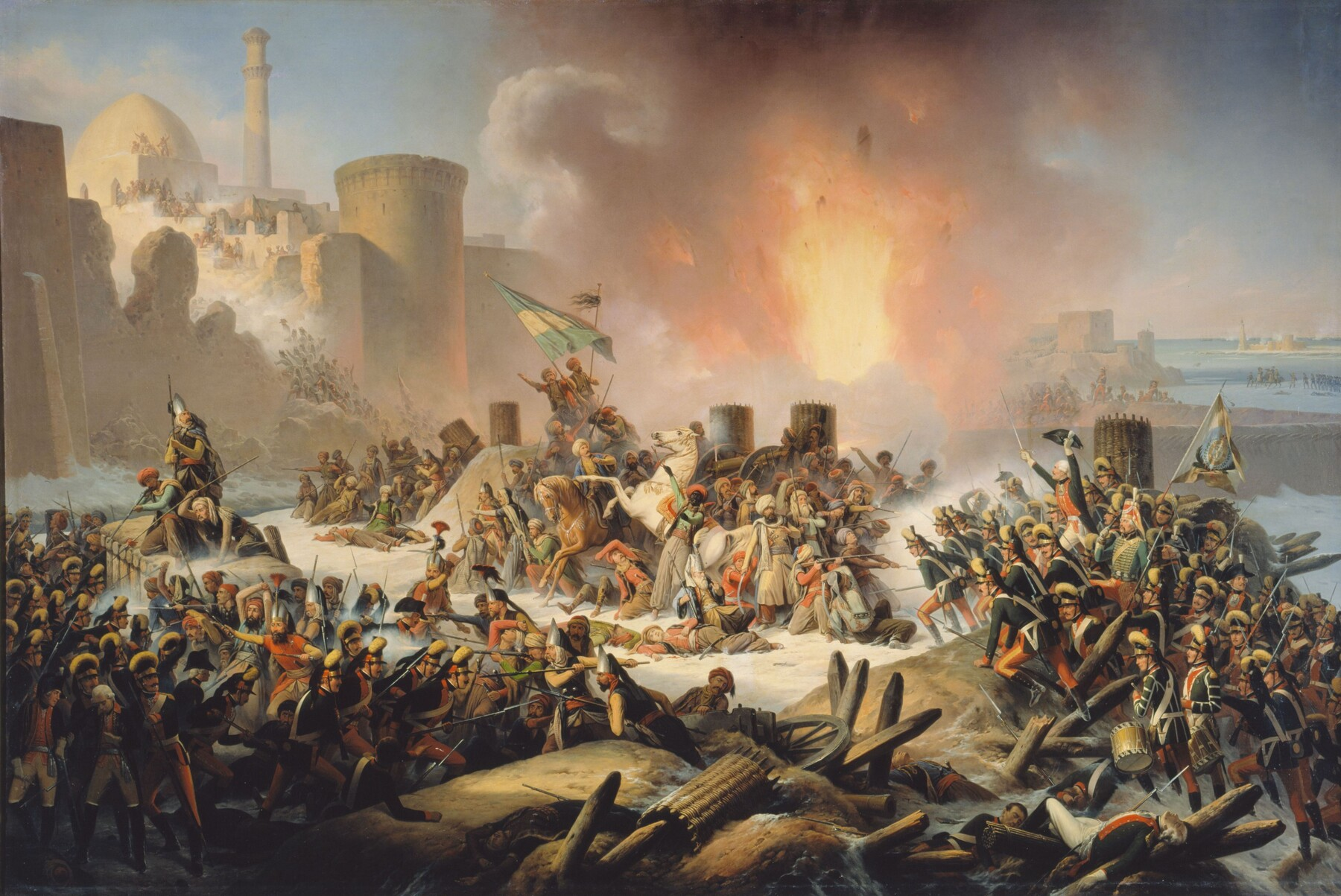
Tropas otomanas tentando deter o avanço dos russos durante o cerco de Ochakov em 1788

Surgiram reformas educacionais e tecnológicas, incluindo o estabelecimento de instituições de ensino superior como a Universidade Técnica de Istambul. Em 1734, uma escola de artilharia foi criada para transmitir métodos de artilharia de estilo ocidental, mas o clero islâmico opôs-se com sucesso, alegando teodicéia. Em 1754 a escola de artilharia foi reaberta de forma semi-secreta. Em 1726, Ibrahim Muteferrika convenceu o grão-vizir Nevşehirli Damat Ibrahim Paxá, o grão-mufti e o clero sobre a eficiência da imprensa, e Muteferrika recebeu mais tarde permissão do sultão Amade III para publicar livros não religiosos (apesar da oposição de alguns calígrafos e líderes religiosos). A editora de Muteferrika publicou seu primeiro livro em 1729 e, em 1743, publicou 17 obras em 23 volumes, cada uma com tiragens entre 500 e 1 000 exemplares.
No Norte de África, a Espanha conquistou Orã ao autónomo Deylik de Argel. O Bei de Orã recebeu um exército de Argel, mas não conseguiu recapturar Orã; o cerco causou a morte de 1 500 espanhóis e ainda mais argelinos. Os espanhóis também massacraram muitos soldados muçulmanos. Em 1792, a Espanha abandonou Oran, vendendo-a ao Deylik de Argel.
Em 1768, os haidamakas (cossacos zaporojianos) ucranianos apoiados pela Rússia, perseguindo os confederados poloneses, entraram em Balta, uma cidade controlada pelos otomanos na fronteira da Bessarábia, na Ucrânia, massacraram seus cidadãos e incendiaram a cidade. Esta ação provocou a entrada do Império Otomano na Guerra Russo-Turca de 1768-1774. O Tratado de Küçük-Kainarji de 1774 encerrou a guerra e proporcionou liberdade de culto aos cidadãos cristãos das províncias da Valáquia e da Moldávia controladas pelos otomanos. No final do século XVIII, após uma série de derrotas nas guerras com a Rússia, algumas pessoas no Império Otomano começaram a concluir que as reformas de Pedro, o Grande, tinham dado uma vantagem aos russos e que os otomanos teriam de acompanhar o Ocidente. tecnologia para evitar novas derrotas.
Selim III (1789–1807) fez as primeiras grandes tentativas de modernizar o exército, mas as suas reformas foram dificultadas pela liderança religiosa e pelo corpo de janízaros. Ciumentos dos seus privilégios e firmemente opostos à mudança, os janízaros revoltaram-se. Os esforços de Selim custaram-lhe o trono e a vida, mas foram resolvidos de forma espetacular e sangrenta pelo seu sucessor, o dinâmico Mamude II, que eliminou o corpo de janízaros em 1826.
A revolução Sérvia (1804-1815) marcou o início de uma era de despertar nacional nos Bálcãs durante a Questão Oriental. Em 1811, os fundamentalistas wahabitas da Arábia, liderados pela família al-Saud, revoltaram-se contra os otomanos. Incapaz de derrotar os rebeldes wahabitas, a Sublime Porta tinha Muhammad Ali Paxá de Cavala, o vali (governador) do Eialete do Egito, encarregado de retomar a Arábia, que culminou com a destruição do Emirado de Daria em 1818. A suserania da Sérvia como uma monarquia hereditária sob a sua própria dinastia foi reconhecida de jure em 1830. Em 1821, os gregos declararam guerra ao sultão. Uma rebelião que se originou na Moldávia como uma diversão foi seguida pela revolução principal no Peloponeso, que, juntamente com a parte norte do Golfo de Corinto, tornou-se a primeira parte do Império Otomano a alcançar a independência (em 1829). Em 1830, os franceses invadiram o Deylik de Argel. A campanha que durou 21 dias resultou em mais de 5 000 baixas militares argelinas, e cerca de 2 600 franceses. Antes da invasão francesa, a população total da Argélia estava provavelmente entre 3 000 000 e 5 000 000. Em 1873, a população da Argélia (excluindo várias centenas de milhares de colonos franceses recém-chegados) diminuiu para drásticos 2 172 000. Em 1831, Maomé Ali do Egito revoltou-se contra o sultão Mamude II devido à recusa deste último em conceder-lhe os governos da Grande Síria e de Creta, que o Sultão lhe havia prometido em troca do envio de assistência militar para reprimir a Revolta grega (1821–1829) que finalmente terminou com a independência formal da Grécia em 1830. Foi um empreendimento caro para Maomé Ali, que havia perdido sua frota na Batalha de Navarino em 1827. Assim começou a primeira Guerra Egípcio-Otomana (1831-1833), durante a qual o exército treinado pela França de Maomé Ali, sob o comando de seu filho Ibraim Paxá, derrotou o exército otomano enquanto este marchava para a Anatólia, alcançando a cidade de Kütahya, a 320 km da capital, Constantinopla. Em desespero, o sultão Mamude II apelou à tradicional arquirrival do império, a Rússia, em busca de ajuda, pedindo ao czar Nicolau I enviar uma força expedicionária para ajudá-lo. Em troca da assinatura do Tratado de Hünkâr İskelesi, os russos enviaram a força expedicionária que dissuadiu Ibrahim Paxá de marchar mais em direção a Constantinopla. Nos termos da Convenção de Kütahya, assinada em 5 de maio de 1833, Maomé Ali concordou em abandonar a sua campanha contra o Sultão, em troca da qual foi nomeado vali (governador) dos vilaietes (províncias) de Creta, Alepo, Trípoli, Damasco e Sídon (os últimos quatro compreendendo a Síria e o Líbano modernos), e recebeu o direito de cobrar impostos em Adana. Se não fosse a intervenção russa, o Sultão Mamude II poderia ter enfrentado o risco de ser deposto e Maomé Ali poderia até ter-se tornado o novo Sultão. Estes acontecimentos marcaram o início de um padrão recorrente em que a Sublime Porta precisava da ajuda de potências estrangeiras para se proteger.
Em 1839, a Sublime Porta tentou recuperar o que perdeu para o eialete de facto autónomo, mas de jure ainda otomano do Egito, mas as suas forças foram inicialmente derrotadas, o que levou à Crise Oriental de 1840. Maomé Ali tinha relações estreitas com a França, e a perspectiva de ele se tornar o Sultão do Egito era amplamente vista como uma colocação de todo o Levante na esfera de influência francesa. Como a Sublime Porta provou ser incapaz de derrotar Maomé Ali, o Império Britânico e o Império Austríaco forneceram assistência militar, e a segunda Guerra Egípcio-Otomana (1839-1841) terminou com a vitória otomana e a restauração do Império Otomano. suserania sobre Eialete do Egito e o Levante.
Em meados do século XIX, o Império Otomano era chamado "homem doente da Europa". Três estados suseranos — a Sérvia, a Valáquia e a Moldávia — avançaram para a independência de jure durante as décadas de 1860 e 1870.

### Declínio e modernização (1828–1908)
Durante o período Tanzimat (1839-1876), a série de reformas constitucionais do governo levou a um exército recrutado bastante moderno, reformas do sistema bancário, a descriminalização da homossexualidade, a substituição da lei religiosa pela lei secular, e guildas por fábricas modernas. O Ministério dos Correios Otomano foi estabelecido em Istambul em 1840. O inventor americano Samuel Morse recebeu uma patente otomana para o telégrafo em 1847, emitida pelo sultão Abdul Mejide I, que testou pessoalmente a invenção. O período reformista atingiu o auge com a constituição, chamada Kanûn-u Esâsî. O primeiro período constitucional do império durou pouco. O parlamento sobreviveu apenas dois anos antes de o sultão suspendê-lo.
A população cristã do império, devido aos seus níveis educacionais mais elevados, começou a ultrapassar a maioria muçulmana, gerando muito ressentimento. Em 1861 havia 571 escolas primárias e 94 secundárias para cristãos otomanos com 140 mil alunos no total um número que excedia largamente o número de crianças muçulmanas na escola na altura que eram ainda mais prejudicadas pela quantidade de tempo gasto a aprender árabe e Teologia islâmica. O autor Norman Stone sugere que o alfabeto árabe, no qual o turco foi escrito até 1928, era inadequado para refletir os sons do turco (que é uma língua turca e não semítica), o que impôs dificuldades adicionais às crianças turcas. Por sua vez, os níveis educacionais mais elevados dos cristãos permitiram-lhes desempenhar um papel mais importante na economia, sendo o aumento da proeminência de grupos como a família Sursock um indicativo disso. Em 1911, das 654 empresas atacadistas em Istambul, 528 pertenciam a gregos étnicos. Em muitos casos, cristãos e judeus obtiveram proteção dos cônsules e da cidadania europeia, o que significa que estavam protegidos da lei otomana e não estavam sujeitos às mesmas regulamentações económicas que os seus homólogos muçulmanos. 
A Guerra da Crimeia (1853-1856) fez parte de uma longa disputa entre as principais potências europeias pela influência sobre os territórios do decadente Império Otomano. O fardo financeiro da guerra levou o Estado otomano a conceder empréstimos estrangeiros no valor de 5 milhões de libras esterlinas em 4 de agosto de 1854.:32:71 A guerra causou um êxodo dos tártaros da Crimeia, cerca de 200 mil dos quais se mudaram para o Império Otomano em ondas contínuas de emigração.:79–108 Perto do final das Guerras do Cáucaso, 90% dos circassianos foram limpos etnicamente e exilados de suas terras natais no Cáucaso, fugindo para o Império Otomano, resultando no assentamento de 500 000 a 700 000 circassianos na Turquia. Algumas organizações circassianas fornecem números muito mais altos, totalizando 1–1,5 milhões de deportados ou mortos. Os refugiados tártaros da Crimeia no final do século XIX desempenharam um papel especialmente notável na tentativa de modernizar a educação otomana e na promoção inicial tanto do panturquismo como de um sentimento de nacionalismo turco.
Neste período, o Império Otomano gastou apenas pequenas quantias de fundos públicos na educação; por exemplo, em 1860-1861, apenas 0,2% do orçamento total foi investido na educação.:50 À medida que o Estado otomano tentava modernizar as suas infraestruturas e o seu exército em resposta a ameaças externas, abriu-se a um tipo diferente de ameaça: a dos credores. Como escreveu o historiador Eugene Rogan, "a maior ameaça à independência do Médio Oriente" no século XIX "não eram os exércitos da Europa, mas os seus bancos". O estado otomano, que começou a endividar-se com a Guerra da Crimeia, foi forçado a declarar falência em 1875. Em 1881, o Império Otomano concordou em ter a sua dívida controlada pela Administração da Dívida Pública Otomana, um conselho de homens europeus com presidência alternada entre a França e a Grã-Bretanha. O órgão controlava áreas da economia otomana e usava a sua posição para garantir que o capital europeu continuasse a penetrar no império, muitas vezes em detrimento dos interesses otomanos locais. 
Os bashi-bazouks otomanos suprimiram a revolta búlgara de 1876, massacrando até 100 mil pessoas no processo.:139 A Guerra Russo-Turca (1877-1878) terminou com uma vitória decisiva para a Rússia. Como resultado, as participações otomanas na Europa diminuíram drasticamente: a Bulgária foi estabelecida como um principado independente dentro do Império Otomano; a Roménia alcançou a independência total; e a Sérvia e Montenegro finalmente conquistaram a independência completa, mas com territórios menores. Em 1878, a Áustria-Hungria ocupou unilateralmente as províncias otomanas da Bósnia-Herzegovina e Novi Pazar.
O primeiro-ministro britânico Benjamin Disraeli defendeu a restauração dos territórios otomanos na Península Balcânica durante o Congresso de Berlim e, em troca, a Grã-Bretanha assumiu a administração de Chipre em 1878.:228–254 Mais tarde, a Grã-Bretanha enviou tropas ao Egito em 1882 para reprimir a Revolta de Urabi (o sultão Abdulamide II era demasiado paranoico para mobilizar o seu próprio exército, temendo que isso resultasse num golpe de estado), ganhando efetivamente o controlo em ambos os territórios. Abdul Hamid II tinha tanto medo de um golpe que não permitiu que o seu exército conduzisse jogos de guerra, para que isso não servisse de cobertura para um golpe, mas viu a necessidade de mobilização militar. Em 1883, uma missão militar alemã sob o comando do general barão Colmar von der Goltz chegou para treinar o exército otomano, levando à chamada "geração Goltz" de oficiais treinados na Alemanha, que desempenharam um papel notável na política dos últimos anos do império.:24
De 1894 a 1896, entre 100 000 e 300 000 armênios que viviam em todo o império foram mortos no que ficou conhecido como os massacres hamidianos.:42
Em 1897 a população era de 19 milhões, dos quais 14 milhões (74%) eram muçulmanos. Mais 20 milhões viviam em províncias que permaneciam sob a suserania nominal do sultão, mas estavam inteiramente fora do seu poder real. Um por um, o Porte perdeu autoridade nominal. Incluíam o Egipto, a Tunísia, a Bulgária, Chipre, a Bósnia-Herzegovina e o Líbano.
À medida que o Império Otomano encolhia gradualmente, 7–9 milhões de muçulmanos de seus antigos territórios no Cáucaso, na Crimeia, nos Bálcãs e nas ilhas do Mediterrâneo migraram para a Anatólia e a Trácia Oriental. Depois que o Império perdeu a Primeira Guerra Balcânica (1912-1913), perdeu todos os seus territórios balcânicos, exceto a Trácia Oriental (Turquia Europeia). Isto resultou na fuga de cerca de 400 000 muçulmanos com os exércitos otomanos em retirada (muitos deles morreram de cólera trazida pelos soldados) e 400 000 não-muçulmanos fugiram do território ainda sob domínio otomano. {ilc estima que de 1821 a 1922, 5,5 milhões de muçulmanos morreram no sudeste da Europa, com a expulsão de 5 milhões.

### Derrota e dissolução (1908–1922)

#### Movimento dos Jovens Turcos

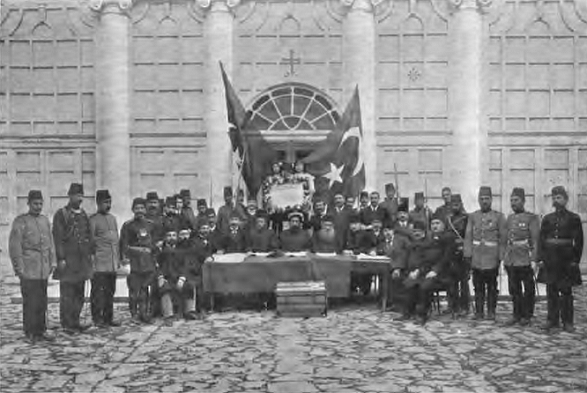
Declaração da Revolução dos Jovens Turcos pelos líderes dos millets otomanos em 1908

A derrota e dissolução do Império Otomano (1908–1922) começou com a Segunda Era Constitucional, um momento de esperança e promessa estabelecido com a Revolução dos Jovens Turcos. Restaurou a constituição e introduziu o pluripartidarismo com um sistema eleitoral de duas fases (lei eleitoral) sob o parlamento otomano. A constituição ofereceu esperança ao libertar os cidadãos do império para modernizar as instituições do Estado, rejuvenescer a sua força e permitir-lhe resistir às potências externas. A sua garantia de liberdades prometia dissolver as tensões intercomunitárias e transformar o império num lugar mais harmonioso. Em vez disso, este período tornou-se a história da luta crepuscular do Império.
Membros do movimento Jovens Turcos que antes tinham passado à clandestinidade estabeleceram agora os seus partidos. Entre eles o "Comitê de União e Progresso" e o "Partido da Liberdade e do Acordo" eram os principais partidos. No outro extremo do espectro estavam os partidos étnicos, que incluíam o Poale Zion, o Al-Fatat e o movimento nacional armênio organizado sob a Federação Revolucionária Armênia. Lucrando com os conflitos civis, a Áustria-Hungria anexou oficialmente a Bósnia e Herzegovina em 1908. O último dos censos otomanos foi realizado em 1914. Apesar das reformas militares que reconstituíram o Exército Moderno Otomano, o Império perdeu os seus territórios do Norte de África e o Dodecaneso na Guerra Ítalo-Turca (1911) e quase todos os seus territórios europeus nas Guerras dos Bálcãs (1912–1913). O Império enfrentou agitação contínua nos anos que antecederam a Primeira Guerra Mundial, incluindo o Incidente de 31 de março e mais dois golpes de estado em 1912 e 1913.

#### Primeira Guerra Mundial

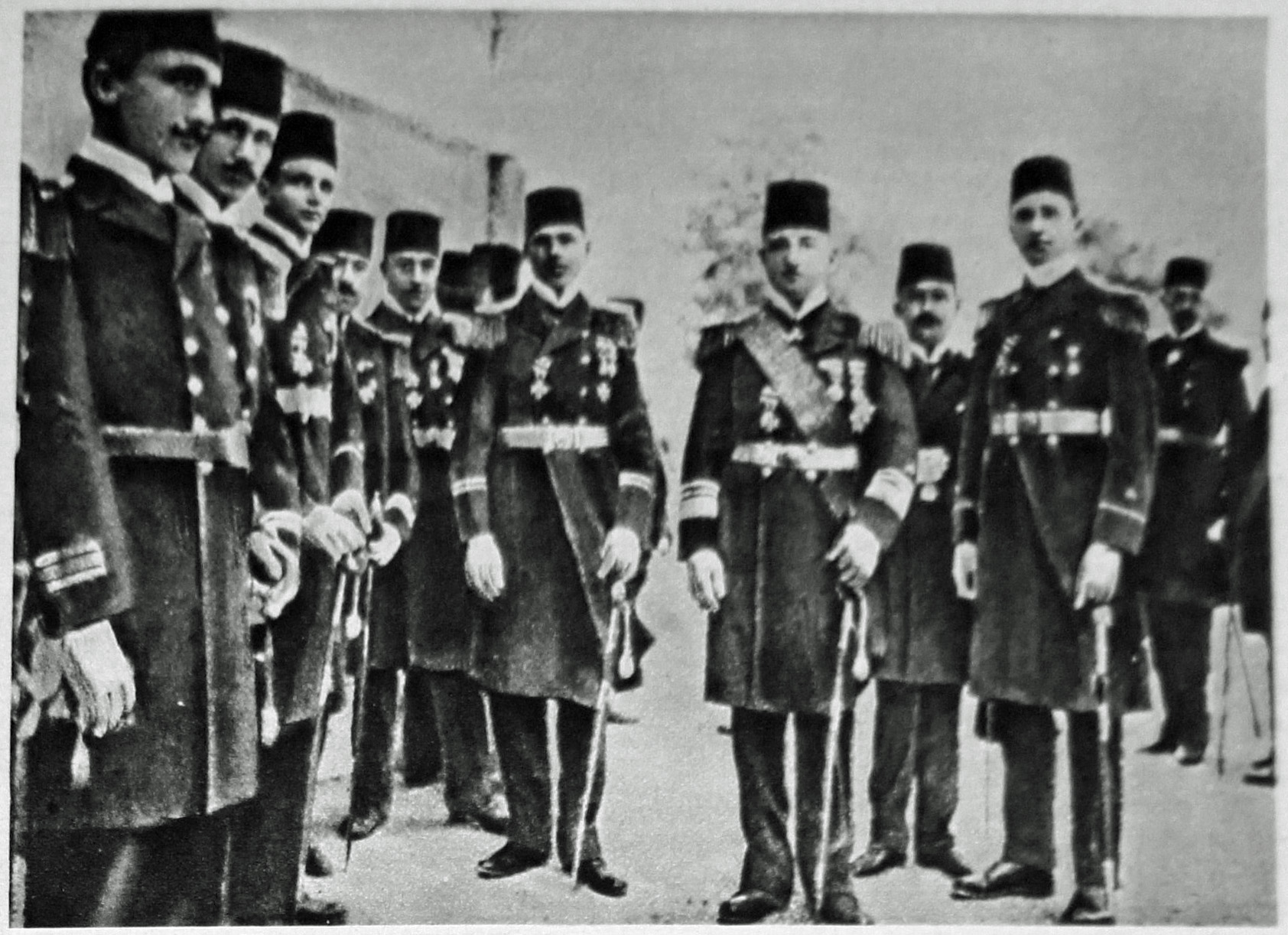
Almirante Wilhelm Souchon, que comandou o ataque ao Mar Negro em 29 de outubro de 1914, e seus oficiais em uniformes navais otomanos

O Império Otomano entrou na Primeira Guerra Mundial ao lado das Potências Centrais e foi finalmente derrotado. A participação otomana na guerra começou com o ataque surpresa combinado germano-otomano na costa do Mar Negro do Império Russo em 29 de outubro de 1914. Após o ataque, o Império Russo (2 de novembro de 1914) e seus aliados França (5 de novembro de 1914) e o Império Britânico (5 de novembro de 1914) declararam guerra ao Império Otomano (também em 5 de novembro 1914, o governo britânico mudou o status do Quedivato do Egito e Chipre, que eram territórios otomanos de jure antes da guerra, como protetorados britânicos).
Os otomanos defenderam com sucesso o estreito de Dardanelos durante a campanha de Galípoli (1915–1916) e alcançaram vitórias iniciais contra as forças britânicas nos primeiros dois anos da campanha mesopotâmica, como o Cerco de Kut (1915–1916); mas a Revolta Árabe (1916-1918) virou a maré contra os otomanos no Médio Oriente. Na campanha do Cáucaso, entretanto, as forças russas levaram vantagem desde o início, especialmente após a Batalha de Sarecamixe (1914-1915). As forças russas avançaram para o nordeste da Anatólia e controlaram as principais cidades de lá até se retirarem da Primeira Guerra Mundial com o Tratado de Brest-Litovski após a Revolução Russa em 1917.

##### Genocídios

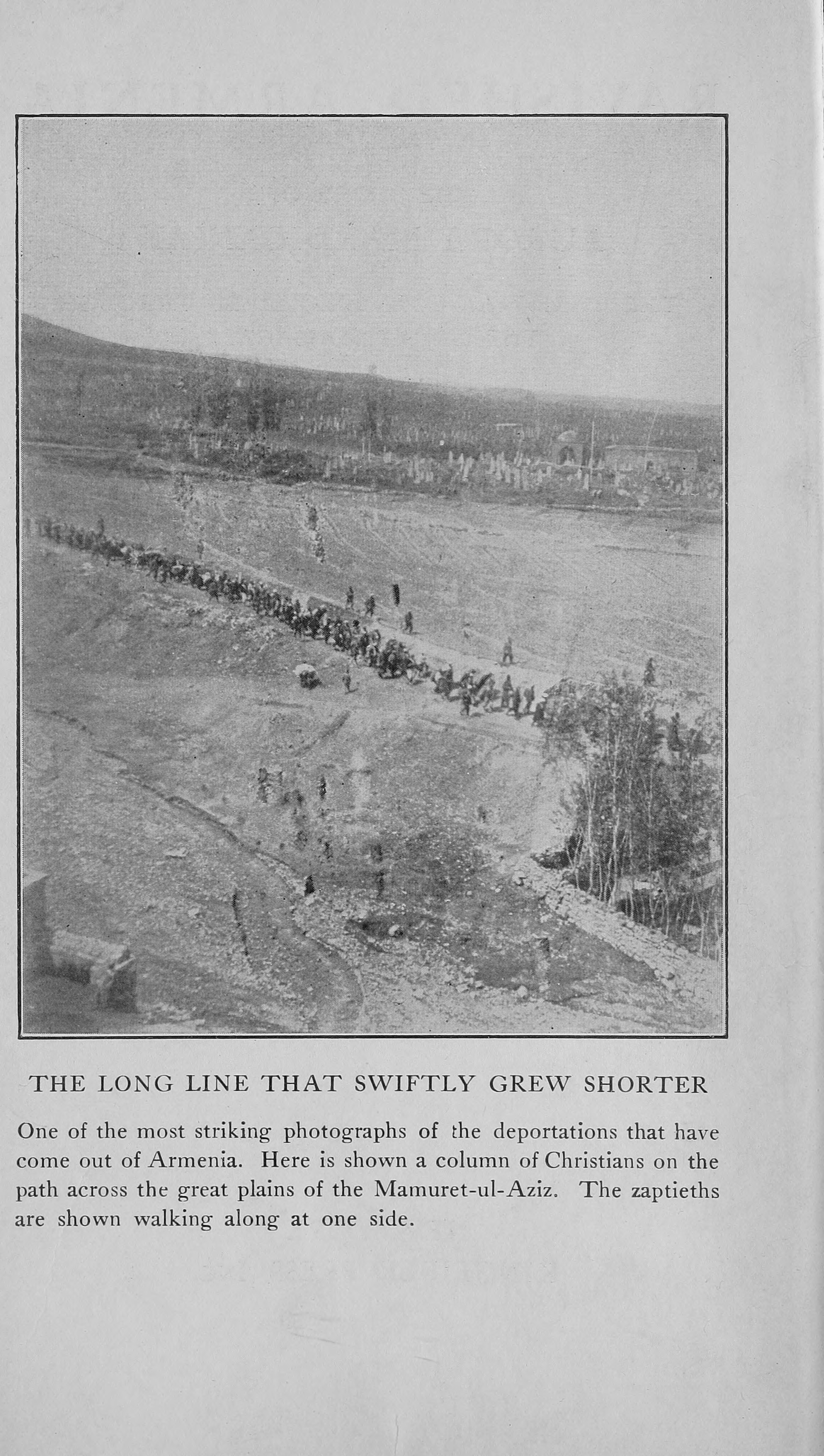
O genocídio armênio foi o resultado das políticas de deportação e limpeza étnica do governo otomano em relação aos seus cidadãos armênios após a Batalha de Sarecamixe (1914-1915) e o colapso da Frente do Cáucaso contra o Exército Imperial Russo e unidades voluntárias armênias durante a Primeira Guerra Mundial. Estima-se que 600 000 a mais de 1 milhão, ou até 1,5 milhão de pessoas foram mortas

Em 1915, o governo otomano e as tribos curdas da região iniciaram o extermínio da sua população étnica arménia, resultando na morte de até 1,5 milhões de pessoas no genocídio arménio. O genocídio foi levado a cabo durante e após a Primeira Guerra Mundial e implementado em duas fases: o assassinato em massa da população masculina saudável através do massacre e da sujeição dos recrutas do exército ao trabalho forçado, seguido pela deportação de mulheres, crianças, idosos e enfermos nas marchas da morte que conduzem ao deserto da Síria. Impulsionados por escoltas militares, os deportados foram privados de comida e água e submetidos a roubos periódicos, estupros e massacres sistemáticos. Massacres em grande escala também foram cometidos contra as minorias grega e assíria do império, como parte da mesma campanha de limpeza étnica.

##### Revolta Árabe
A Revolta Árabe começou em 1916 com apoio britânico. Virou a maré contra os otomanos na frente do Médio Oriente, onde pareciam ter a vantagem durante os primeiros dois anos da guerra. Com base na Correspondência Huceine-McMahon, um acordo entre o governo britânico e Huceine ibne Ali, Xarife de Meca, a revolta foi oficialmente iniciada em Meca em 10 de junho de 1916. O objetivo nacionalista árabe era criar um único estado árabe unificado e independente que se estendesse de Alepo, na Síria, até Adem, no Iêmen, que os britânicos prometeram reconhecer.
O exército xarifiano, liderado por Huceine e pelos haxemitas, com apoio militar da Força Expedicionária Britânica Egípcia, lutou com sucesso e expulsou a presença militar otomana de grande parte do Hejaz e da Transjordânia. A rebelião acabou por tomar Damasco e estabeleceu uma monarquia de curta duração liderada por Faiçal, filho de Huceine.

##### Tratado de Sèvres e Guerra da Independência Turca

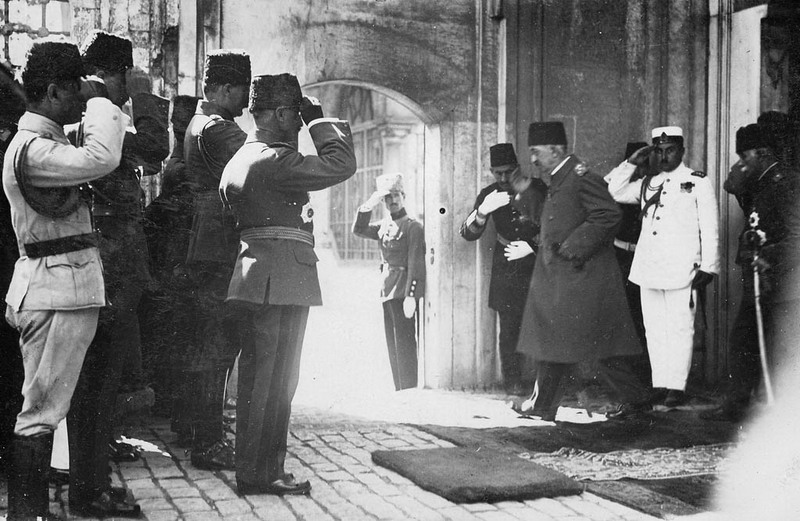
Maomé VI, o último sultão do Império Otomano, deixando o país após a abolição do sultanato otomano, 17 de novembro de 1922

Derrotado na Primeira Guerra Mundial, o Império Otomano assinou o Armistício de Mudros em 30 de outubro de 1918. Istambul foi ocupada por forças combinadas britânicas, francesas, italianas e gregas. Em maio de 1919, a Grécia também assumiu o controle da área ao redor de Esmirna.
A partição do Império Otomano foi finalizada nos termos do Tratado de Sèvres de 1920. Este tratado, tal como concebido na Conferência de Londres, permitiu ao sultão manter a sua posição e título. O estatuto da Anatólia era problemático dadas as forças ocupadas.
Uma oposição nacionalista surgiu no movimento nacional turco. Venceu a Guerra da Independência da Turquia (1919–1923) sob a liderança de Mustafa Kemal (mais tarde recebeu o sobrenome "Atatürk"). O sultanato foi abolido em 1 de novembro de 1922, e o último sultão, Maomé VI (r. 1918–1922), deixou o país em 17 de novembro de 1922. A República da Turquia foi estabelecida em seu lugar em 29 de outubro de 1923, na nova capital, Ancara. O califado foi abolido em 3 de março de 1924.

## Debate historiográfico sobre o Estado otomano
Vários historiadores, como o historiador britânico Edward Gibbon e o historiador grego Dimitri Kitsikis, argumentaram que após a queda de Constantinopla, o estado otomano assumiu a maquinaria do estado bizantino (romano) e que o Império Otomano era em essência uma continuação do o Império Romano Oriental sob um disfarce turco-muçulmano. O historiador americano Speros Vryonis escreve que o estado otomano centrava-se em "uma base bizantino-balcânica com um verniz da língua turca e da religião islâmica". Kitsikis e o historiador americano Heath Lowry postulam que o antigo estado otomano era uma confederação predatória aberta tanto aos cristãos bizantinos quanto aos muçulmanos turcos, cujo objetivo principal era obter saques e escravos, em vez de espalhar o islamismo, e que o islamismo só mais tarde se tornou a principal característica do império. Outros historiadores seguiram o exemplo do historiador austríaco Paul Wittek, que enfatiza o carácter islâmico do antigo estado otomano, vendo-o como um "estado de jihad" dedicado à expansão do mundo muçulmano. Muitos historiadores liderados em 1937 pelo historiador turco Mehmet Fuat Köprülü defenderam a tese de Gaza, segundo a qual o antigo estado otomano era uma continuação do modo de vida das tribos nómadas turcas que tinham vindo da Ásia Oriental para a Anatólia através da Ásia Central. Médio Oriente numa escala muito maior. Argumentaram que as influências culturais mais importantes sobre o estado otomano vieram da Pérsia.
O historiador britânico Norman Stone sugere muitas continuidades entre os impérios romano oriental e otomano, como que o imposto zeugarion de Bizâncio se tornou o imposto otomano Resm-i çift, que o sistema de propriedade de terra pronoia que ligava a quantidade de terra que alguém possuía com a de alguém a capacidade de formar cavalaria tornou-se o sistema timar otomano, e que a medida de terra otomana, o dönüm, era a mesma do stremma bizantino. Stone também argumenta que embora o islamismo sunita fosse a religião oficial, o estado otomano apoiou e controlou a Igreja Ortodoxa Oriental, que em troca de aceitar esse controle tornou-se o maior proprietário de terras do Império Otomano. Apesar das semelhanças, Stone argumenta que uma diferença crucial é que as concessões de terras no âmbito do sistema timar não eram inicialmente hereditárias. Mesmo depois de se tornarem hereditárias, a propriedade da terra no Império Otomano permaneceu altamente insegura e o sultão revogou as concessões de terras sempre que desejou. Stone argumentou que esta insegurança na posse da terra desencorajou fortemente os timariotes de procurarem o desenvolvimento a longo prazo das suas terras e, em vez disso, levou-os a adoptar uma estratégia de exploração a curto prazo, que teve efeitos deletérios na economia otomana.

## Governo
Antes das reformas dos séculos XIX e XX, a organização estatal do Império Otomano era um sistema com duas dimensões principais, a administração militar e a administração civil. O Sultão ocupava a posição mais elevada do sistema. O sistema civil baseava-se em unidades administrativas locais baseadas nas características da região. O estado tinha controle sobre o clero. Certas tradições turcas pré-islâmicas que sobreviveram à adopção de práticas administrativas e jurídicas do Irã islâmico permaneceram importantes nos círculos administrativos otomanos. De acordo com o entendimento otomano, a principal responsabilidade do Estado era defender e ampliar a terra dos muçulmanos e garantir a segurança e a harmonia dentro das suas fronteiras no contexto abrangente da prática islâmica ortodoxa e da soberania dinástica.
O Império Otomano, ou como instituição dinástica, a Casa de Osmã, foi sem precedentes e inigualável no mundo islâmico pela sua dimensão e duração. Na Europa, apenas a Casa dos Habsburgos teve uma linha igualmente ininterrupta de soberanos (reis/imperadores) da mesma família que governou durante tanto tempo, e durante o mesmo período, entre o final do século XIII e o início do século XX. A dinastia otomana era de origem turca. Em onze ocasiões, o sultão foi deposto (substituído por outro sultão da dinastia otomana, que era irmão, filho ou sobrinho do ex-sultão) porque era visto pelos seus inimigos como uma ameaça ao Estado. Houve apenas duas tentativas na história otomana de destituir a dinastia otomana governante, ambas fracassadas, o que sugere um sistema político que durante um longo período foi capaz de gerir as suas revoluções sem instabilidade desnecessária. Como tal, o último sultão otomano Maomé VI (r. 1918–1922) foi um descendente patrilinear direto (linha masculina) do primeiro sultão otomano Osmã I (m. 1323/4), que não teve paralelo na Europa (por exemplo, a linhagem masculina da Casa de Habsburgo foi extinta em 1740).) e no mundo islâmico. O objetivo principal do Harém Imperial era garantir o nascimento de herdeiros do sexo masculino ao trono otomano e garantir a continuação do poder patrilinear direto (linhagem masculina) dos sultões otomanos nas gerações futuras.

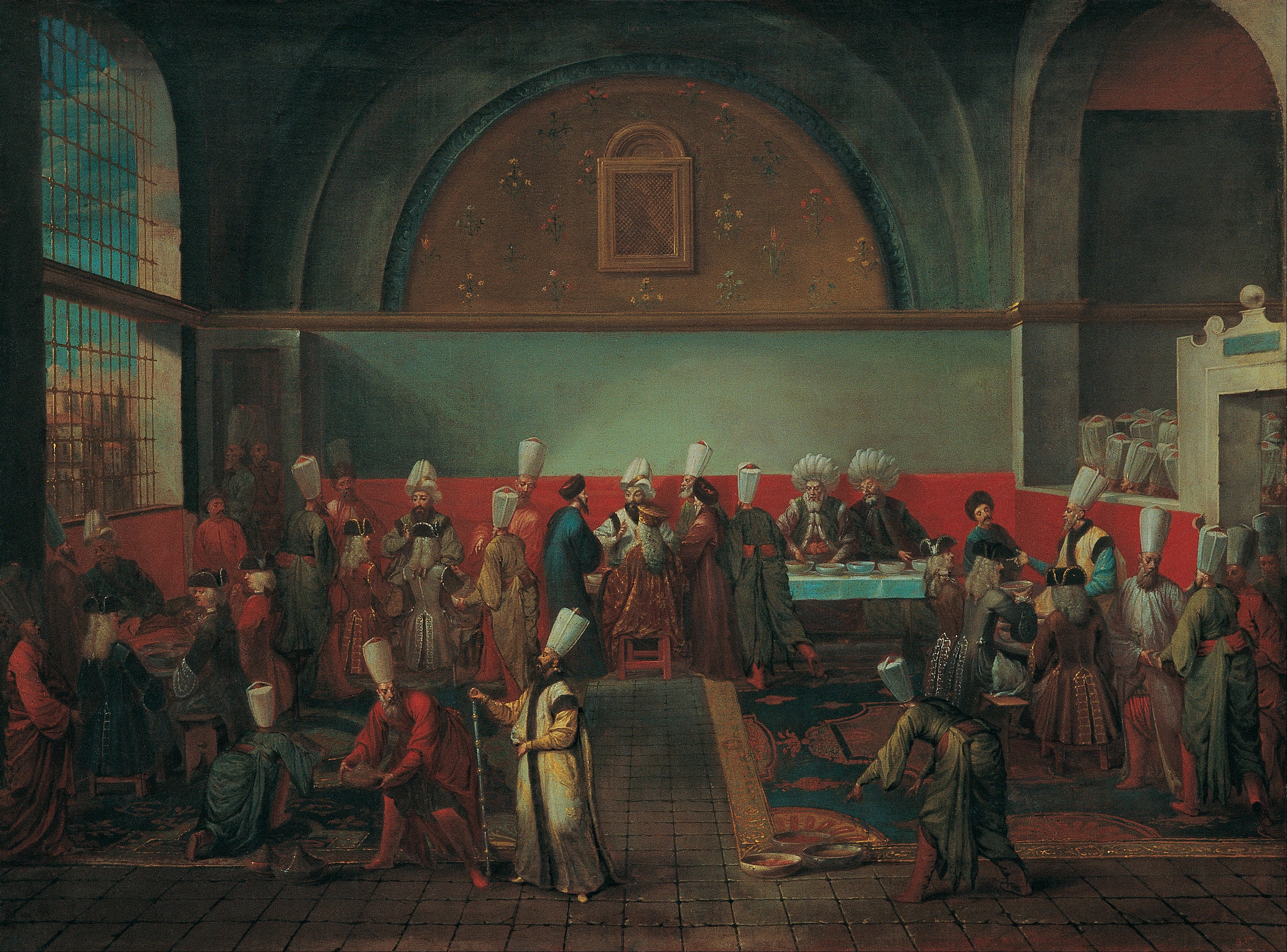
Embaixadores no Palácio de Topkapı

A posição mais alta no islamismo, califa, foi reivindicada pelos sultões começando com Selim I, que foi estabelecido como o Califado Otomano. O sultão otomano, pâdişâh ou "senhor dos reis", serviu como único regente do Império e foi considerado a personificação do seu governo, embora nem sempre exercesse controle total. O Harém Imperial foi uma das potências mais importantes da corte otomana. Foi governado pelo sultão valide. Ocasionalmente, o sultão valide envolveu-se na política estadual. Por um tempo, as mulheres do Harém controlaram efetivamente o estado no que foi denominado “Sultanato das Mulheres”. Os novos sultões eram sempre escolhidos entre os filhos do sultão anterior. O forte sistema educacional da escola do palácio foi voltado para eliminar os herdeiros potenciais inadequados e estabelecer o apoio entre a elite dominante para um sucessor. As escolas palacianas, que também formavam os futuros administradores do Estado, não eram uma via única. Primeiro, a Madraça (Medrese) foi designado para os muçulmanos e educou estudiosos e funcionários do estado de acordo com a tradição islâmica. O encargo financeiro dos Medrese foi suportado pelos vakifs, permitindo que crianças de famílias pobres passassem para níveis sociais e rendimentos mais elevados. A segunda via era um internato gratuito para os cristãos, o Enderûn, que recrutava anualmente 3 000 alunos de meninos cristãos entre oito e vinte anos de uma em cada quarenta famílias entre as comunidades estabelecidas em Rumélia ou nos Bálcãs, um processo conhecido como Devshirme (Devşirme).
Embora o sultão fosse o monarca supremo, a autoridade política e executiva do sultão era delegada. A política do estado contou com uma série de conselheiros e ministros reunidos em torno de um conselho conhecido como Divã. O Divã, nos anos em que o estado otomano ainda era um Beylik, era composto pelos mais velhos da tribo. Sua composição foi posteriormente modificada para incluir oficiais militares e elites locais (como conselheiros religiosos e políticos). Mais tarde ainda, a partir de 1320, um grão-vizir foi nomeado para assumir algumas das responsabilidades do sultão. O grão-vizir tinha considerável independência do sultão, com poderes quase ilimitados de nomeação, demissão e supervisão. A partir do final do século XVI, os sultões retiraram-se da política e o grão-vizir tornou-se o chefe de estado de facto.

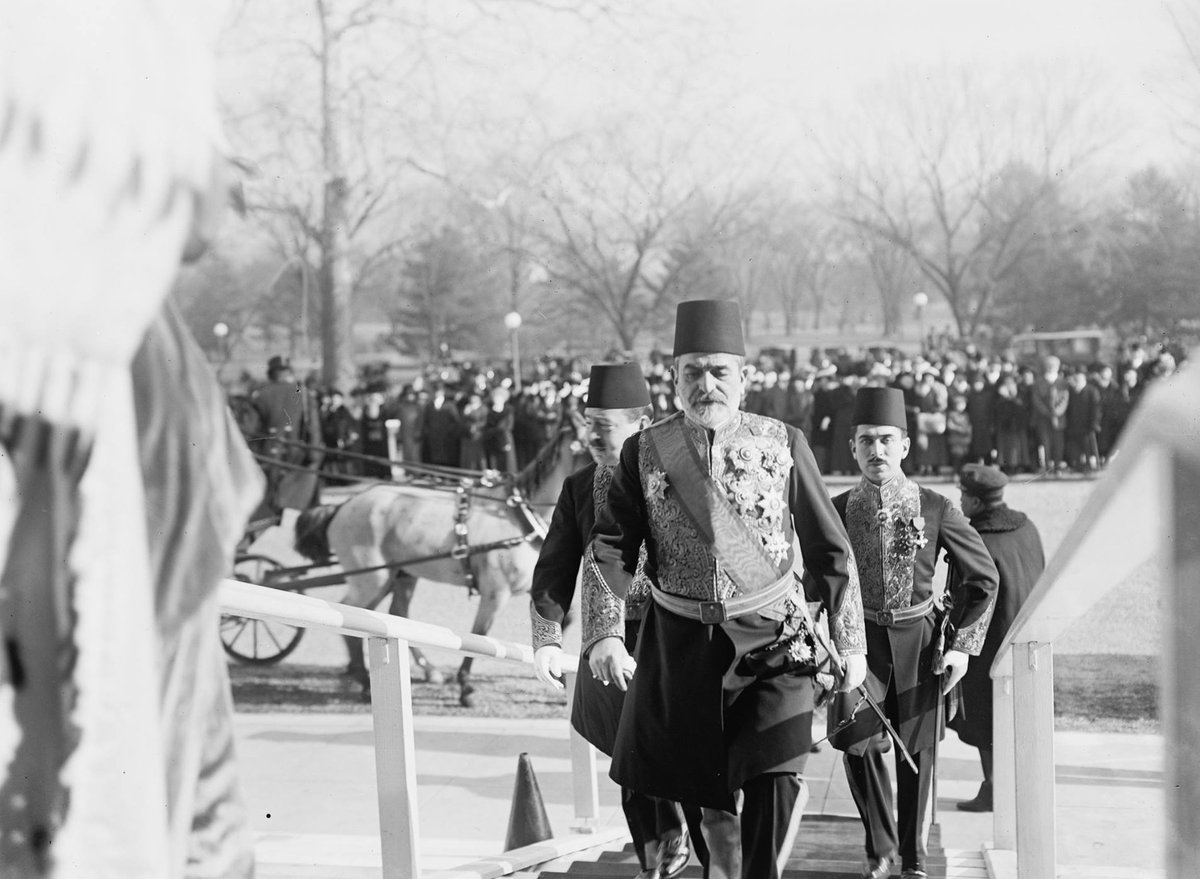
Yusuf Ziya Paxá, embaixador otomano nos Estados Unidos, em Washington, D.C., 1913

Ao longo da história otomana, houve muitos casos em que os governadores locais agiram de forma independente e até mesmo em oposição ao governante. Após a Revolução dos Jovens Turcos de 1908, o estado otomano tornou-se uma monarquia constitucional. O sultão não tinha mais poderes executivos. Foi formado um parlamento, com representantes escolhidos nas províncias. Os representantes formaram o Governo Imperial do Império Otomano.
Esta administração eclética ficou evidente até na correspondência diplomática do Império, inicialmente realizada na língua grega para o Ocidente.
Os Tughra eram monogramas caligráficos, ou assinaturas, dos sultões otomanos, dos quais havia 35. Gravados no selo do Sultão, eles traziam os nomes do Sultão e de seu pai. A afirmação e oração, “sempre vitorioso”, também esteve presente na maioria. O primeiro pertencia a Orhan Gazi. O Tughra ricamente estilizado gerou um ramo da caligrafia turco-otomana.

### Lei

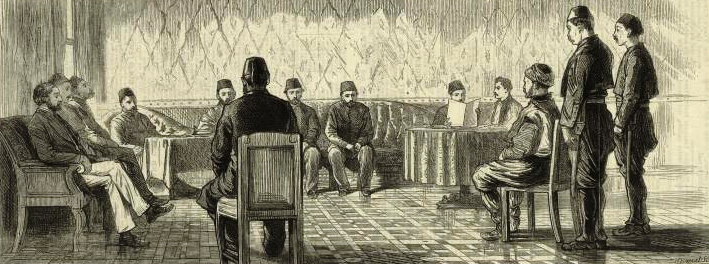
Um julgamento otomano, 1877

O sistema jurídico otomano aceitou a lei religiosa sobre os seus súbditos. Ao mesmo tempo o Qanun (ou Kanun), lei dinástica, coexistia com a lei religiosa ou Xaria. O Império Otomano sempre foi organizado em torno de um sistema de jurisprudência local. A administração legal no Império Otomano fazia parte de um esquema mais amplo de equilíbrio entre autoridade central e local. O poder otomano girava crucialmente em torno da administração dos direitos à terra, o que deu espaço para a autoridade local desenvolver as necessidades do millet local. A complexidade jurisdicional do Império Otomano visava permitir a integração de grupos cultural e religiosamente diferentes. O sistema otomano tinha três sistemas judiciais: um para muçulmanos, outro para não-muçulmanos, envolvendo judeus e cristãos nomeados governando suas respectivas comunidades religiosas, e o "tribunal comercial". Todo o sistema foi regulamentado de cima por meio do órgão administrativo Qanun, isto é, leis, um sistema baseado no turco Yassa e Töre, que foram desenvolvidos na era pré-islâmica.
Estas categorias de tribunais não eram, contudo, totalmente exclusivas; por exemplo, os tribunais islâmicos, que eram os tribunais primários do Império, também podiam ser usados para resolver conflitos comerciais ou disputas entre litigantes de religiões diferentes, e judeus e cristãos frequentemente recorriam a eles para obter uma decisão mais contundente sobre uma questão. O Estado otomano tendia a não interferir nos sistemas jurídicos religiosos não-muçulmanos, apesar de ter legalmente voz para o fazer através dos governadores locais. O sistema de lei islâmica Sharia foi desenvolvido a partir de uma combinação do Alcorão; os hadīth, ou palavras de Maomé; ijmā', ou consenso dos membros da comunidade muçulmana; qiyas, um sistema de raciocínio analógico de precedentes anteriores; e costumes locais. Ambos os sistemas eram ensinados nas faculdades de direito do Império, localizadas em Istambul e Bursa.

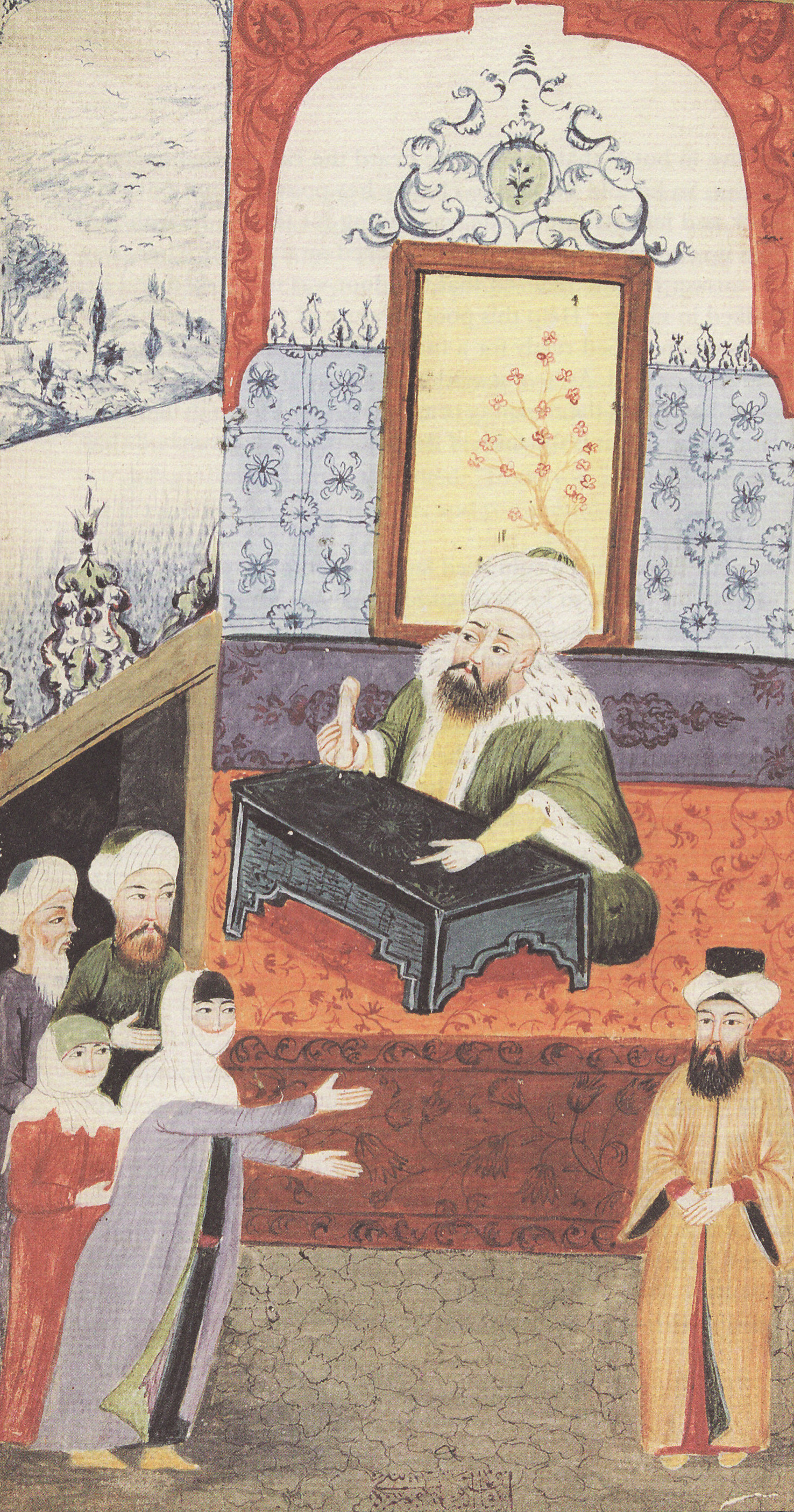
Uma esposa infeliz reclamando com o cádi sobre a impotência do marido, conforme retratado em uma miniatura otomana. O divórcio é permitido na lei islâmica e pode ser iniciado pelo marido ou pela esposa

O sistema jurídico islâmico otomano foi configurado de forma diferente dos tribunais europeus tradicionais. Presidir os tribunais islâmicos era um Qadi, ou juiz. Desde o fechamento do ijtihad, ou "Portão da Interpretação", os Qadis em todo o Império Otomano concentraram-se menos nos precedentes legais e mais nos costumes e tradições locais nas áreas que administravam. No entanto, o sistema judicial otomano carecia de uma estrutura de recurso, o que conduzia a estratégias de processos jurisdicionais em que os demandantes podiam levar os seus litígios de um sistema judicial para outro até alcançarem uma decisão que fosse a seu favor.
No final do século XIX, o sistema jurídico otomano passou por uma reforma substancial. Este processo de modernização jurídica começou com o Édito de Gülhane de 1839. Estas reformas incluíram o "julgamento justo e público de todos os acusados, independentemente da religião", a criação de um sistema de "competências separadas, religiosas e civis" e a validação do testemunho de não-muçulmanos. Códigos de terras específicos (1858), códigos civis (1869-1876) e um código de processo civil também foram promulgados.
Estas reformas basearam-se fortemente em modelos franceses, como indicado pela adopção de um sistema judicial de três níveis. Referido como Nizamiye, este sistema foi estendido ao nível de magistrado local com a promulgação final do Mecelle, um código civil que regulamentava o casamento, o divórcio, a pensão alimentícia, o testamento e outras questões de estatuto pessoal. Numa tentativa de clarificar a divisão das competências judiciais, um conselho administrativo estabeleceu que as questões religiosas seriam tratadas pelos tribunais religiosos e as questões estatutárias seriam tratadas pelos tribunais de Nizamiye.

### Militares

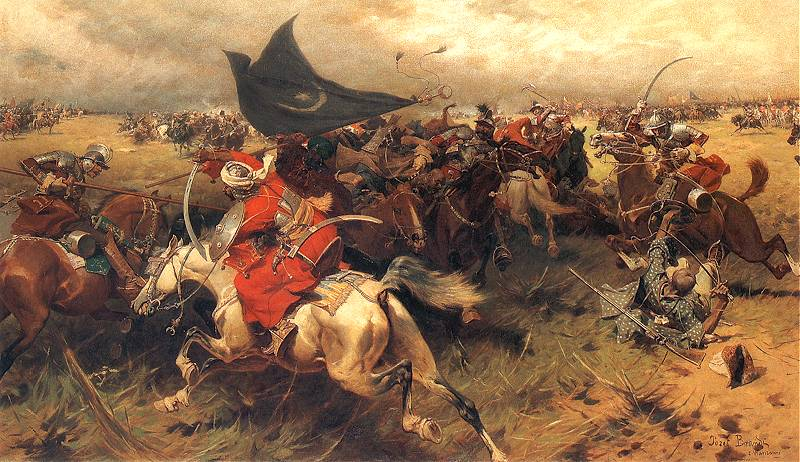
Sipahis otomanos em batalha, segurando a bandeira do crescente, por Józef Brandt

A primeira unidade militar do estado otomano foi um exército organizado por Osmã I a partir das tribos que habitavam as colinas do oeste da Anatólia no final do século XIII. O sistema militar tornou-se uma organização intrincada com o avanço do Império. As forças armadas otomanas eram um sistema complexo de recrutamento e posse de feudos. O corpo principal do exército otomano incluía janízaros, sipahis, aḳıncıs e mehterâns. O exército otomano foi uma das forças de combate mais avançadas do mundo, sendo um dos primeiros a usar mosquetes e canhões. Os turcos otomanos começaram a usar falconetes, que eram canhões curtos mas largos, durante o Cerco de Constantinopla. A cavalaria otomana dependia de alta velocidade e mobilidade em vez de armaduras pesadas, usando arcos e espadas curtas em rápidos cavalos turcomanos e árabes (progenitores do cavalo de corrida puro-sangue), e frequentemente aplicava táticas semelhantes à do Império Mongol, como fingir recuar enquanto cerca as forças inimigas dentro de uma formação em forma de meia-lua e então fazer o ataque real. O exército otomano continuou a ser uma força de combate eficaz ao longo do século XVII e início do século XVIII, ficando atrás dos rivais europeus do império apenas durante um longo período de paz de 1740 a 1768.

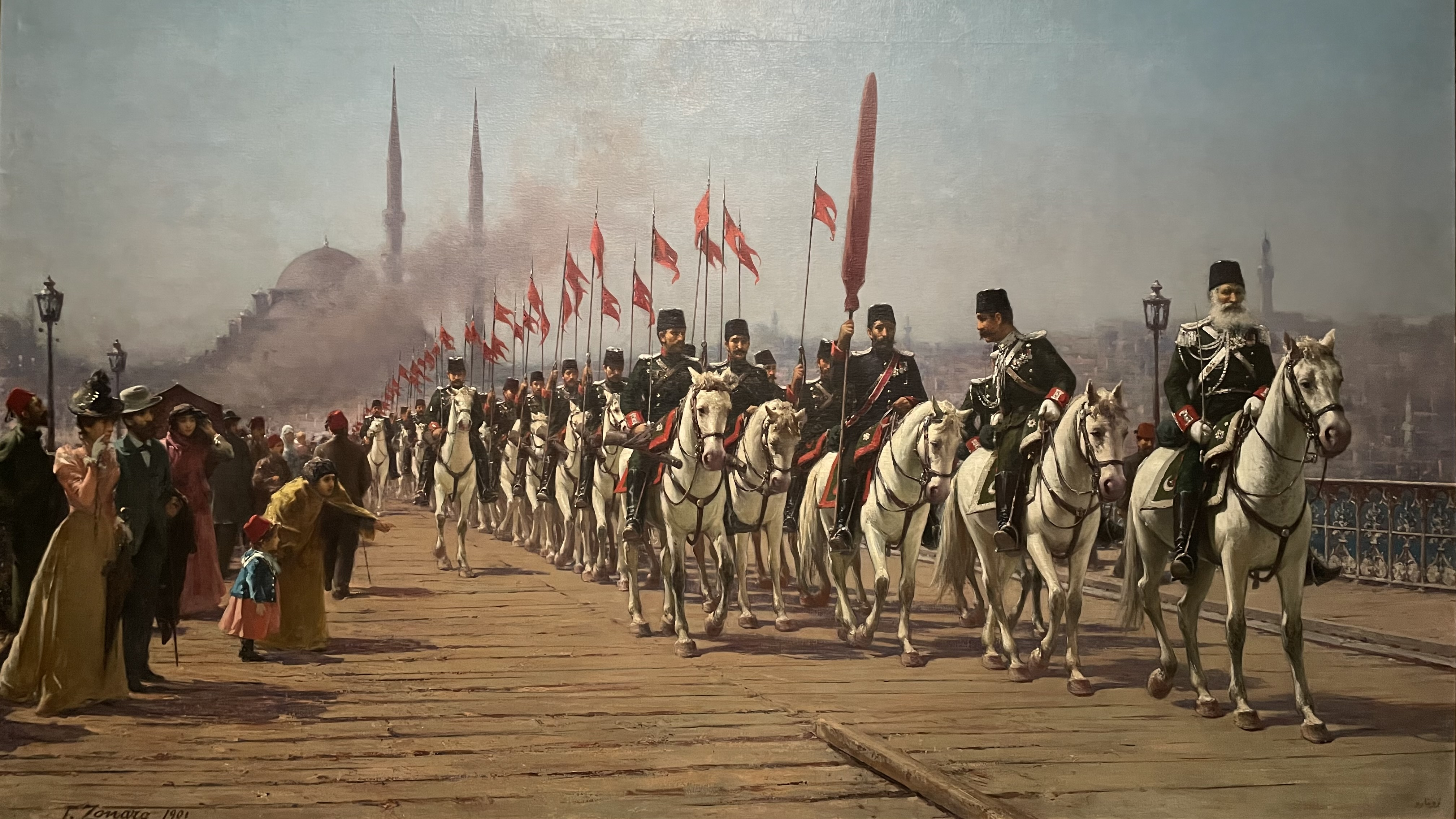
Regimento de Cavalaria Ertugrul modernizado cruzando a Ponte de Gálata em 1901

A modernização do Império Otomano no século XIX começou com os militares. Em 1826, o sultão Mamude II aboliu o corpo de janízaros e estabeleceu o moderno exército otomano. Ele os nomeou como Nizam-ı Cedid (Nova Ordem). O exército otomano foi também a primeira instituição a contratar especialistas estrangeiros e a enviar os seus oficiais para formação em países da Europa Ocidental. Consequentemente, o movimento dos Jovens Turcos começou quando estes homens relativamente jovens e recém-formados regressaram com a sua educação.

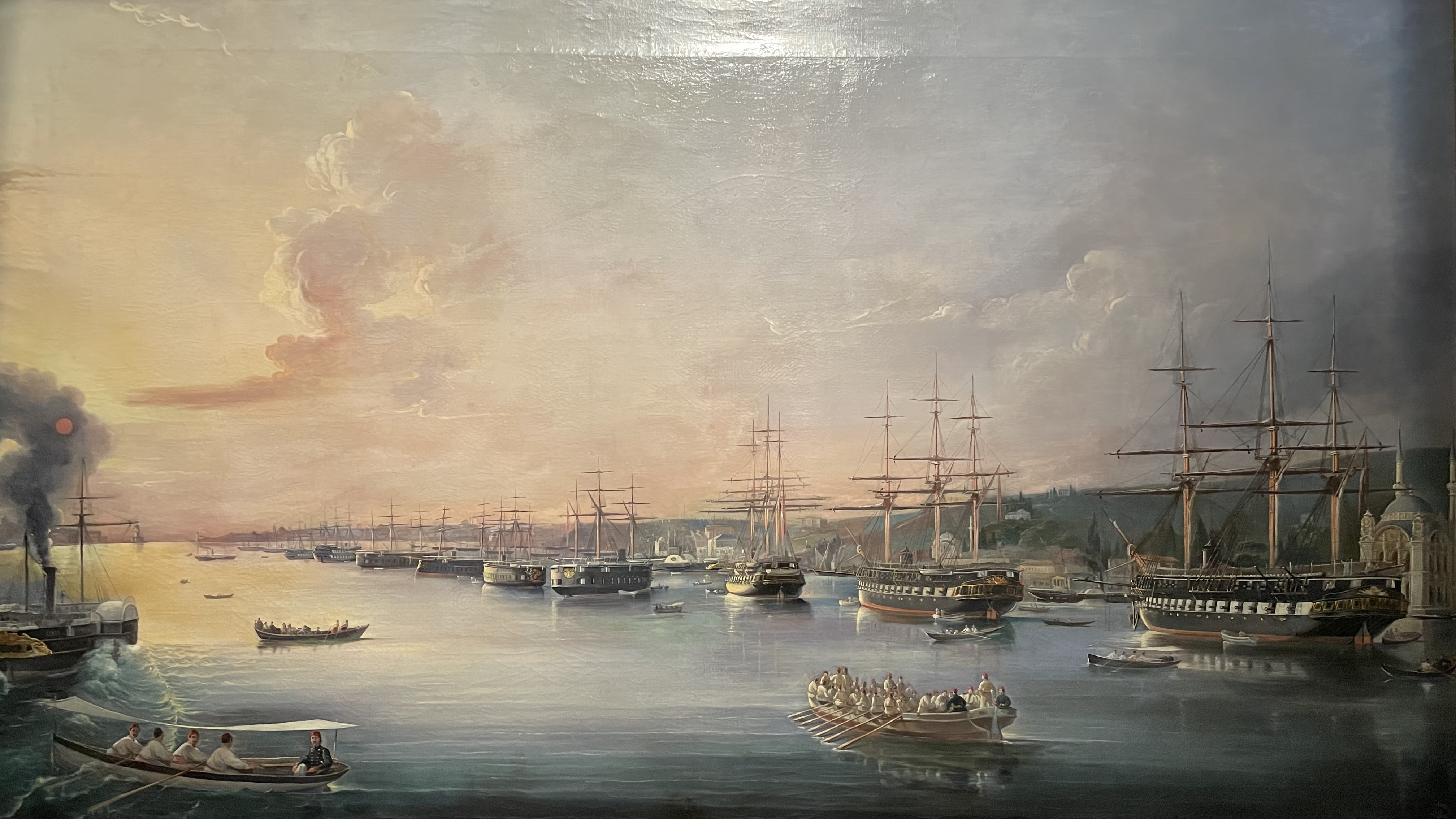
A frota otomana no Bósforo perto de Ortaköy

A Marinha Otomana contribuiu enormemente para a expansão dos territórios do Império no continente europeu. Iniciou a conquista do Norte de África, com a adição da Argélia e do Egito ao Império Otomano em 1517. Começando com a perda da Grécia em 1821 e da Argélia em 1830, o poder naval otomano e o controle sobre os distantes territórios ultramarinos do Império começaram a declinar. O sultão Abdulazize (r. 1861–1876) tentou restabelecer uma forte marinha otomana, construindo a maior frota depois das da Grã-Bretanha e da França. O estaleiro de Barrow, na Inglaterra, construiu seu primeiro submarino em 1886 para o Império Otomano.
No entanto, o colapso da economia otomana não conseguiu sustentar a força da frota por muito tempo. O sultão Abdulamide II desconfiava dos almirantes que se aliaram ao reformista Midhat Paxá e afirmou que a grande e cara frota não tinha utilidade contra os russos durante a Guerra Russo-Turca. Ele trancou a maior parte da frota dentro do Corno de Ouro, onde os navios decaíram pelos próximos 30 anos. Após a Revolução dos Jovens Turcos em 1908, o Comité de União e Progresso procurou desenvolver uma forte força naval otomana. A Fundação da Marinha Otomana foi criada em 1910 para comprar novos navios através de doações públicas.

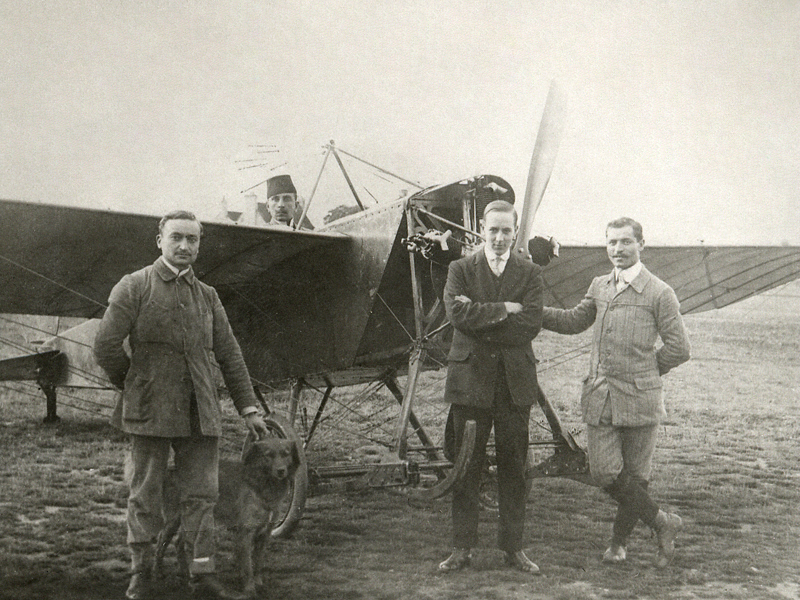
Pilotos otomanos no início de 1912

O estabelecimento da aviação militar otomana remonta entre junho de 1909 e julho de 1911. O Império Otomano começou a preparar os seus primeiros pilotos e aviões, e com a fundação da Escola de Aviação (Tayyare Mektebi) em Yeşilköy em 3 de julho de 1912, o Império começou a ensinar os seus próprios oficiais de voo. A fundação da Escola de Aviação acelerou o avanço do programa de aviação militar, aumentou o número de alistados e deu aos novos pilotos um papel ativo no Exército e na Marinha Otomanos. Em maio de 1913, o primeiro Programa de Treinamento de Reconhecimento especializado do mundo foi iniciado pela Escola de Aviação, e a primeira divisão de reconhecimento separada foi estabelecida. Em junho de 1914, uma nova academia militar, a Escola de Aviação Naval (Bahriye Tayyare Mektebi) foi fundada. Com a eclosão da Primeira Guerra Mundial, o processo de modernização parou abruptamente. Os Esquadrões de Aviação Otomanos lutaram em muitas frentes durante a Primeira Guerra Mundial, desde a Galiza, no oeste, até o Cáucaso, no leste, e o Iêmen, no sul.

## Divisões administrativas

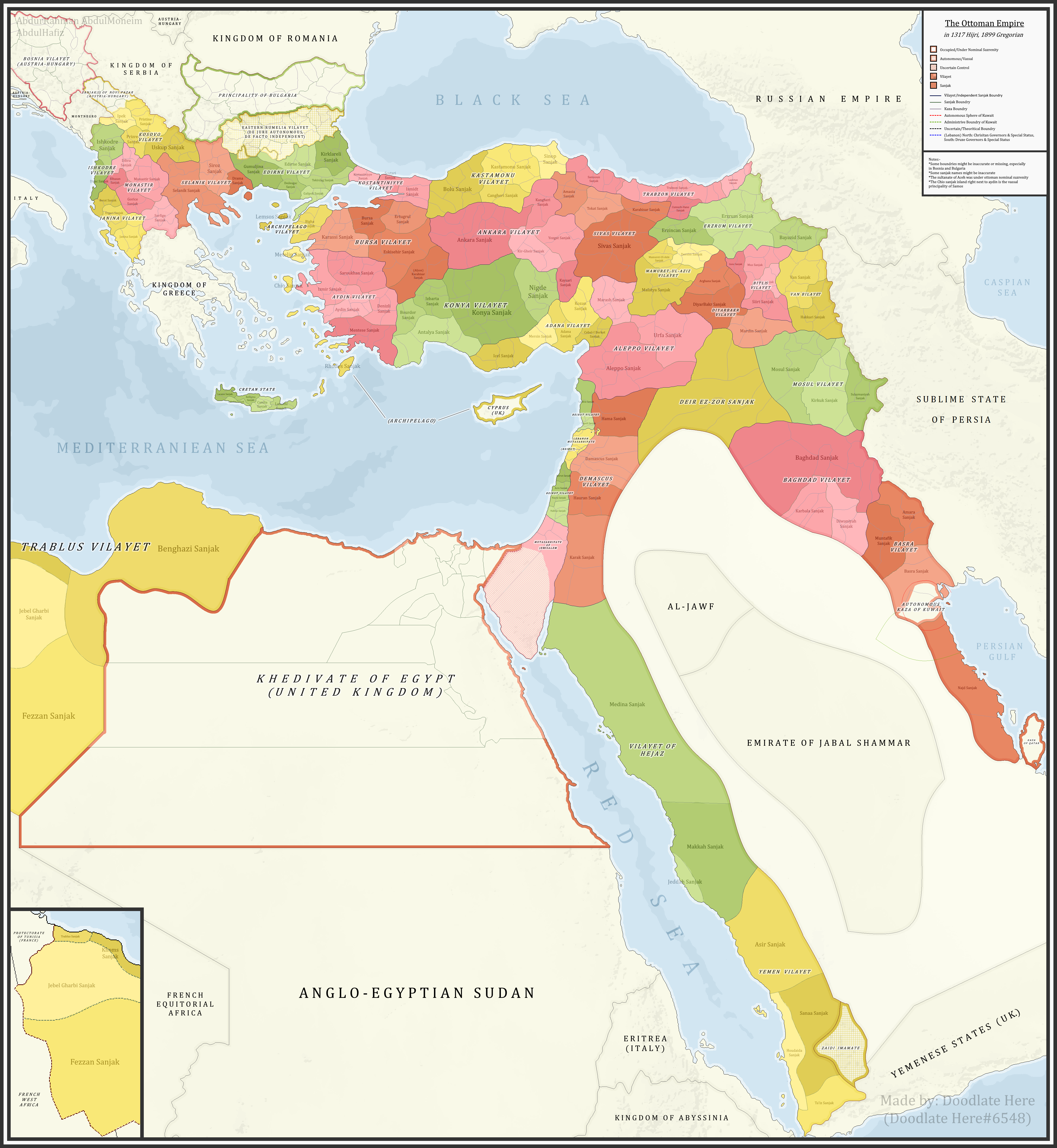
Divisões administrativas do Império Otomano em 1899 (ano 1317 Hijri)

O Império Otomano foi subdividido pela primeira vez em províncias, no sentido de unidades territoriais fixas com governadores nomeados pelo sultão, no final do século XIV.
Um eialete (eyâlet, pashalik ou beylerbeylik) era um território do cargo de um beilerbei (beylerbey, "senhor dos senhores" ou governador) e era subdividido em sanjacos (sancak).
Os vilaietes (vilâyet) foram introduzidos com a promulgação da "Lei Vilaiete" (Teskil-i Vilayet Nizamnamesi) em 1864, como parte das reformas Tanzimat. Ao contrário do sistema de ilhós anterior, a lei de 1864 estabeleceu uma hierarquia de unidades administrativas: o vilâyet, o liva / ''sancak / mutasarrifado, o caza e o conselho da aldeia, aos quais a Lei Vilaiete de 1871 adicionou o nahiye.

## Economia

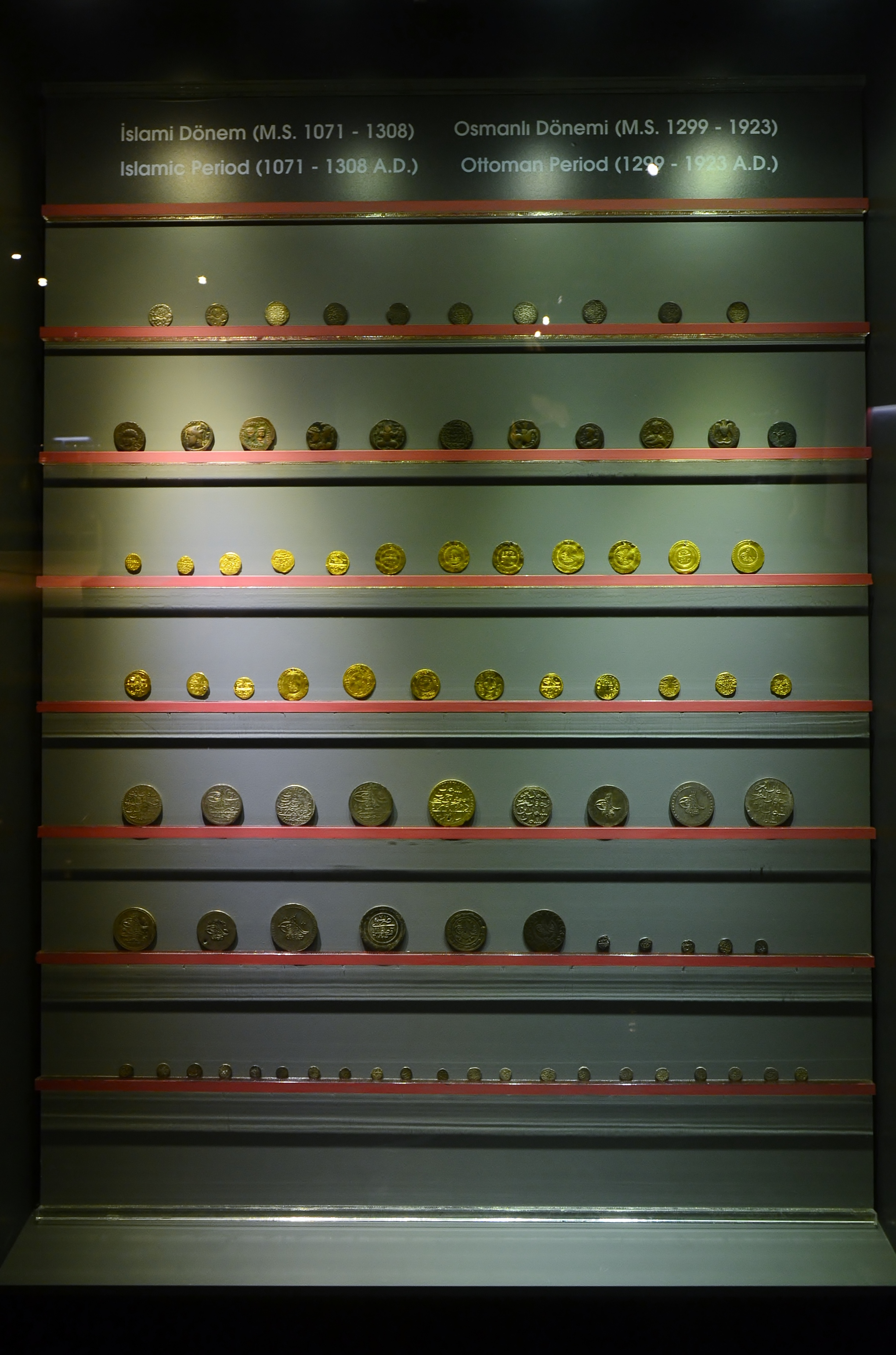
Moedas do Sultanato de Rûm e do Império Otomano no

O governo otomano prosseguiu deliberadamente uma política para o desenvolvimento de Bursa, Edirne e Istambul, sucessivas capitais otomanas, em grandes centros comerciais e industriais, considerando que os comerciantes e artesãos eram indispensáveis na criação de uma nova metrópole. Para este fim, Mehmed e o seu sucessor Bayezid também encorajaram e acolheram a migração de judeus de diferentes partes da Europa, que se estabeleceram em Istambul e outras cidades portuárias como Salonica. Em muitos lugares da Europa, os judeus sofriam perseguições às mãos dos seus homólogos cristãos, como em Espanha, após a conclusão da Reconquista. A tolerância demonstrada pelos turcos foi bem recebida pelos imigrantes.

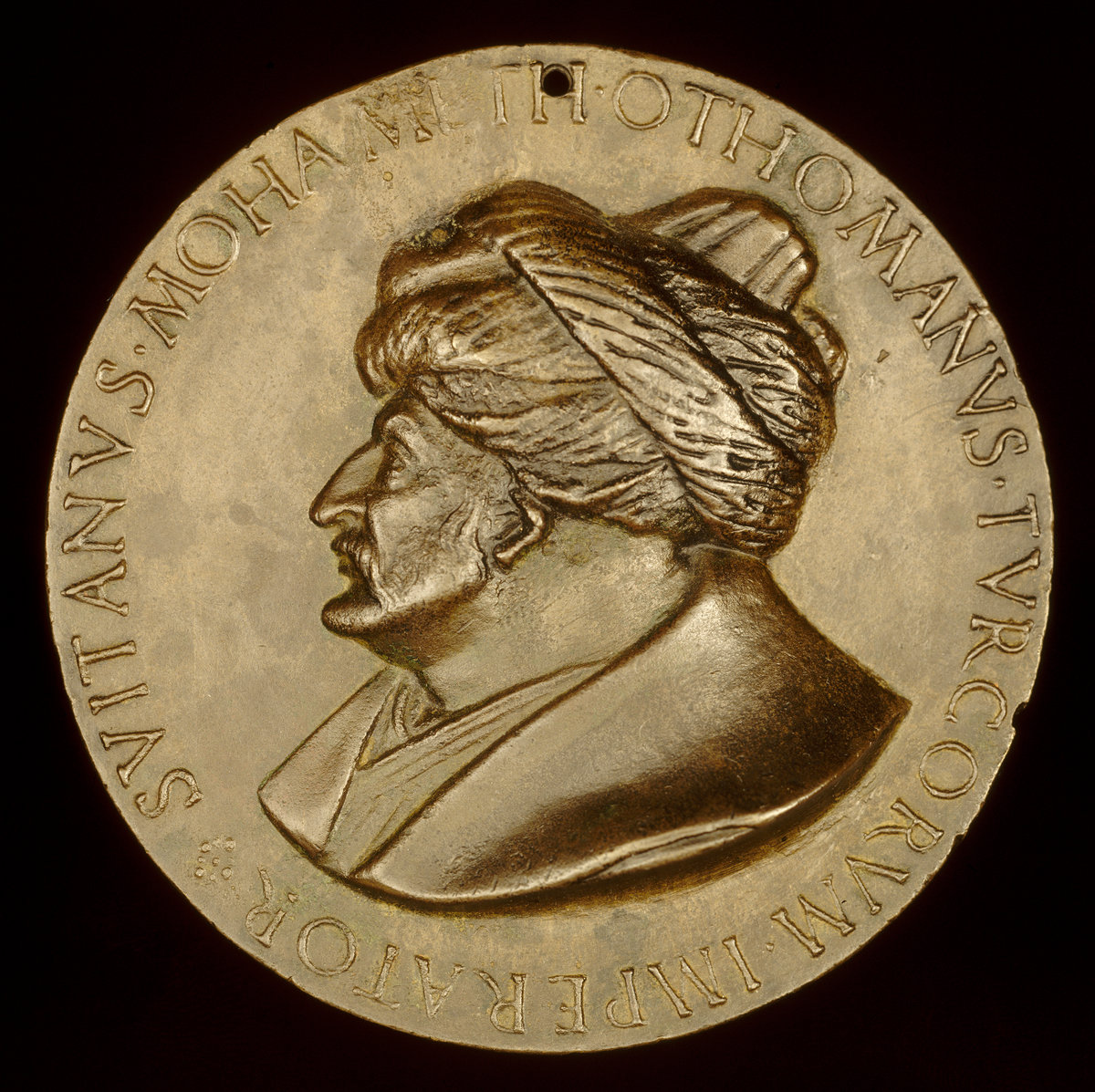
Uma medalha de bronze europeia do período de Maomé II, 1481

A orientação económica otomana estava intimamente relacionada com os conceitos básicos de Estado e sociedade no Médio Oriente, nos quais o objetivo final de um Estado era a consolidação e extensão do poder do governante, e a forma de o alcançar era obter ricos recursos de receitas através de tornando prósperas as classes produtivas. O objetivo final era aumentar as receitas do Estado sem prejudicar a prosperidade dos súditos, prevenir o surgimento da desordem social e manter intacta a organização tradicional da sociedade. A economia otomana expandiu-se grandemente durante o início do período moderno, com taxas de crescimento particularmente elevadas durante a primeira metade do século XVIII. A renda anual do império quadruplicou entre 1523 e 1748, ajustada pela inflação.
A organização do tesouro e da chancelaria foi desenvolvida sob o Império Otomano mais do que qualquer outro governo islâmico e, até ao século XVII, foram a organização líder entre todos os seus contemporâneos. Esta organização desenvolveu uma burocracia de escribas (conhecidos como "homens da caneta") como um grupo distinto, em parte ulemás altamente treinados, que se desenvolveu em um corpo profissional. A eficácia deste organismo financeiro profissional está por trás do sucesso de muitos grandes estadistas otomanos.

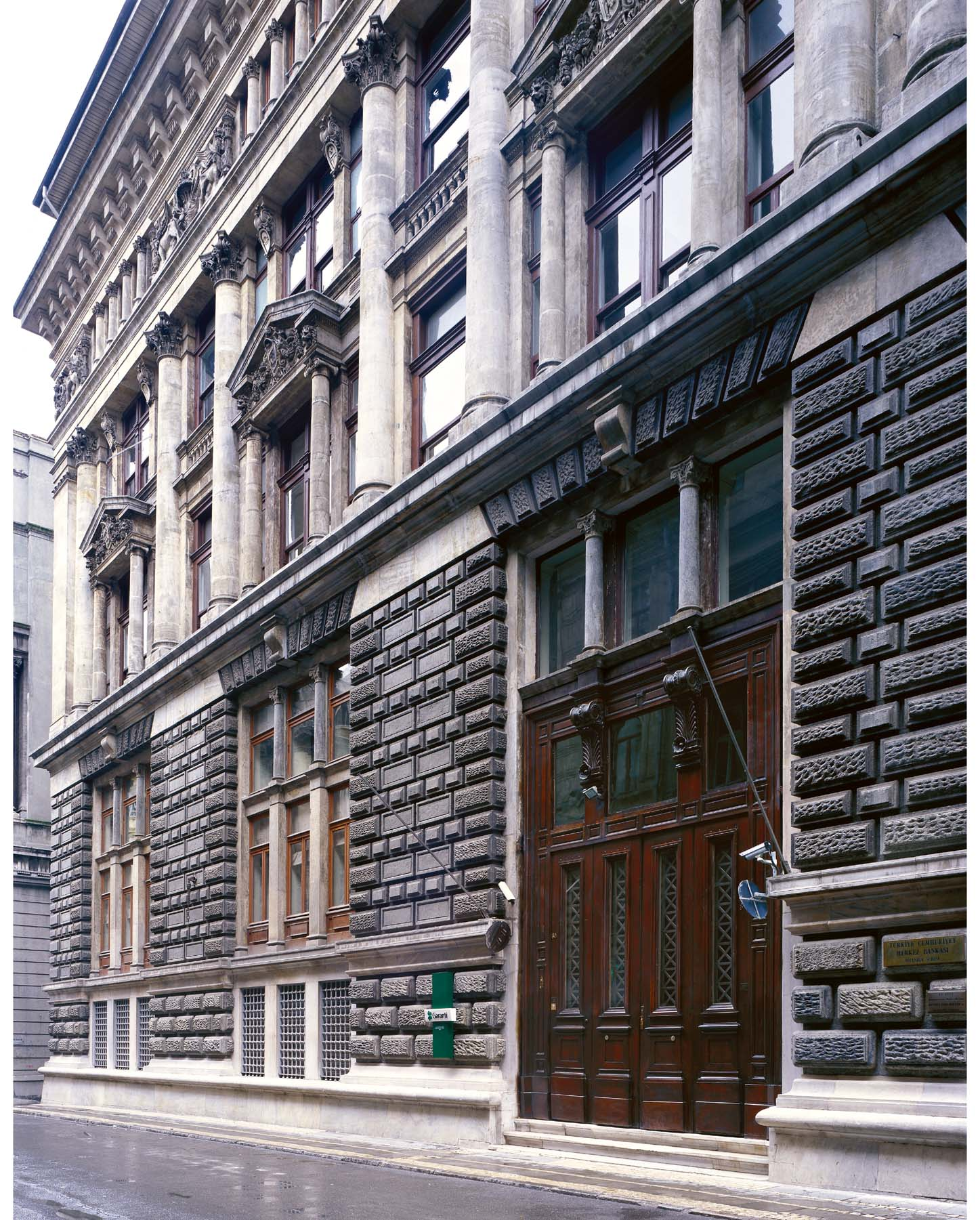
O Banco Otomano foi fundado em 1856 em Constantinopla. Em 26 de agosto de 1896, o banco foi ocupado por membros da Federação Revolucionária Armênia

Estudos otomanos modernos indicam que a mudança nas relações entre os turcos otomanos e a Europa Central foi causada pela abertura de novas rotas marítimas. É possível ver o declínio da importância das rotas terrestres para o Oriente à medida que a Europa Ocidental abriu as rotas marítimas que contornavam o Médio Oriente e o Mediterrâneo, paralelamente ao declínio do próprio Império Otomano. O Tratado Anglo-Otomano, também conhecido como Tratado de Balta Liman, que abriu os mercados otomanos diretamente aos concorrentes ingleses e franceses, pode ser visto como um dos pontos de partida junto com este desenvolvimento.
Ao desenvolver centros e rotas comerciais, incentivando as pessoas a ampliar a área de terras cultivadas no país e o comércio internacional através dos seus domínios, o Estado desempenhou funções económicas básicas no Império. Mas em tudo isto, os interesses financeiros e políticos do Estado foram dominantes. Dentro do sistema social e político em que viviam, os administradores otomanos não conseguiam ver a conveniência da dinâmica e dos princípios das economias capitalistas e mercantis em desenvolvimento na Europa Ocidental.
O historiador económico Paul Bairoch argumenta que o comércio livre contribuiu para a desindustrialização no Império Otomano. Em contraste com o protecionismo da China, do Japão e da Espanha, o Império Otomano tinha uma política comercial liberal, aberta às importações estrangeiras. Isto tem origem nas capitulações do Império Otomano, que remontam aos primeiros tratados comerciais assinados com a França em 1536 e levados adiante com capitulações em 1673 e 1740, que baixaram os direitos para 3% para importações e exportações. As políticas liberais otomanas foram elogiadas por economistas britânicos, como John Ramsay McCulloch em seu Dicionário de Comércio (1834), mas posteriormente criticadas por políticos britânicos como o primeiro-ministro Benjamin Disraeli, que citou o Império Otomano como "um exemplo do dano causado pela competição desenfreada" no debate sobre as Leis do Milho de 1846.

## Demografia

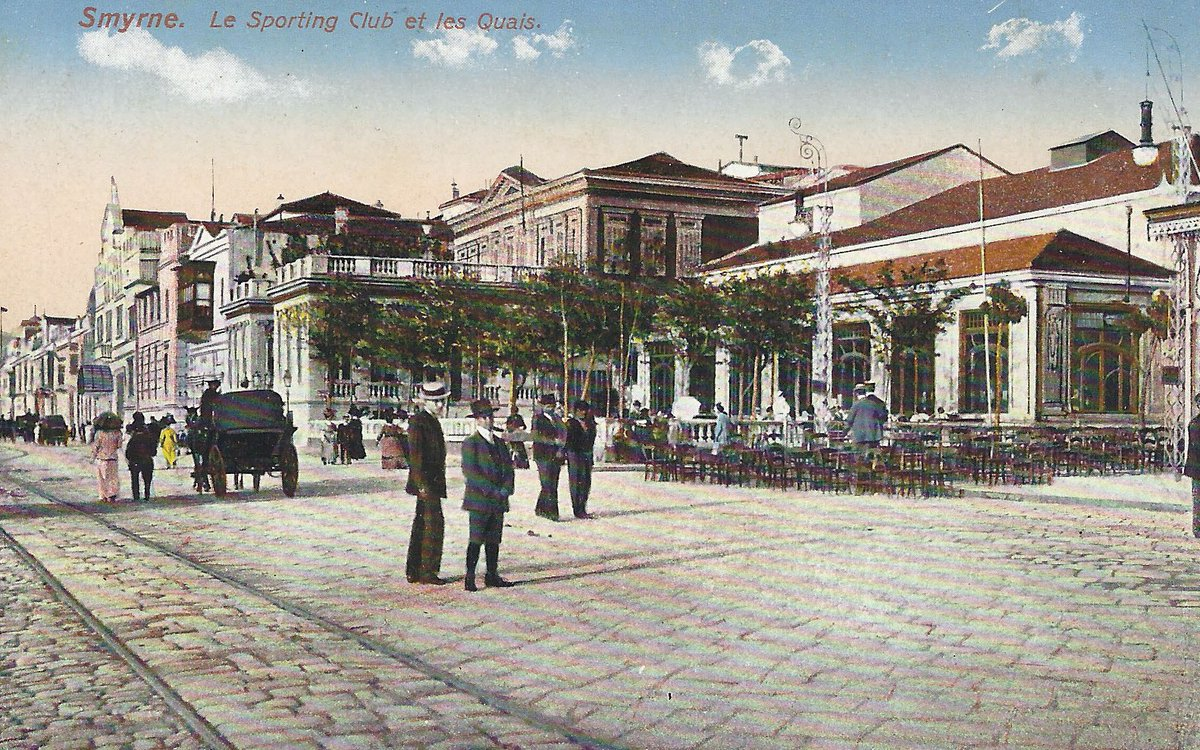
Esmirna sob domínio otomano em 1900

Uma estimativa populacional para o império de 11 692 480 para o período de 1520-1535 foi obtida contando as famílias nos registros de dízimos otomanos e multiplicando esse número por 5. Por razões pouco claras, a população no século XVIII era inferior à do século XVI. Uma estimativa de 7 230 660 para o primeiro censo realizado em 1831 é considerada uma grave subcontagem, uma vez que este censo se destinava apenas a registar possíveis recrutas.
Os censos dos territórios otomanos só começaram no início do século XIX. Os números de 1831 em diante estão disponíveis como resultados oficiais do censo, mas os censos não cobriram toda a população. Por exemplo, o censo de 1831 contou apenas os homens e não cobriu todo o império. Para períodos anteriores, as estimativas do tamanho e distribuição da população baseiam-se nos padrões demográficos observados.

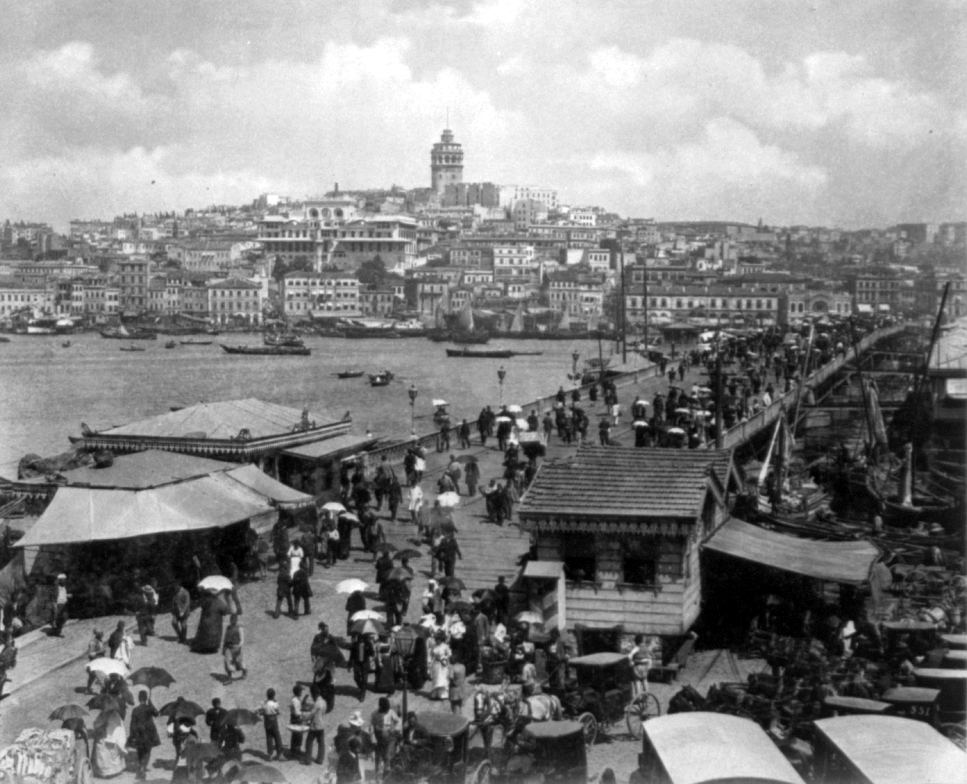
Vista de Gálata (Karaköy) e da Ponte de Gálata no Corno de Ouro, c. 1880–1893

No entanto, começou a subir para atingir 25-32 milhões em 1800, com cerca de 10 milhões nas províncias europeias (principalmente nos Bálcãs), 11 milhões nas províncias asiáticas e cerca de três milhões nas províncias africanas. As densidades populacionais eram mais elevadas nas províncias europeias, o dobro das da Anatólia, que por sua vez eram o triplo das densidades populacionais do Iraque e da Síria e cinco vezes a densidade populacional da Arábia.
No final da existência do império, a esperança de vida era de 49 anos, em comparação com meados dos anos vinte na Sérvia no início do século XIX. As doenças epidêmicas e a fome causaram grandes perturbações e mudanças demográficas. Em 1785, cerca de um sexto da população egípcia morreu de peste e Alepo viu a sua população reduzida em vinte por cento no século XVIII. Seis fomes atingiram apenas o Egito entre 1687 e 1731 e a última fome que atingiu a Anatólia ocorreu quatro décadas depois.
A ascensão das cidades portuárias viu a aglomeração de populações causada pelo desenvolvimento de navios a vapor e ferrovias. A urbanização aumentou de 1700 a 1922, com o crescimento das vilas e cidades. As melhorias na saúde e no saneamento tornaram-nos mais atraentes para viver e trabalhar. Cidades portuárias como Salonica, na Grécia, viram sua população aumentar de 55 000 em 1800 para 160 000 em 1912 e Esmirna, que tinha uma população de 150 000 em 1800, cresceu para 300 000 em 1914. Algumas regiões, por outro lado, tiveram quedas populacionais – Belgrado viu a sua população cair de 25 000 para 8 000, principalmente devido a conflitos políticos.

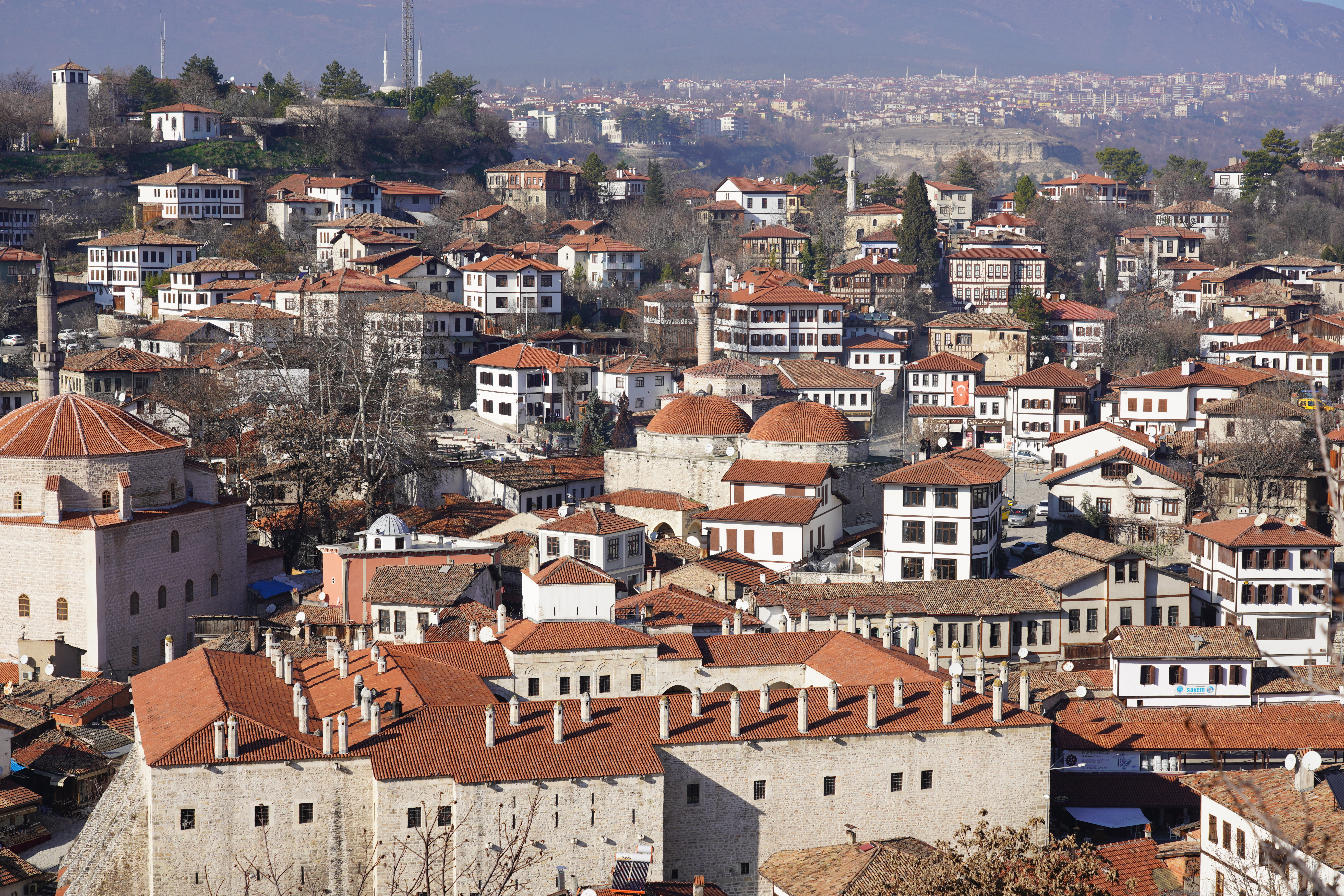
A cidade de Saframbolu é uma das aldeias otomanas mais bem preservadas

As migrações económicas e políticas tiveram impacto em todo o império. Por exemplo, a anexação das regiões da Crimeia e dos Bálcãs pela Rússia e Áustria-Habsburgo, respectivamente, viu grandes afluxos de refugiados muçulmanos – 200 000 tártaros da Crimeia fugindo para Dobruja. Entre 1783 e 1913, aproximadamente 5–7 milhões de refugiados inundados no Império Otomano, pelo menos 3,8 milhões dos quais eram da Rússia. Algumas migrações deixaram marcas indeléveis, tais como tensões políticas entre partes do império (por exemplo, Turquia e Bulgária), enquanto efeitos centrífugos foram notados noutros territórios, demografia mais simples emergindo de populações diversas. As economias também foram impactadas pela perda de artesãos, comerciantes, fabricantes e agricultores.  Desde o século XIX, uma grande proporção dos povos muçulmanos dos Bálcãs emigrou para a atual Turquia. Essas pessoas são chamadas de Muhacir. Quando o Império Otomano chegou ao fim, em 1922, metade da população urbana da Turquia descendia de refugiados muçulmanos da Rússia.

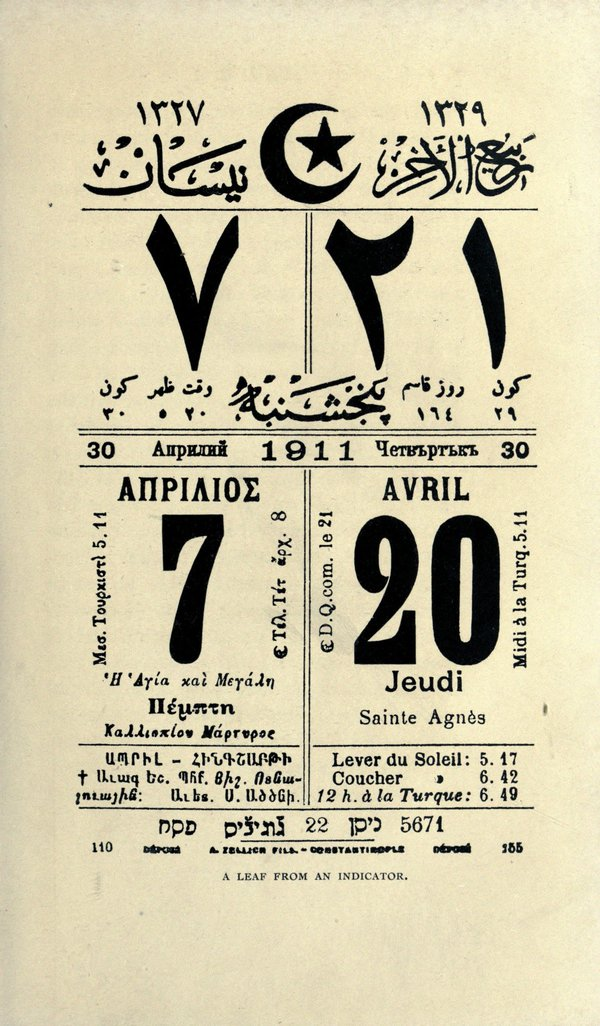
Calendário otomano de 1911 mostrado em vários idiomas diferentes, como turco otomano, grego, armênio, hebraico, búlgaro e francês

### Linguas
O turco otomano era a língua oficial do império. Era uma língua turcomana oguz altamente influenciada pelo persa e pelo árabe, embora os registros inferiores falados pelas pessoas comuns tivessem menos influências de outras línguas em comparação com variedades superiores usadas pelas classes altas e autoridades governamentais. O turco, na sua variação otomana, foi uma língua militar e administrativa desde os primeiros dias dos otomanos. A constituição otomana de 1876 consolidou oficialmente o estatuto imperial oficial da Turquia.
Os otomanos tinham várias línguas importantes além do turco, que era falado pela maioria do povo da Anatólia e pela maioria dos muçulmanos dos Bálcãs, exceto em algumas regiões como a Albânia, a Bósnia e Nótia, na Macedónia grega, habitada por falantes de megleno-romeno; persa, falado apenas por pessoas instruídas; árabe, falado principalmente no Egito, Levante, Arábia, Iraque, Norte da África, Kuwait e partes do Chifre da África; e berbere no Norte da África. Nos últimos dois séculos, o uso destes tornou-se limitado e específico: o persa servia principalmente como língua literária para os instruídos, enquanto o árabe era usado para orações islâmicas. No período pós-Tanzimat, o francês tornou-se a língua ocidental comum entre os instruídos.
Devido à baixa taxa de alfabetização (cerca de 2-3% até o início do século XIX e apenas cerca de 15% no final do século XIX), as pessoas comuns tinham que contratar escribas como "escritores de pedidos especiais" (arzuhâlcis) para poder se comunicar com o governo. Alguns grupos étnicos continuaram a falar dentro das suas famílias e bairros (mahalles) com as suas próprias línguas, embora muitas minorias não-muçulmanas, como gregos e arménios, só falassem turco. Nas aldeias onde duas ou mais populações viviam juntas, os habitantes falavam frequentemente a língua uns dos outros. Nas cidades cosmopolitas, as pessoas falavam frequentemente as línguas da sua família; muitos daqueles que não eram de etnia turca falavam turco como segunda língua.

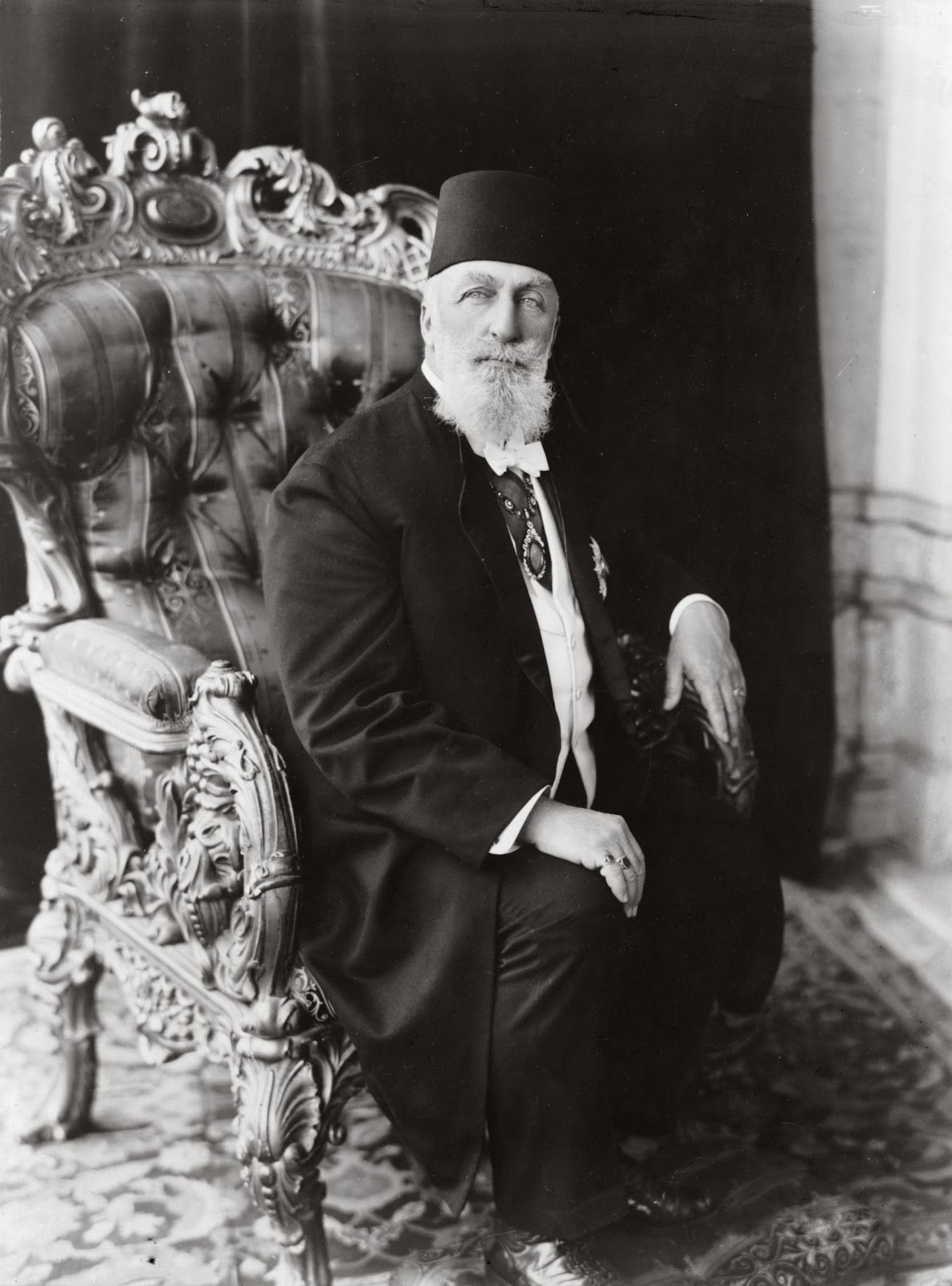
Abdul Mejide II, o último califa e membro da dinastia otomana

### Religião
O islamismo sunita era o Dīn (costumes, tradições legais e religião) predominante do Império Otomano; a Madhhab (escola de jurisprudência islâmica) oficial era Hanafi. Do início do século XVI até o início do século XX, o sultão otomano também serviu como califa, ou líder político-religioso, do mundo muçulmano. A maioria dos sultões otomanos aderiram ao sufismo e seguiram as ordens sufis, e acreditavam que o sufismo era o caminho correto para chegar a Deus.
Os não-muçulmanos, especialmente cristãos e judeus, estiveram presentes ao longo da história do império. O sistema imperial otomano foi caracterizado por uma intrincada combinação de hegemonia oficial muçulmana sobre os não-muçulmanos e um amplo grau de tolerância religiosa. Embora as minorias religiosas nunca tenham sido iguais perante a lei, foram-lhes concedidos reconhecimento, proteção e liberdades limitadas tanto pela tradição islâmica como pela tradição otomana.
Até a segunda metade do século XV, a maioria dos súditos otomanos eram cristãos. Os não-muçulmanos continuaram a ser uma minoria significativa e economicamente influente, embora tenham diminuído significativamente no século XIX, devido em grande parte à migração e à secessão. A proporção de muçulmanos ascendia a 60% na década de 1820, aumentando gradualmente para 69% na década de 1870 e 76% na década de 1890. Em 1914, menos de um quinto da população do império (19,1%) era não-muçulmana, composta principalmente por judeus e gregos cristãos, assírios e armênios.

#### Islamismo
Os povos turcos praticavam uma forma de xamanismo antes de adotarem o islamismo. A conquista islâmica da Transoxiana sob os abássidas facilitou a propagação do islamismo no coração turco da Ásia Central. Muitas tribos turcas - incluindo os turcos Oguzes, que foram os ancestrais dos seljúcidas e dos otomanos - converteram-se gradualmente ao islamismo e trouxeram a religião para a Anatólia através das suas migrações a partir do século XI. Desde a sua fundação, o Império Otomano apoiou oficialmente a escola Maturidi de teologia islâmica, que enfatizava a razão humana, a racionalidade, a busca pela ciência e pela filosofia (falsafa). Os otomanos estiveram entre os primeiros e mais entusiastas adoptantes da escola Hanafi de jurisprudência islâmica, que era comparativamente mais flexível e discricionária nas suas decisões.

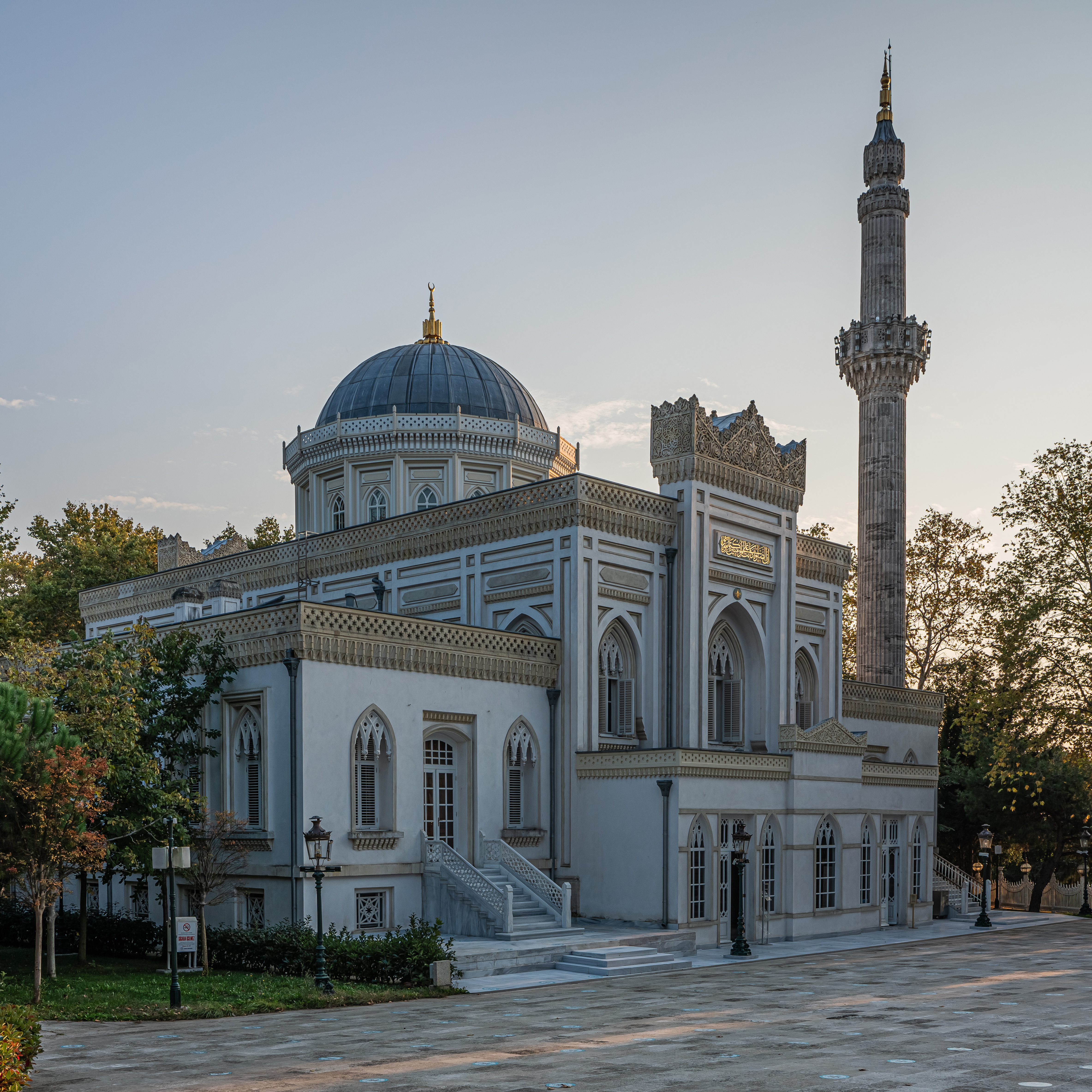
A Mesquita Yıldız Hamidiye em Istambul, Turquia

O Império Otomano tinha uma grande variedade de seitas islâmicas, incluindo drusos, ismaelitas, alevitas e alauitas. O sufismo, um corpo diversificado de misticismo islâmico, encontrou terreno fértil em terras otomanas; muitas ordens religiosas sufis (tariqa), como os Bektashis e os Mevlevi, foram estabelecidas ou tiveram um crescimento significativo ao longo da história do império. Contudo, alguns grupos muçulmanos heterodoxos foram vistos como heréticos e até classificados abaixo dos judeus e cristãos em termos de proteção legal; Os drusos eram alvos frequentes de perseguição, com as autoridades otomanas citando frequentemente as decisões controversas de Ibne Taimia, um membro da escola conservadora Hanbali. Em 1514, o sultão Selim I ordenou o massacre de 40 mil alevitas da Anatólia (Qizilbash), que considerava uma quinta coluna do rival Império Safávida.
Durante o reinado de Selim, o Império Otomano viu uma expansão rápida e sem precedentes no Médio Oriente, particularmente a conquista de todo o Sultanato Mameluco do Egipto no início do século XVI. Estas conquistas solidificaram ainda mais a reivindicação otomana de ser um califado islâmico, embora os sultões otomanos reivindicassem o título de califa desde o reinado de Murade I (r. 1362–1389). O califado foi oficialmente transferido dos mamelucos para o sultanato otomano em 1517, cujos membros foram reconhecidos como califas até a abolição do cargo em 3 de março de 1924 pela República da Turquia (e o exílio para França do último califa, Abdul Mejide II).

#### Cristianismo e judaísmo

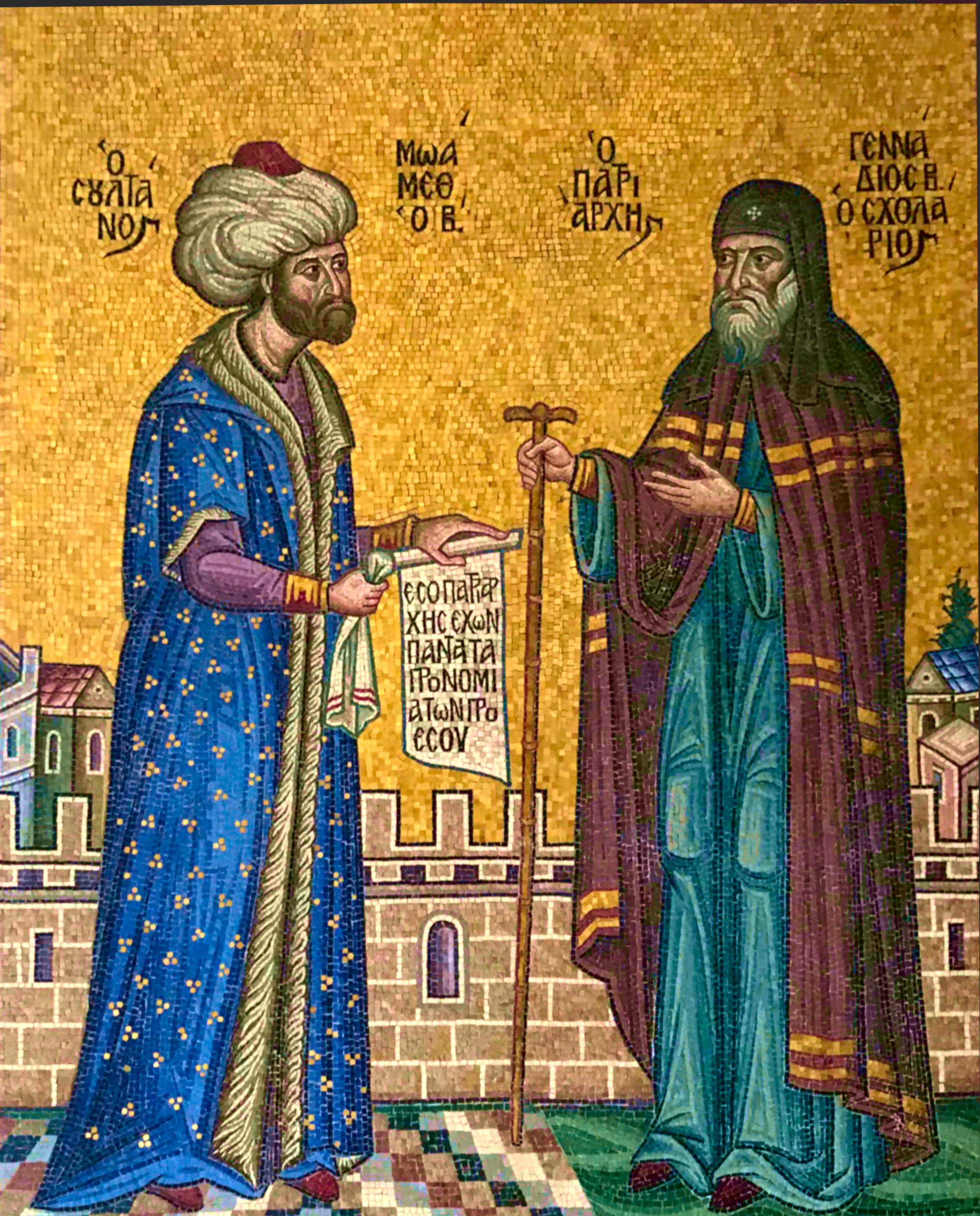
Maomé II, o Conquistador e Patriarca Genádio II

De acordo com o sistema dhimmi muçulmano, o Império Otomano garantiu liberdades limitadas aos cristãos, judeus e outros "povos do livro", como o direito de adorar, possuir propriedade e estar isento das esmolas obrigatórias (Zacate) exigidas. dos muçulmanos. No entanto, os não-muçulmanos (ou dhimmi) foram sujeitos a diversas restrições legais, incluindo a proibição de portar armas, andar a cavalo ou ter as suas casas viradas para as dos muçulmanos; da mesma forma, eram obrigados a pagar impostos mais elevados do que os súditos muçulmanos, incluindo a jizya, que era uma fonte fundamental de receitas do Estado. Muitos cristãos e judeus converteram-se ao islamismo para garantir o pleno estatuto social e jurídico, embora a maioria continuasse a praticar a sua fé sem restrições.
Os otomanos desenvolveram um sistema sociopolítico único conhecido como millet, que concedeu às comunidades não-muçulmanas um grande grau de autonomia política, jurídica e religiosa; em essência, os membros de um milheto eram súditos do império, mas não sujeitos à fé muçulmana ou à lei islâmica. Um painço poderia governar os seus próprios assuntos, tais como o aumento de impostos e a resolução de disputas jurídicas internas, com pouca ou nenhuma interferência das autoridades otomanas, desde que os seus membros fossem leais ao sultão e aderissem às regras relativas aos dhimmi. Um exemplo por excelência é a antiga comunidade ortodoxa do Monte Atos, que foi autorizada a manter a sua autonomia e nunca foi sujeita a ocupação ou conversão forçada; até leis especiais foram promulgadas para protegê-lo de estranhos.
O Rum Millet, que abrangia a maioria dos cristãos ortodoxos orientais, era governado pelo Corpus Juris Civilis da era bizantina (Código de Justiniano), sendo o Patriarca Ecumênico designado a mais alta autoridade religiosa e política (millet-bashi, ou etnarca). Da mesma forma, os judeus otomanos ficaram sob a autoridade do Haham Başı, ou rabino-chefe otomano, enquanto os armênios ficaram sob a autoridade do bispo-chefe da Igreja Apostólica Armênia. Como o maior grupo de súditos não-muçulmanos, o Rum Millet gozava de vários privilégios especiais na política e no comércio; no entanto, judeus e armênios também estavam bem representados entre a rica classe mercantil, bem como na administração pública.
Alguns estudiosos modernos consideram o sistema millet um dos primeiros exemplos de pluralismo religioso, uma vez que concedeu reconhecimento e tolerância oficiais a grupos religiosos minoritários.

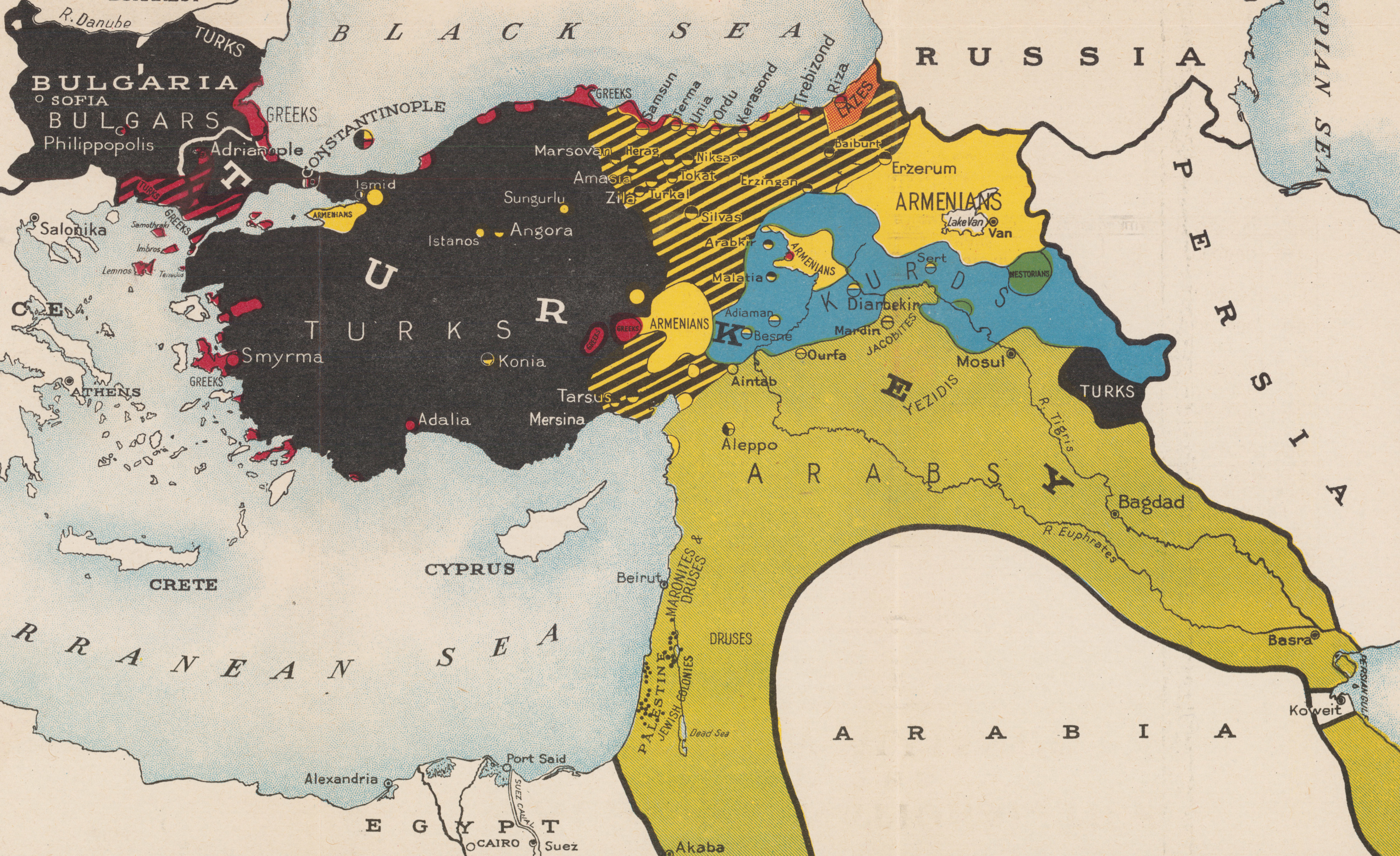
Mapa étnico do Império Otomano em 1917
preto: búlgaros e turcos; vermelho: gregos; amarelo claro: armênios; azul: curdos; laranja: lazes; amarelo escuro: árabes; verde: nestorianos

### Estrutura sociopolítico-religiosa
A partir do início do século XIX, a sociedade, o governo e a religião estavam inter-relacionados de uma forma complexa e sobreposta que foi considerada ineficiente por Atatürk, que os desmantelou sistematicamente depois de 1922. Em Constantinopla, o Sultão governava dois domínios distintos: o governo secular e a hierarquia religiosa. Oficiais religiosos formaram os Ulama, que controlavam os ensinamentos religiosos e a teologia, e também o sistema judicial do Império, dando-lhes uma voz importante nos assuntos do dia-a-dia nas comunidades de todo o Império (mas não incluindo os millets não-muçulmanos). Eram suficientemente poderosos para rejeitar as reformas militares propostas pelo sultão Selim III. Seu sucessor, o sultão Mamude II (r. 1808–1839), primeiro obteve a aprovação dos Ulama antes de propor reformas semelhantes. O programa de secularização trazido por Atatürk acabou com os ulemás e as suas instituições. O califado foi abolido, as madrasas foram fechadas e os tribunais da sharia foram abolidos. Ele substituiu o alfabeto árabe por letras latinas, acabou com o sistema escolar religioso e deu às mulheres alguns direitos políticos. Muitos tradicionalistas rurais nunca aceitaram esta secularização e, na década de 1990, reafirmaram a exigência de um papel mais importante para o islamismo.

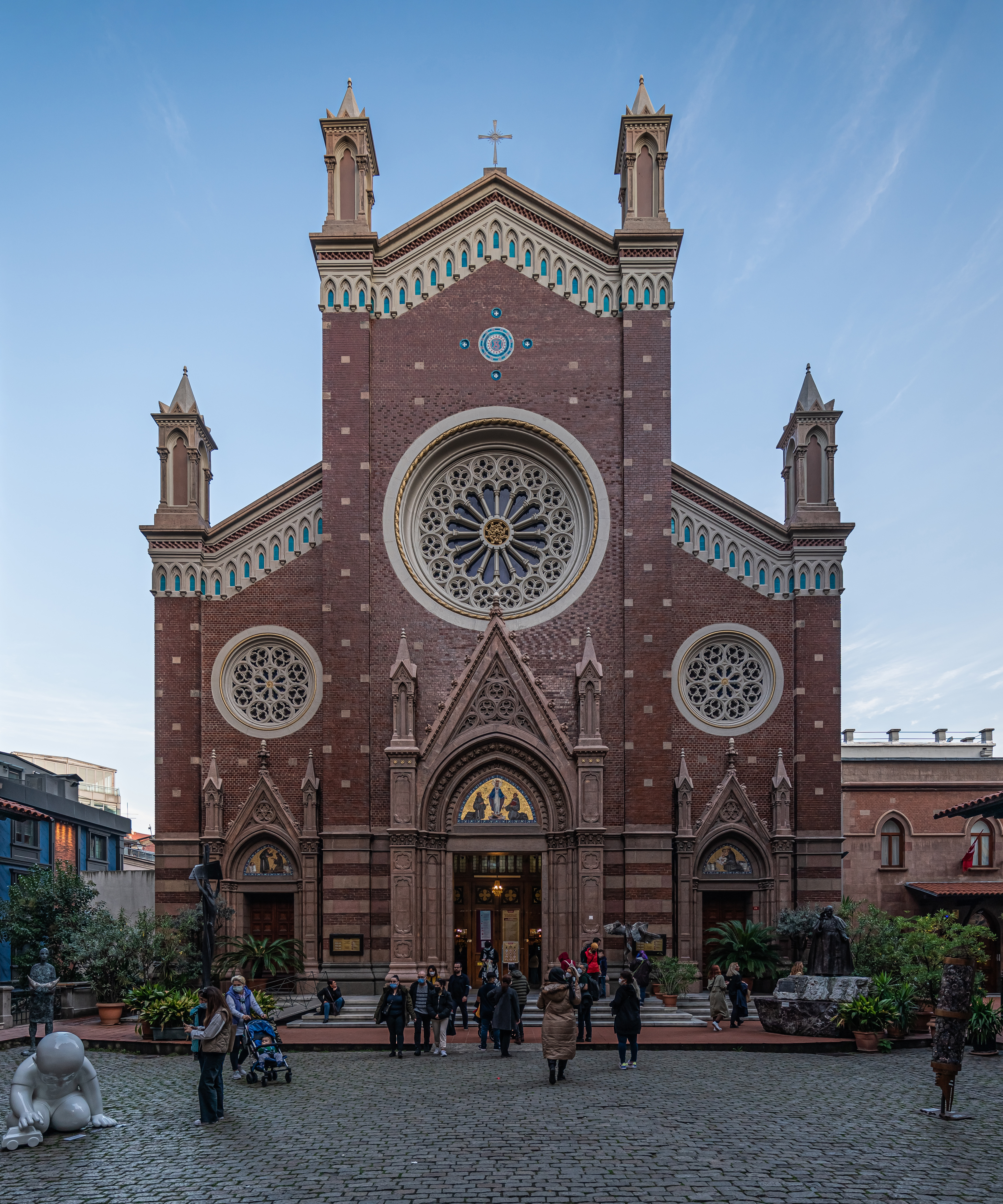
A Igreja original de Santo Antônio de Pádua, em Istambul, construída em 1725 pela comunidade italiana local de Istambul

Os janízaros foram uma unidade militar altamente formidável nos primeiros anos, mas à medida que a Europa Ocidental modernizou a sua tecnologia de organização militar, os janízaros tornaram-se uma força reacionária que resistiu a todas as mudanças. Constantemente, o poder militar otomano tornou-se obsoleto, mas quando os janízaros sentiram que os seus privilégios estavam a ser ameaçados, ou que estranhos queriam modernizá-los, ou que poderiam ser substituídos pelos cavaleiros, levantaram-se em rebelião. As rebeliões foram altamente violentas em ambos os lados, mas quando os janízaros foram suprimidos, já era tarde demais para o poder militar otomano alcançar o Ocidente. O sistema político foi transformado pela destruição dos janízaros, uma poderosa força militar/governamental/policial, que se revoltou no Incidente Auspicioso de 1826. O sultão Mahmud II esmagou a revolta, executou os líderes e dissolveu a grande organização. Isso preparou o terreno para um lento processo de modernização das funções governamentais, à medida que o governo procurava, com sucesso misto, adoptar os principais elementos da burocracia ocidental e da tecnologia militar.
Os janízaros eram recrutados entre cristãos e outras minorias; a sua abolição permitiu o surgimento de uma elite turca para controlar o Império Otomano. Um grande número de minorias étnicas e religiosas eram toleradas nos seus próprios domínios segregados, chamados millets. As principais minorias eram os gregos, os armênios e judeus. Em cada localidade governavam-se a si próprios, falavam a sua própria língua, dirigiam as suas próprias escolas, instituições culturais e religiosas e pagavam impostos um pouco mais elevados, não tndo poder fora do seu millet. O governo imperial os protegeu e evitou grandes confrontos violentos entre grupos étnicos.
O nacionalismo étnico, baseado numa religião e língua distintas, proporcionou uma força centrípeta que acabou por destruir o Império Otomano. Além disso, os grupos étnicos muçulmanos, que não faziam parte do sistema millet, especialmente os árabes e os curdos, estavam fora da cultura turca e desenvolveram o seu próprio nacionalismo separado. Os britânicos patrocinaram o nacionalismo árabe na Primeira Guerra Mundial, prometendo um Estado árabe independente em troca do apoio árabe. A maioria dos árabes apoiava o sultão, mas os que estavam perto de Meca acreditavam e apoiavam a promessa britânica.

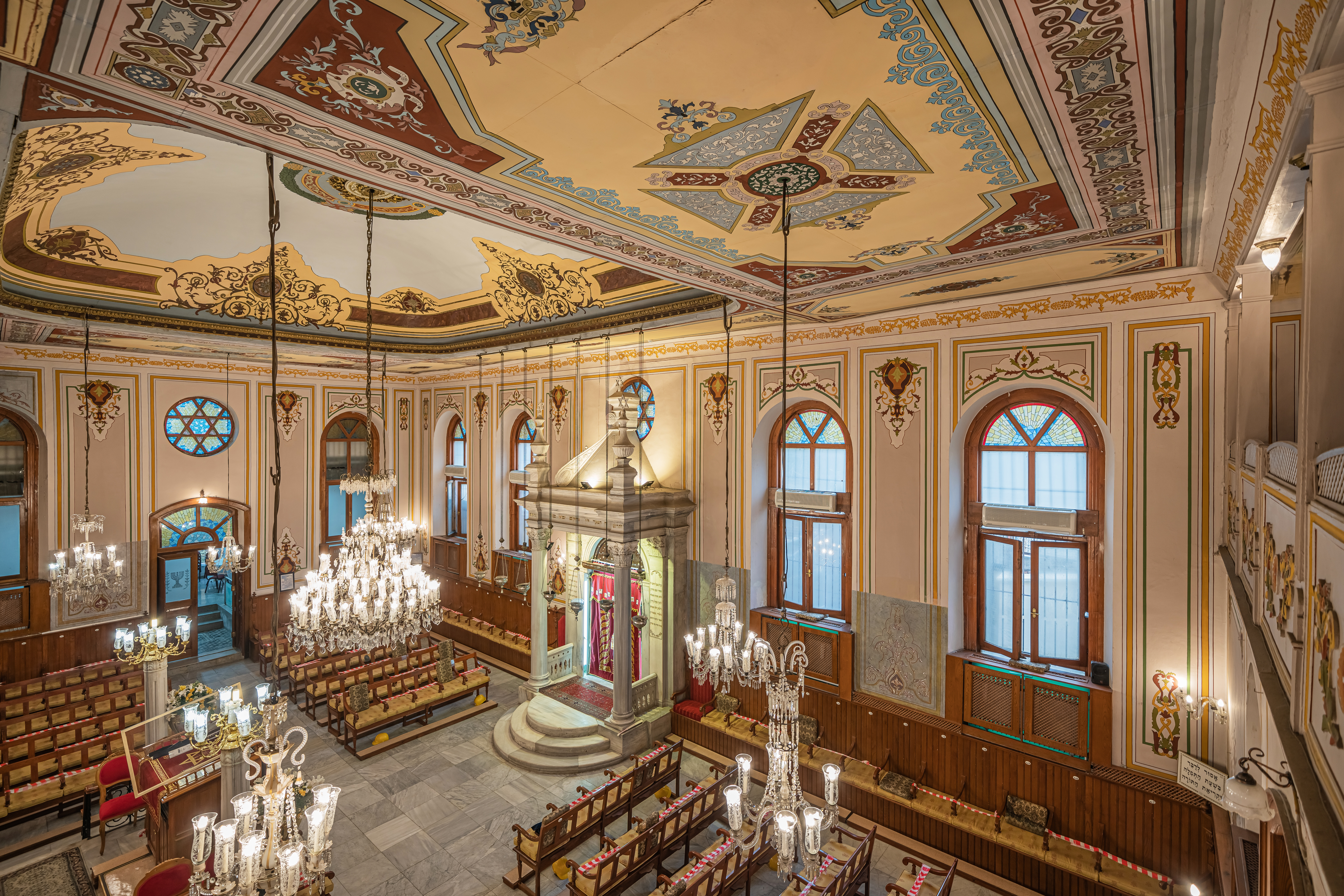
Sinagoga Hemdat Israel de Istambul

No nível local, o poder era mantido fora do controle do Sultão pelos ayans ou notáveis locais. Os ayan cobravam impostos, formavam exércitos locais para competir com outros notáveis, adotavam uma atitude reacionária em relação às mudanças políticas ou económicas e muitas vezes desafiavam as políticas impostas pelo sultão.
Após o século XVIII, o Império Otomano estava encolhendo, à medida que a Rússia exercia forte pressão e se expandia para o sul; O Egito tornou-se efetivamente independente em 1805, e mais tarde os britânicos assumiram o controle, juntamente com Chipre. A Grécia tornou-se independente e a Sérvia e outras áreas dos Bálcãs tornaram-se altamente inquietas à medida que a força do nacionalismo pressionava contra o imperialismo. Os franceses conquistaram a Argélia e a Tunísia. Todos os europeus pensavam que o império era um homem doente em rápido declínio. Apenas os alemães pareciam úteis, e o seu apoio levou o Império Otomano a juntar-se às potências centrais em 1915, com o resultado de que se revelaram um dos maiores perdedores da Primeira Guerra Mundial em 1918.

## Cultura

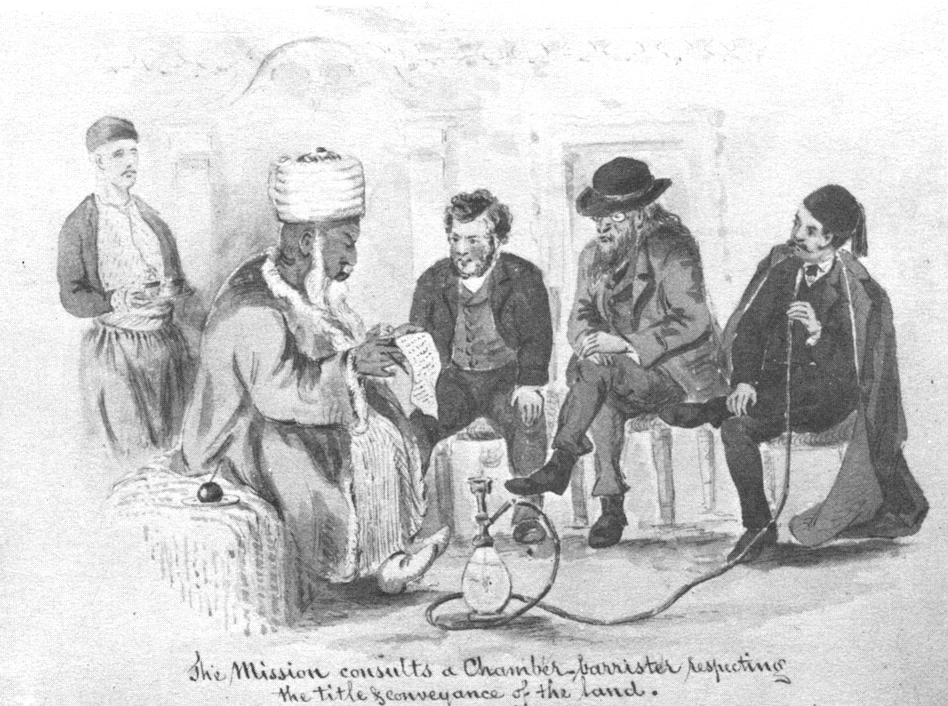
Representação de uma loja de narguilé no Líbano

Os otomanos absorveram algumas das tradições, arte e instituições culturais das regiões que conquistaram e acrescentaram-lhes novas dimensões. Numerosas tradições e traços culturais de impérios anteriores (em áreas como arquitetura, culinária, música, lazer e governo) foram adotados pelos turcos otomanos, que os desenvolveram em novas formas, resultando em uma identidade cultural nova e distintamente otomana. Embora a língua literária predominante do Império Otomano fosse o turco, o persa era o veículo preferido para a projeção de uma imagem imperial.
A escravidão fazia parte da sociedade otomana, com a maioria dos escravos empregados como empregados domésticos. A escravidão agrícola, como a das Américas, era relativamente rara. Ao contrário dos sistemas de escravidão móvel, os escravos sob a lei islâmica não eram considerados bens móveis e os filhos das escravas nasciam legalmente livres. As escravas ainda eram vendidas no Império até 1908. Durante o século XIX, o Império foi pressionado pelos países da Europa Ocidental para proibir a prática. As políticas desenvolvidas por vários sultões ao longo do século XIX tentaram restringir o comércio de escravos otomano, mas a escravatura teve séculos de apoio e sanção religiosa e por isso nunca foi abolida no império.
A peste continuou a ser um grande flagelo na sociedade otomana até o segundo quartel do século XIX. Entre 1701 e 1750, 37 epidemias de peste maiores e menores foram registradas em Istambul, e 31 entre 1751 e 1801.
Os otomanos adotaram as tradições e a cultura burocrática persa. Os sultões também deram uma contribuição importante no desenvolvimento da literatura persa.
A língua não era um sinal óbvio de ligação e identidade de grupo no século XVI entre os governantes do Império Otomano, do Irã Safávida e dos Xaibânidas Abu'l-Khayrid da Ásia Central. Consequentemente, as classes dominantes de todos os três sistemas políticos eram bilíngues em variedades de persa e turco. Mas no último quartel do século, ocorreram ajustes linguísticos nos reinos otomano e safávida, definidos por uma nova rigidez que favoreceu o turco otomano e o persa, respectivamente.

### Educação

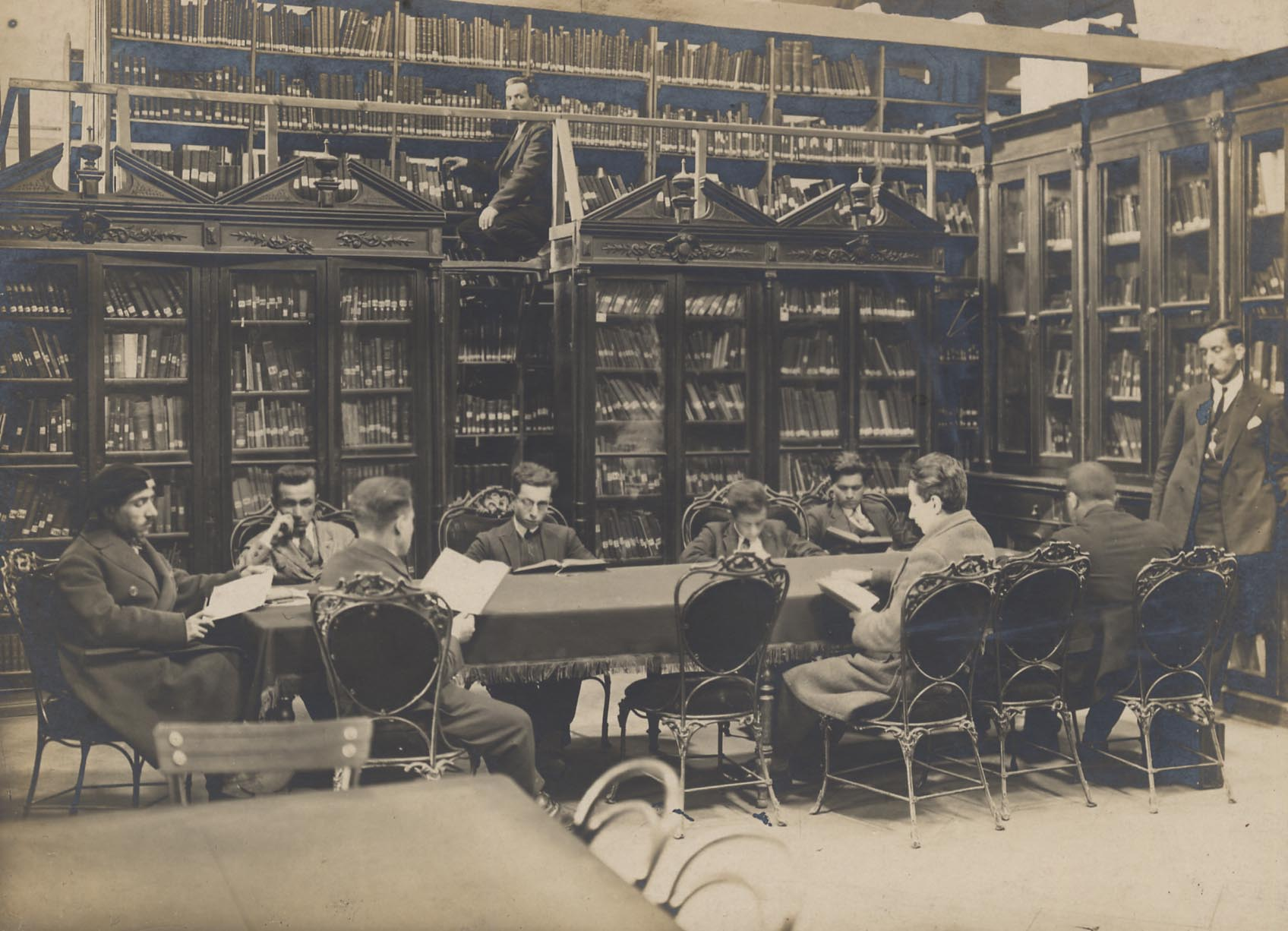
A Biblioteca Estadual de Beyazıt foi fundada em 1884

No Império Otomano, cada millet estabeleceu um sistema escolar ao serviço dos seus membros. A educação estava, portanto, largamente dividida em termos étnicos e religiosos: poucos não-muçulmanos frequentavam escolas para estudantes muçulmanos e vice-versa. A maioria das instituições que serviam todos os grupos étnicos e religiosos ensinavam em francês ou outras línguas.
Várias "escolas estrangeiras" (Frler mektebleri) operadas por clérigos religiosos serviam principalmente aos cristãos, embora alguns estudantes muçulmanos frequentassem. Garnett descreveu as escolas para cristãos e judeus como "organizadas segundo modelos europeus", com "contribuições voluntárias" apoiando o seu funcionamento e a maioria delas "bem frequentadas" e com "um elevado padrão de educação".

### Literatura
As duas principais correntes da literatura otomana são a poesia e a prosa. A poesia era de longe a corrente dominante. A obra mais antiga da historiografia otomana, por exemplo, o İskendernâme, foi composta pelo poeta Taceddin Ahmedi (1334–1413). Até o século XIX, a prosa otomana não continha quaisquer exemplos de ficção: não havia contrapartes, por exemplo, do romance, conto ou romance europeu. Gêneros analógicos existiam, porém, tanto na literatura popular turca quanto nos poemas divãs.

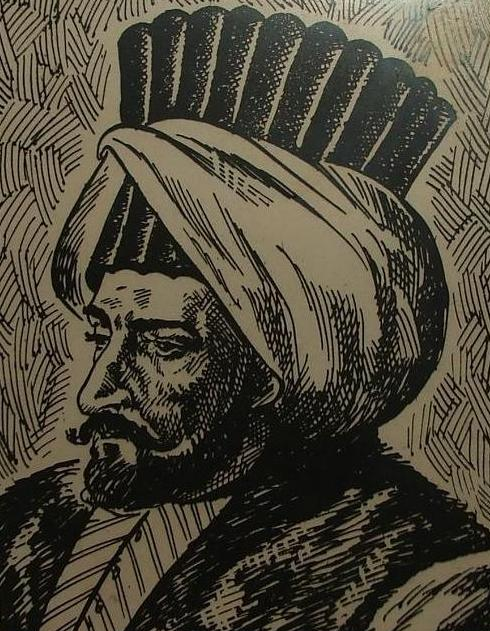
Ahmet Nedîm Efendi, um dos mais célebres poetas otomanos

Os divãs otomanos eram uma forma de arte altamente ritualizada e simbólica. Da poesia persa que os inspiraram em grande parte, herdaram uma riqueza de símbolos cujos significados e inter-relações — ambos de semelhança (مراعات نظير; mura'ât-i nazîr / تناسب; tenâsüb) e oposição (تضاد; tezâd) eram mais ou menos prescritos. A poesia divã é composta através da constante justaposição de muitas dessas imagens dentro de uma estrutura métrica estrita, permitindo o surgimento de numerosos significados potenciais. A grande maioria da poesia divã era de natureza lírica, quer gazels (que constituem a maior parte do repertório da tradição), quer kasîdes (cássidas). Mas havia outros gêneros comuns, especialmente o mesnevî, uma espécie de romance em verso e, portanto, uma variedade de poesia narrativa; os dois exemplos mais notáveis desta forma são o Leyli e Majnun de Fuzuli e o Hüsn ü Aşk de Şeyh Gâlib. O Seyahatnâme de Evliya Çelebi (1611–1682) é um excelente exemplo de literatura de viagens.
Até o século XIX, a prosa otomana não se desenvolveu tanto quanto a poesia Divan contemporânea. Grande parte do motivo era que se esperava que grande parte da prosa aderisse às regras da sec (سجع, também transliterado como seci), ou prosa rimada, um tipo de escrita descendente do árabe saj' que prescrevia que entre cada adjetivo e substantivo em uma sequência de palavras, como uma frase, deve haver uma rima. No entanto, havia uma tradição de prosa na literatura da época, embora fosse exclusivamente não-ficcional. Uma aparente exceção foi Muhayyelât de Giritli Ali Aziz Efendi, uma coleção de histórias fantásticas escritas em 1796, embora não publicadas até 1867. O primeiro romance publicado no Império Otomano foi A História de Akabi (em turco: Akabi Hikyayesi), de Vartan Paxá, de 1851. Foi escrito em turco, mas com escrita armênia.
Devido aos laços historicamente estreitos com a França, a literatura francesa constituiu a principal influência ocidental na literatura otomana na segunda metade do século XIX. Como resultado, muitos dos mesmos movimentos predominantes na França durante este período tiveram equivalentes otomanos; no desenvolvimento da tradição da prosa otomana, por exemplo, a influência do Romantismo pode ser vista durante o período Tanzimat, e a dos movimentos realista e naturalista em períodos subsequentes; na tradição poética, por outro lado, a influência dos movimentos simbolista e parnasiano foi primordial.
Muitos dos escritores do período Tanzimat escreveram em vários gêneros diferentes simultaneamente; por exemplo, o poeta Namık Kemal também escreveu o importante romance de 1876 İntibâh (Despertar), enquanto o jornalista İbrahim Şinasi é conhecido por escrever, em 1860, a primeira peça turca moderna, a comédia de um ato Şair Evlenmesi (O Casamento do Poeta). Uma peça anterior, uma farsa intitulada Vakâyi'-i 'Acibe ve Havâdis-i Garibe-yi Kefşger Ahmed (Os Estranhos Eventos e Ocorrências Bizarras do Sapateiro Ahmed), data do início do século XIX, mas há dúvidas sobre sua autenticidade. Na mesma linha, o romancista Ahmed Midhat Efendi escreveu romances importantes em cada um dos principais movimentos: Romantismo (Hasan Mellâh yâhud Sırr İçinde Esrâr, 1873; Hasan, o Marinheiro, ou O Mistério Dentro do Mistério), Realismo (Henüz on Yedi Yaşında, 1881; Apenas dezessete anos) e Naturalismo (Müşâhedât, 1891; Observações). Esta diversidade deveu-se, em parte, ao desejo dos escritores do Tanzimat de divulgar o máximo possível da nova literatura, na esperança de que contribuísse para uma revitalização das estruturas sociais otomanas.

### Mídia
A mídia do Império Otomano era diversificada, com jornais e revistas publicados em línguas como francês, grego, e alemão. Muitas destas publicações estavam centradas em Constantinopla, mas também havia jornais em língua francesa produzidos em Beirute, Salonica e Esmirna. As minorias étnicas não-muçulmanas no império usavam o francês como língua franca e usavam publicações em língua francesa, enquanto alguns jornais provinciais eram publicados em árabe. O uso do francês na mídia persistiu até o fim do império em 1923 e durante alguns anos depois na República da Turquia.

### Arquitetura

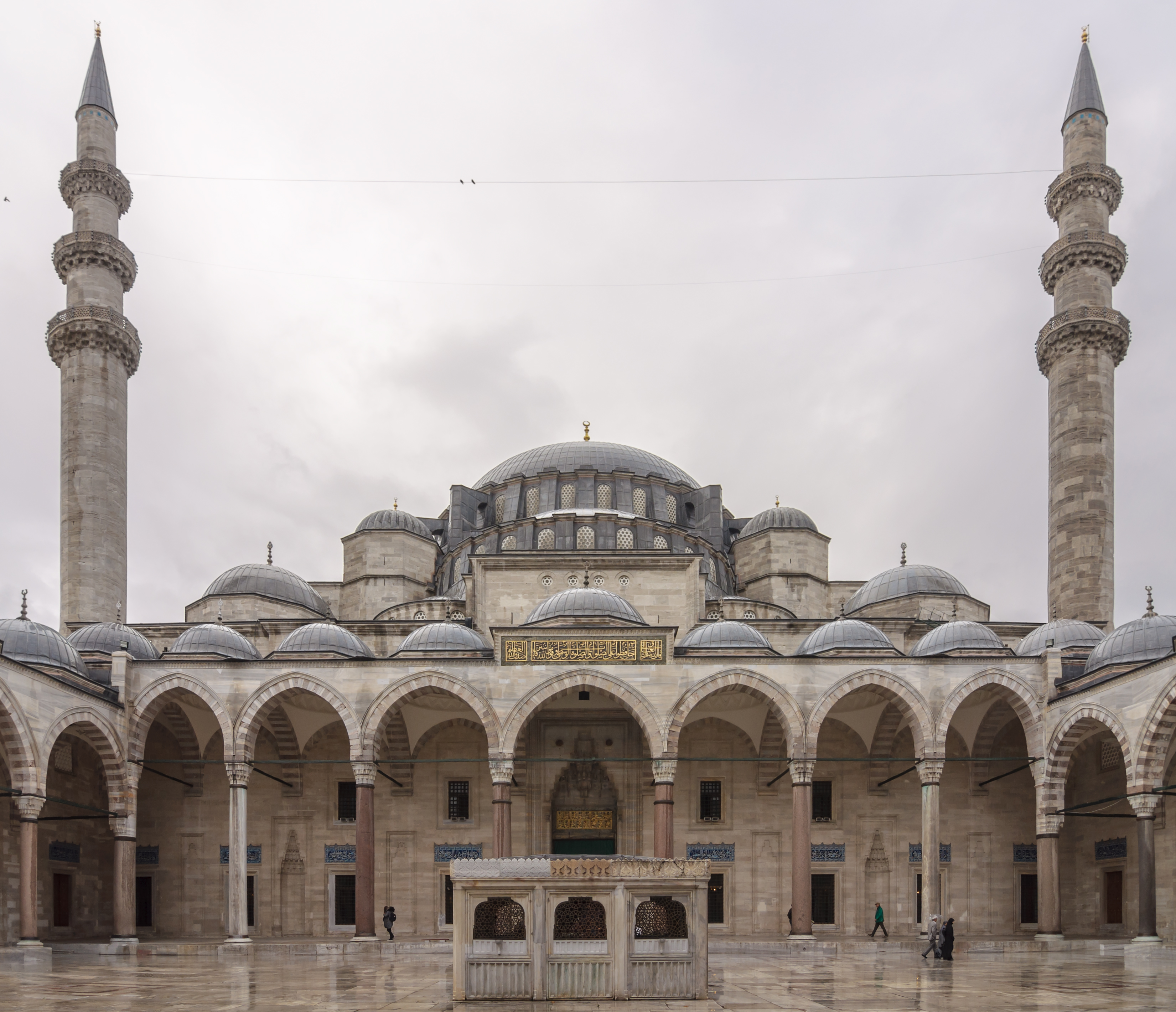
Mesquita de Solimão em Istambul, projetada por Mimar Sinan no século XVI e um importante exemplo do estilo clássico otomano

A arquitetura do império desenvolveu-se a partir da arquitetura seljúcida anterior, com influências da bizantinas, iranianas e de outras tradições arquitetônicas do Oriente Médio. A arquitetura otomana inicial experimentou vários tipos de construção ao longo dos séculos XIII a XV, evoluindo progressivamente para o estilo clássico otomano dos séculos XVI e XVII, que também foi fortemente influenciado pela Santa Sofia. O arquiteto mais importante do período clássico é Mimar Sinan, cujas principais obras incluem as mesquitas de Şehzade, de Solimão e de Selim. O maior dos artistas da corte enriqueceu o Império Otomano com muitas influências artísticas pluralistas, como a mistura da arte tradicional bizantina com elementos da arte chinesa. A segunda metade do século XVI também viu o apogeu de certas artes decorativas, principalmente no uso de cerâmica de İznik.

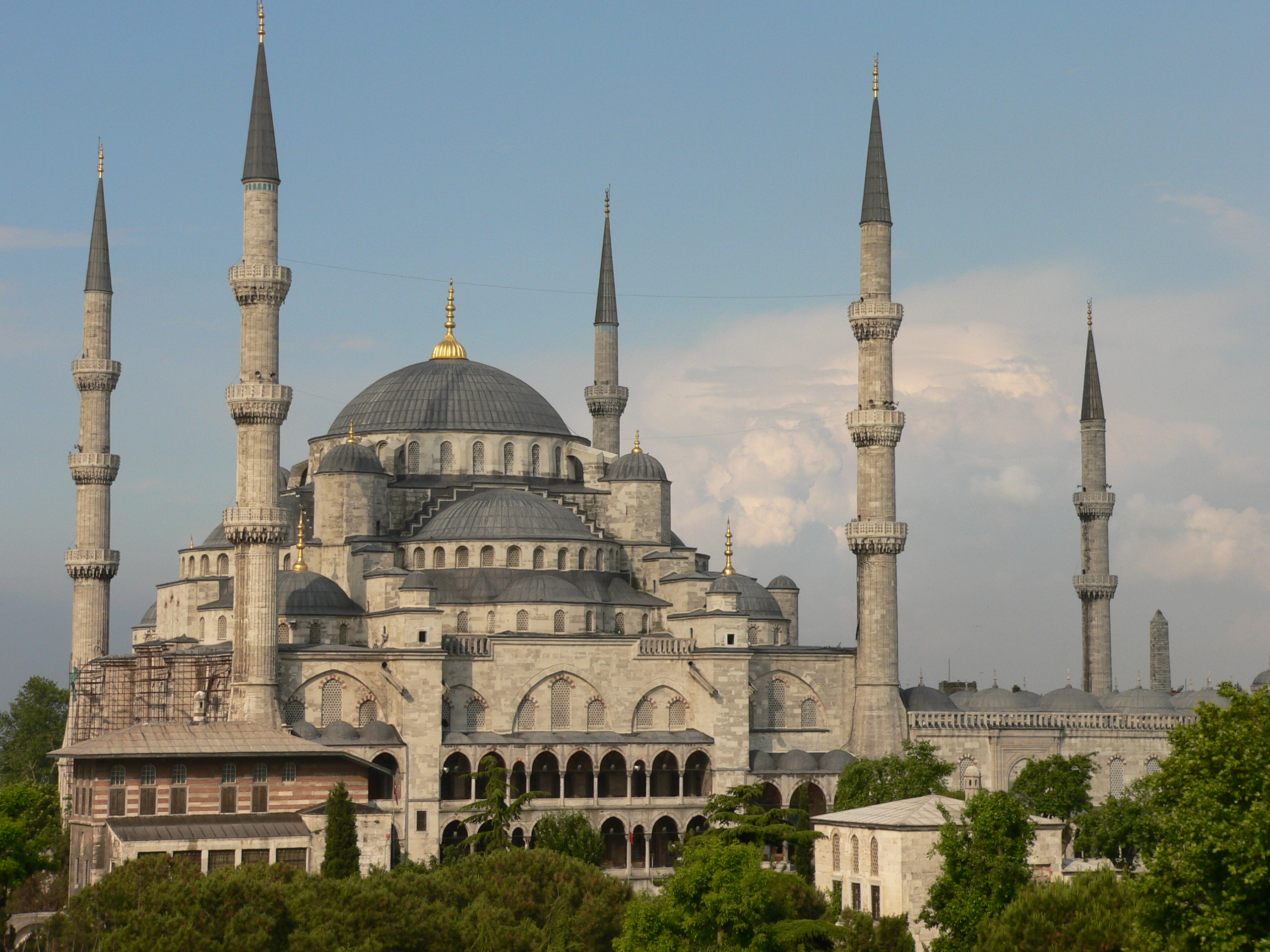
Mesquita Azul em Istambul, um exemplo do estilo clássico da arquitetura otomana, mostrando influência bizantina

A partir do século XVIII, a arquitetura otomana foi influenciada pela arquitetura barroca da Europa Ocidental, resultando no estilo barroco otomano. A Mesquita de Nuruosmaniye é um dos exemplos mais importantes deste período. O último período otomano viu mais influências da Europa Ocidental, trazidas por arquitetos como os da família Balian. Foram introduzidos o estilo império e os motivos neoclássicos e uma tendência para o ecletismo foi evidente em muitos tipos de edifícios, como o Palácio Dolmabaçe. As últimas décadas do Império Otomano também viram o desenvolvimento de um novo estilo arquitetônico chamado neo-otomano ou revivalismo otomano, também conhecido como primeiro movimento arquitetônico nacional, Renascimento arquitetônico nacional e arquitetura neoclássica turca, por arquitetos como Mimar Kemaleddin e Vedat Tek.
O patrocínio dinástico otomano concentrou-se nas capitais históricas de Bursa, Edirne e Istambul (Constantinopla), bem como em vários outros centros administrativos importantes como Amasia e Manisa. Foi nestes centros que ocorreram os desenvolvimentos mais importantes na arquitectura otomana e que se encontra a arquitectura otomana mais monumental. Os principais monumentos religiosos eram tipicamente complexos arquitetônicos, conhecidos como külliye, que tinham múltiplos componentes que forneciam diferentes serviços ou comodidades. Além de uma mesquita, estes poderiam incluir uma madraça, um hamame, um imaret (cantina social), um sebil (fonte), um mercado, um caravançarai, uma escola primária, ou outros. Estes complexos foram governados e geridos com a ajuda de um acordo vakıf (árabe waqf). As construções otomanas ainda eram abundantes na Anatólia e nos Bálcãs (Rumelia), mas nas províncias mais distantes do Médio Oriente e do Norte de África, os estilos arquitectônicos islâmicos mais antigos continuaram a ter forte influência e foram por vezes misturados com estilos otomanos.

### Artes decorativas

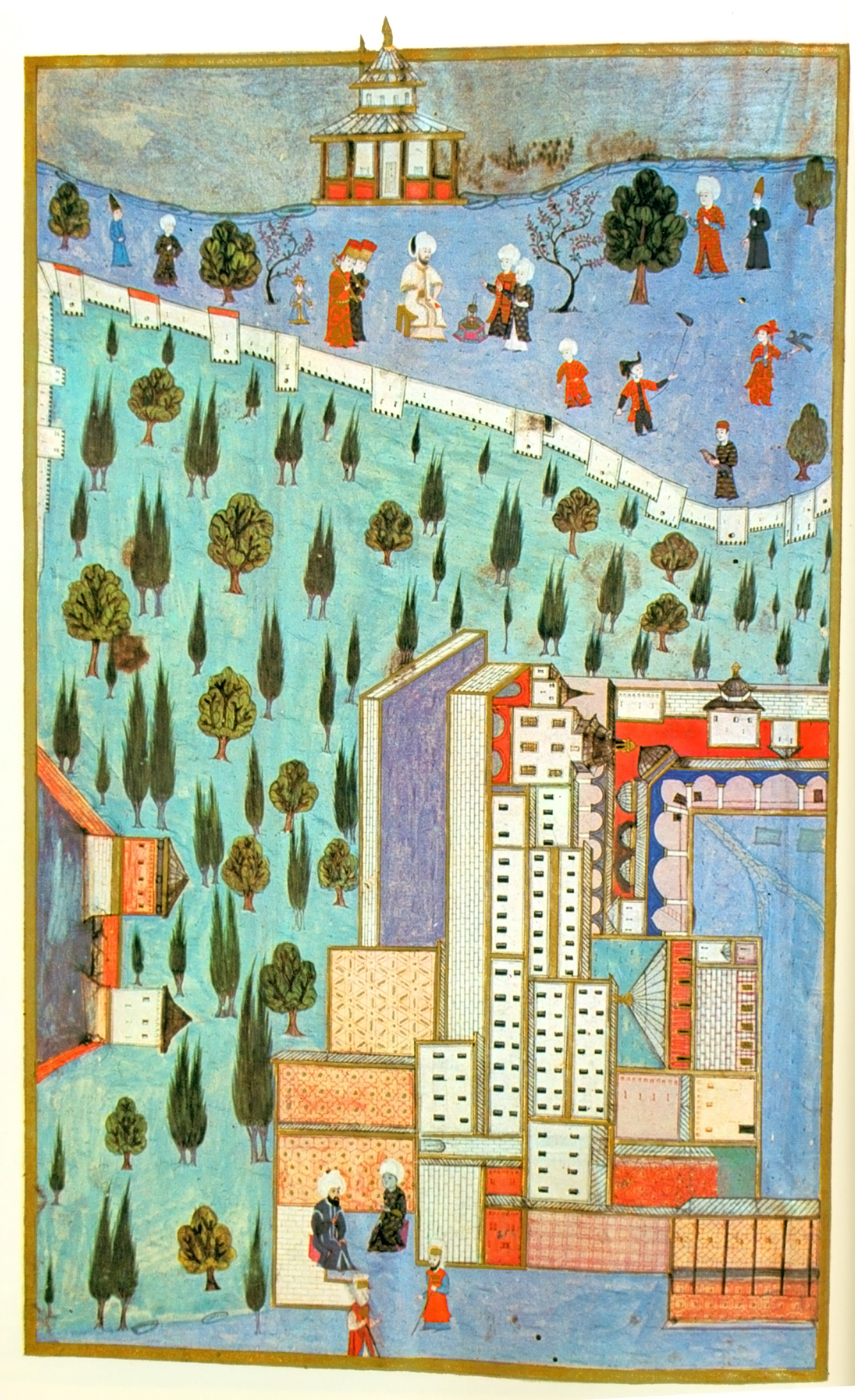
A miniatura otomana perdeu sua função com a ocidentalização da cultura otomana

A tradição das miniaturas otomanas, pintadas para ilustrar manuscritos ou usadas em álbuns dedicados, foi fortemente influenciada pela miniatura persa, embora também incluísse elementos da tradição bizantina de iluminura e pintura. Uma academia grega de pintores, a Nakkashane-i-Rum, foi estabelecida no Palácio de Topkapı no século XV, enquanto no início do século seguinte uma academia persa semelhante, a Nakkashane-i-Irani, foi adicionada. Surname-i Hümayun (Livros do Festival Imperial) eram álbuns que comemoravam as celebrações no Império Otomano em detalhes pictóricos e textuais.
A iluminura otomana abrange a arte decorativa não figurativa pintada ou desenhada em livros ou em folhas de muraqqa ou álbuns, em oposição às imagens figurativas da miniatura otomana. Fazia parte das artes do livro otomano junto com a miniatura otomana (taswir), a caligrafia (hat), a caligrafia islâmica, a encadernação (cilt) e o papel marmorizado (ebru). No Império Otomano, os manuscritos iluminados e ilustrados eram encomendados pelo sultão ou pelos administradores da corte. No Palácio de Topkapı, estes manuscritos foram criados pelos artistas que trabalham em Nakkashane, o ateliê dos artistas de miniaturas e iluminuras. Livros religiosos e não religiosos poderiam ser iluminados. Além disso, as folhas dos álbuns levha consistiam em caligrafia iluminada (hat) de tughra, textos religiosos, versos de poemas ou provérbios, e desenhos puramente decorativos.
A arte da tecelagem de tapetes foi particularmente significativa no Império Otomano, tendo os tapetes uma imensa importância tanto como mobiliário decorativo, rico em simbolismo religioso e outro, como como consideração prática, visto que era costume tirar os sapatos nos alojamentos. A tecelagem de tais tapetes originou-se nas culturas nômades da Ásia Central (sendo os tapetes uma forma de mobiliário facilmente transportável) e se espalhou pelas sociedades estabelecidas da Anatólia. Os turcos usavam carpetes, tapetes e kilims não apenas no chão de uma sala, mas também como penduradores em paredes e portas, onde forneciam isolamento adicional. Eles também eram comumente doados a mesquitas, que muitas vezes acumulavam grandes coleções deles.

### Música e artes cênicas
A música clássica otomana foi uma parte importante da educação da elite otomana. Vários sultões otomanos têm músicos e compositores talentosos, como Selim III, cujas composições ainda são frequentemente executadas hoje. A música clássica otomana surgiu em grande parte de uma confluência de música bizantina, música armênia, música árabe e música persa. Em termos de composição, é organizado em torno de unidades rítmicas chamadas usul, que são um tanto semelhantes à métrica na música ocidental, e unidades melódicas chamadas makam, que têm alguma semelhança com os modos musicais ocidentais.
Os instrumentos utilizados são uma mistura de instrumentos da Anatólia e da Ásia Central (o saz, o bağlama, o kemence), outros instrumentos do Oriente Médio (o ud, o tanbur, o kanun, o ney) e - mais tarde na tradição - instrumentos ocidentais. (o violino e o piano). Devido a uma divisão geográfica e cultural entre a capital e outras áreas, surgiram dois estilos de música amplamente distintos no Império Otomano: a música clássica otomana e a música folclórica. Nas províncias, foram criados vários tipos diferentes de música folclórica. As regiões mais dominantes com seus estilos musicais distintos são Türküs dos Bálcãs-Trácias, Türküs do Nordeste (laz), Türküs do Egeu, Türküs da Anatólia Central, Türküs da Anatólia Oriental e Türküs do Cáucaso. Alguns dos estilos distintos eram: música janízara, música cigana, dança do ventre, música folclórica turca.
O tradicional jogo de sombras chamado Karagöz e Hacivat foi difundido por todo o Império Otomano e apresentava personagens que representavam todos os principais grupos étnicos e sociais daquela cultura. Foi executada por um único mestre de marionetes, que dublou todos os personagens, e acompanhada de pandeiro (def). As suas origens são obscuras, derivando talvez de uma tradição egípcia mais antiga, ou possivelmente de uma fonte asiática.

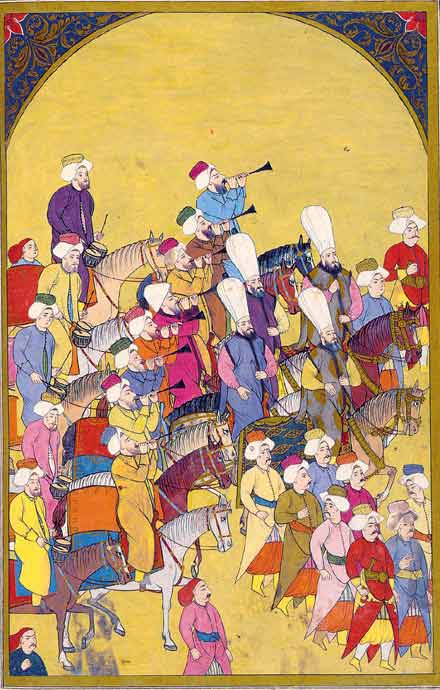
Miniatura no Surname-i Vehbi mostrando o Mehterân, a banda musical dos janízaros
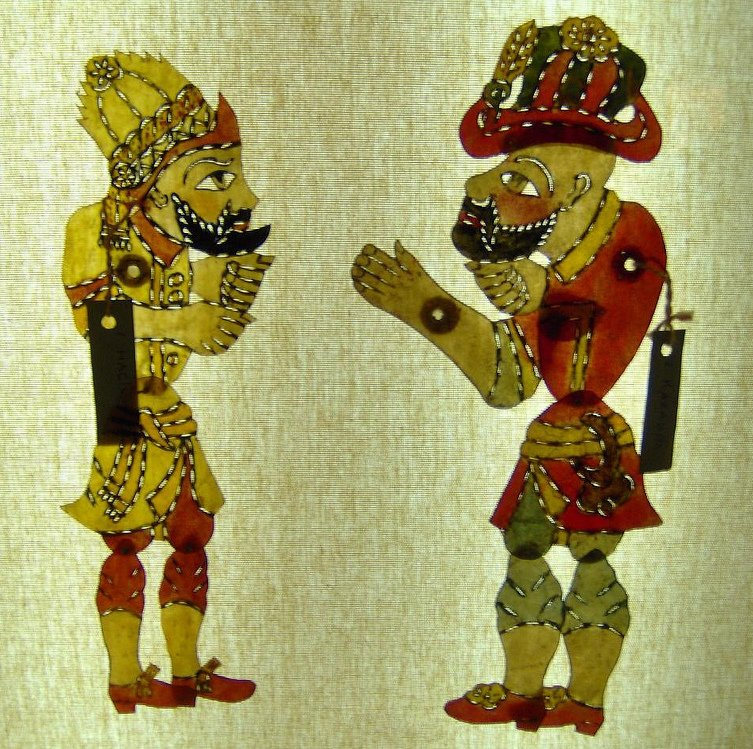
O jogo de sombras Karagöz e Hacivat foi difundido em todo o Império Otomano
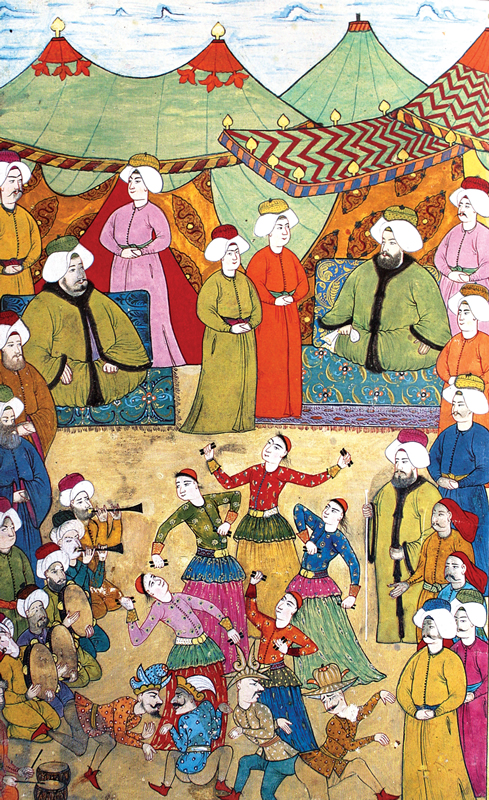
Músicos e dançarinos atuando a multidão, de Surname-i Hümayun, 1720
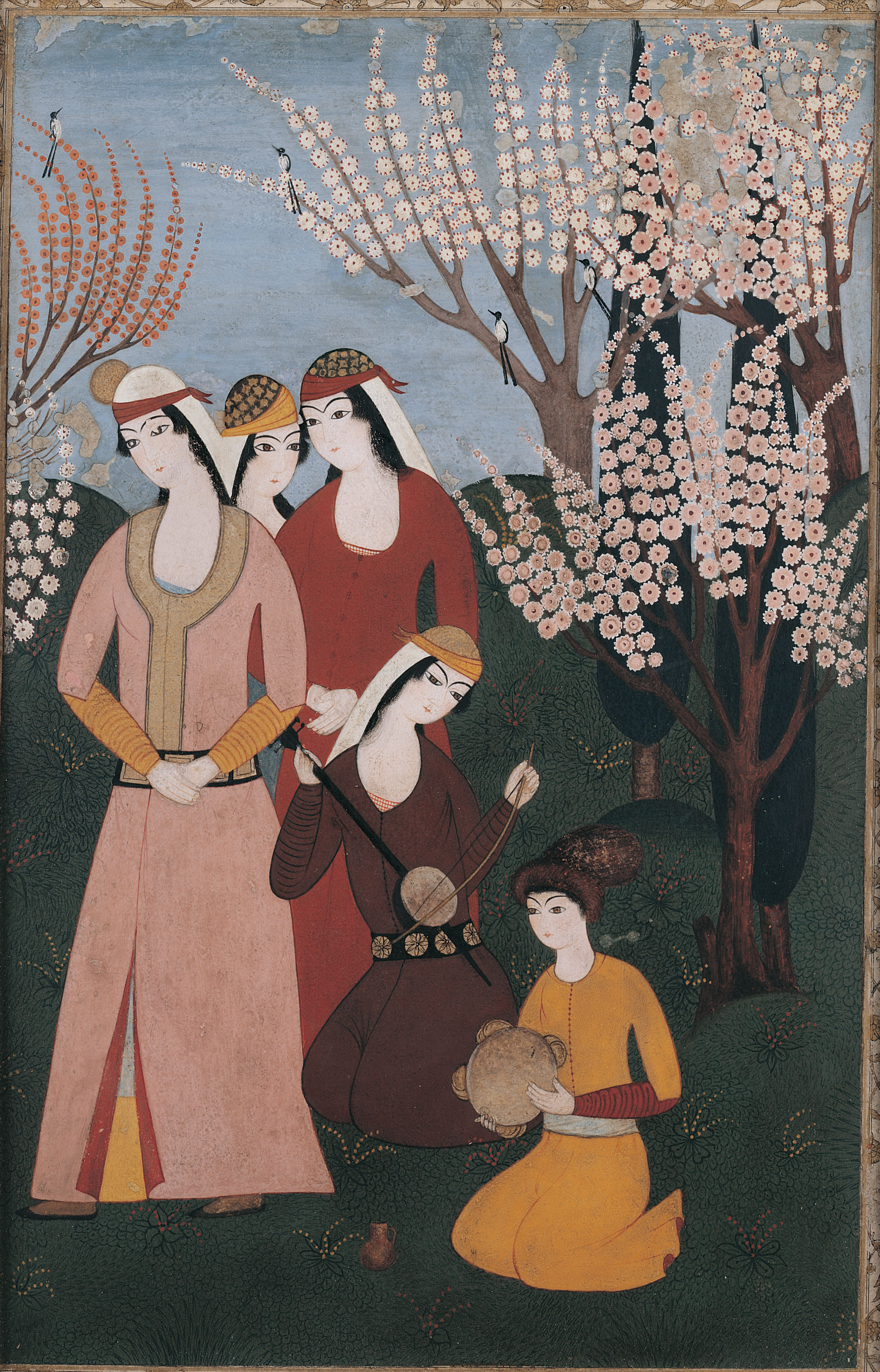
Um encontro musical no século XVIII
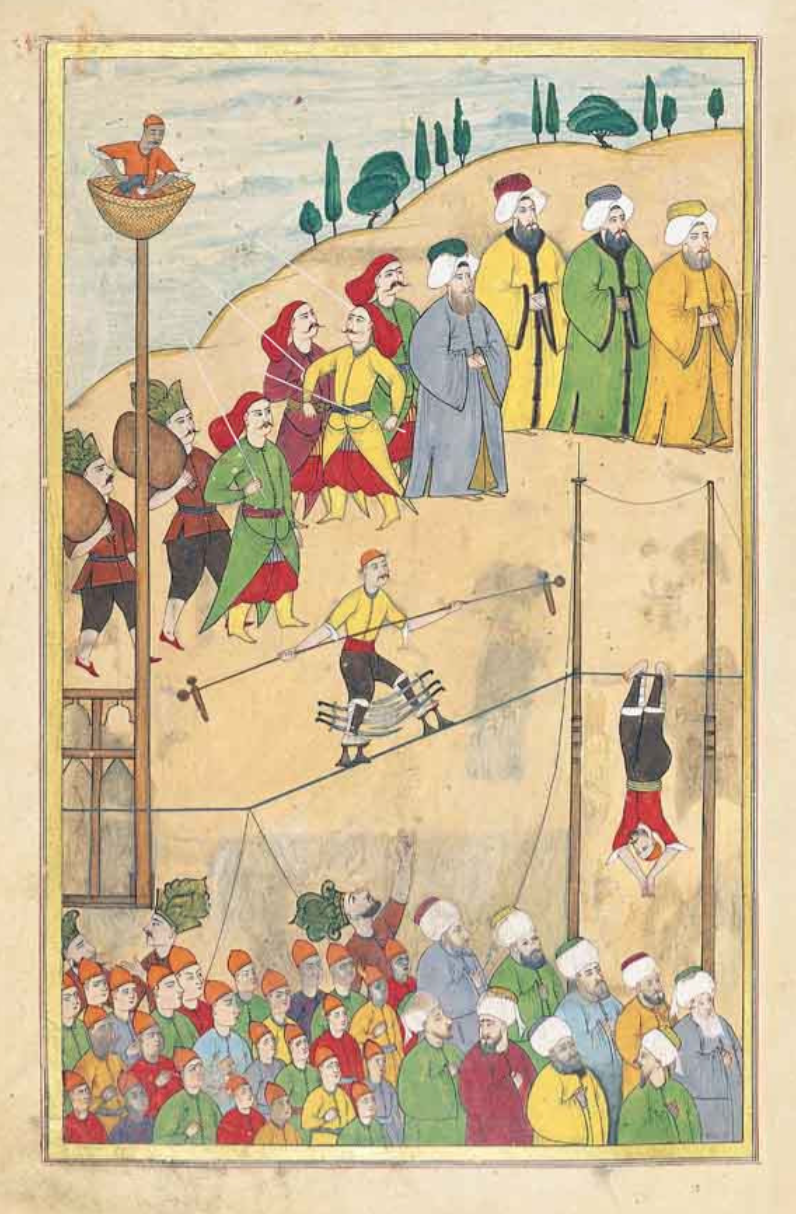
Acrobacia no Surname-i Hümayun (Surnamesi de Murade III)

### Culinária

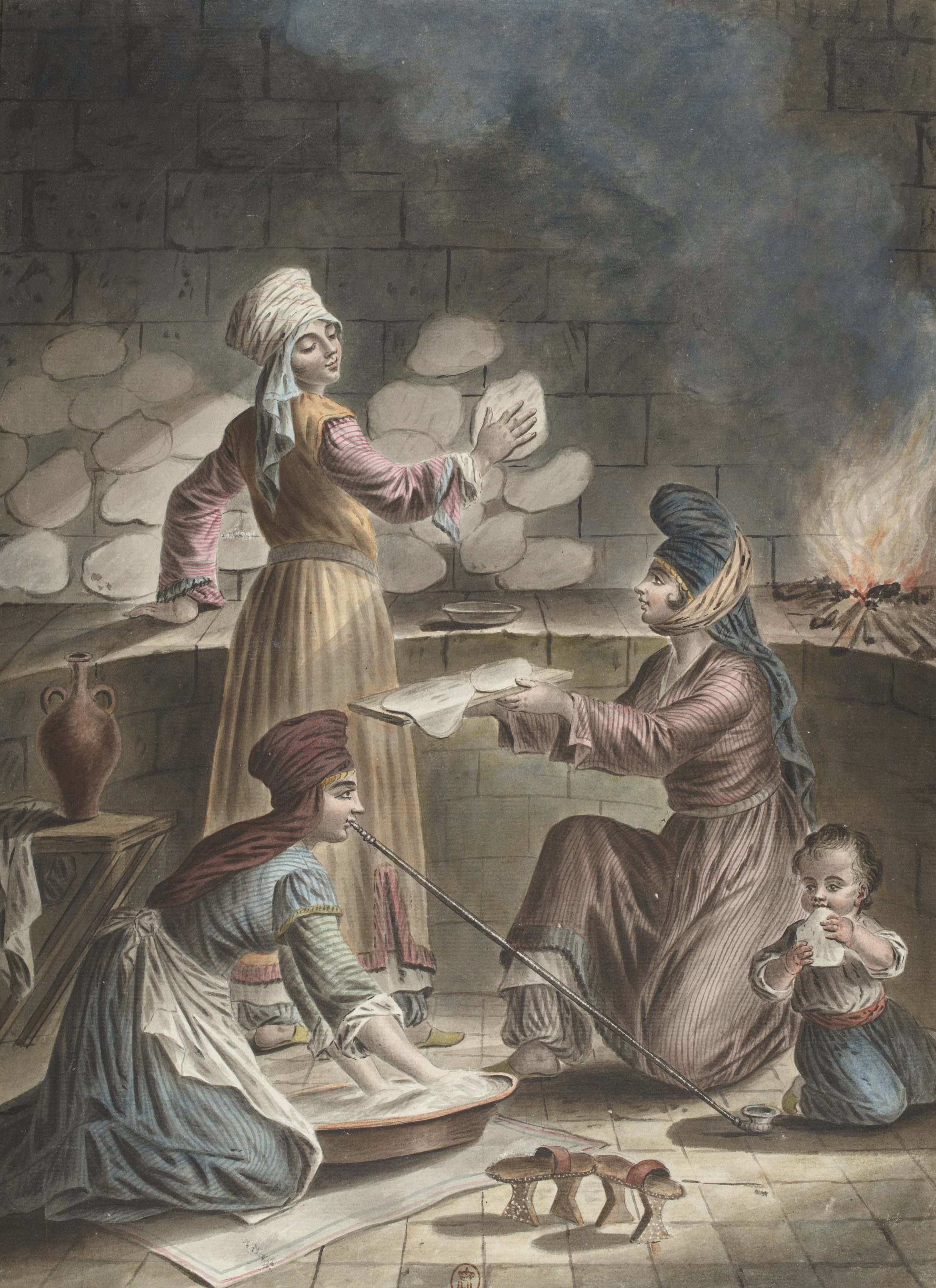
Mulheres turcas assando pão, 1790

A culinária otomana é a culinária da capital, Constantinopla (Istambul), e das capitais regionais, onde o caldeirão de culturas criou uma culinária comum que a maioria da população, independentemente da etnia, compartilhava. Esta cozinha diversificada foi aperfeiçoada nas cozinhas do Palácio Imperial por chefs trazidos de certas partes do Império para criar e experimentar diferentes ingredientes. As criações das cozinhas do Palácio Otomano foram filtradas para a população, por exemplo através dos eventos do Ramadão, e através da cozinha nos Yalıs dos Paxás, e a partir daí espalharam-se para o resto da população.
Grande parte da culinária dos antigos territórios otomanos hoje é descendente de uma culinária otomana compartilhada, especialmente turca, e incluindo cozinhas grega, balcânica, armênia e do Oriente Médio. Muitos pratos comuns na região, descendentes da outrora comum cozinha otomana, incluem iogurte, döner kebab/ gyro/ shawarma, cacık / tzatziki, ayran, pão pita, queijo feta, baclava, lahmacun, mussaca, yuvarlak, köfte / keftés / kofta, börek / boureki, rakı / çipuro / tsikoudiá, meze, dolma, sarma, arroz pilav, café turco, sujuk, keş, keşkek, mantı, lavaş, künefe e muitos mais.

### Esportes

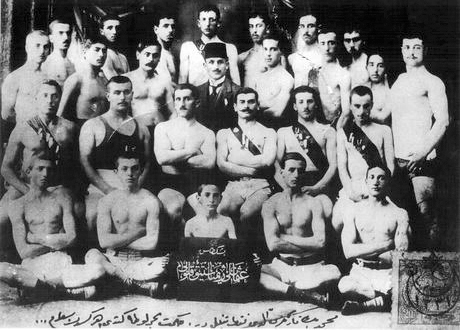
Futebolistas do Beşiktaş JK em 1903

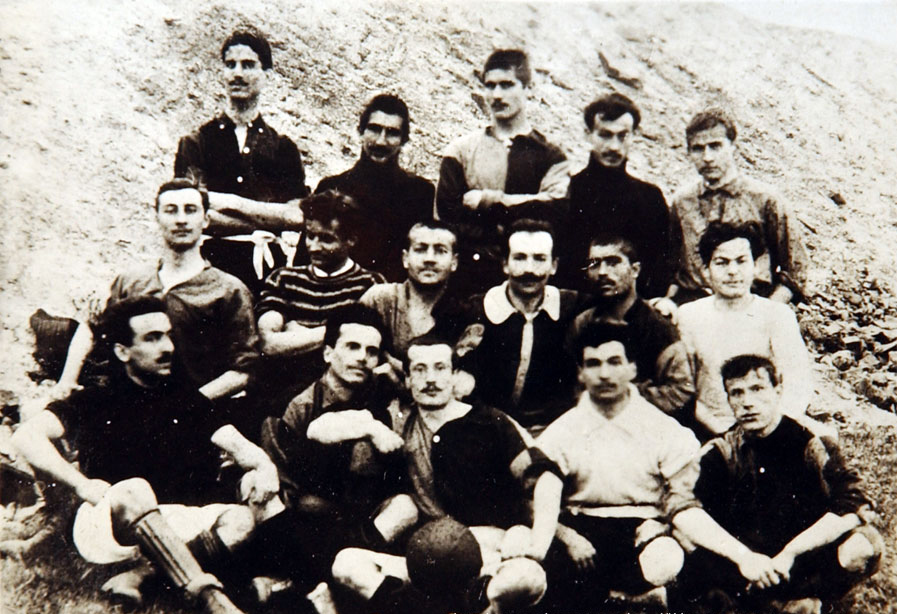
Futebolistas do Galatasaray SK em 1905

Os principais esportes praticados pelos otomanos eram luta turca (nomeadamente yağlı güreş, caça, tiro com arco turco, passeios a cavalo, cirit (lançamento de dardo a cavalo), braço de ferro e natação. Os clubes esportivos modelo europeu foram formados com a crescente popularidade dos jogos de futebol na Constantinopla do século XIX. Os principais clubes, de acordo com a linha do tempo, foram Beşiktaş Jimnastik Kulübü (1903), Galatasaray Spor Kulübü (1905), Fenerbahçe Spor Kulübü (1907), MKE Ankaragücü (anteriormente Turan Sanatkarangücü), 1910) em Constantinopla. também foram formados clubes de futebol em outras províncias, como o Karşıyaka Spor Kulübü (1912), Altay Spor Kulübü (1914) e Clube de Futebol da Pátria Turca (mais tarde Ülküspor, 1914) de Esmirna.

## Ciência e tecnologia

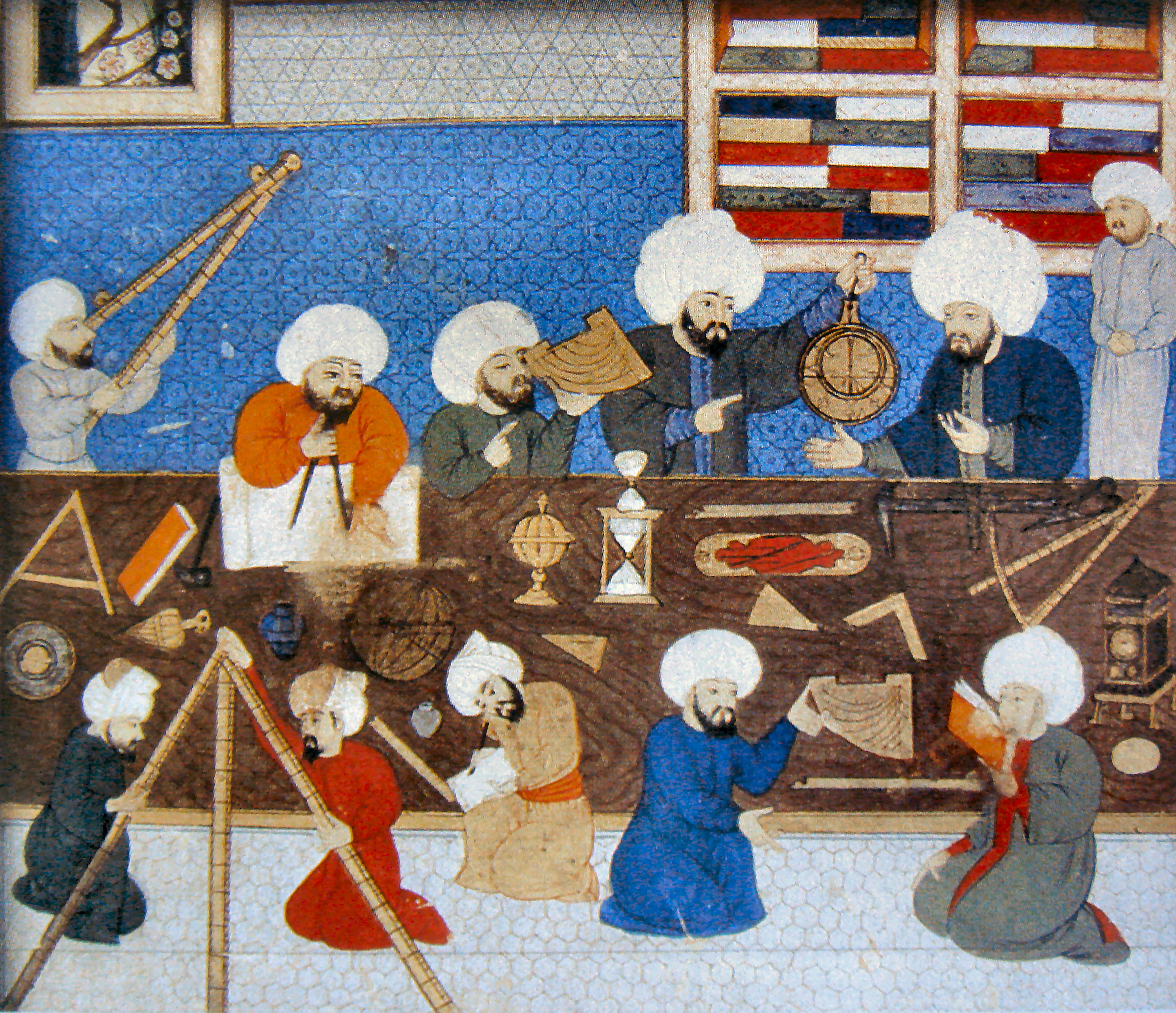
O observatório de Constantinopla de Taqi ad-Din em 1577

Ao longo da história, os otomanos conseguiram construir uma grande coleção de bibliotecas completas com traduções de livros de outras culturas, bem como manuscritos originais. Grande parte deste desejo por manuscritos locais e estrangeiros surgiu no século XV.O sultão Maomé II ordenou a Jorge Amiroutzés, um estudioso grego de Trebizonda, que traduzisse e disponibilizasse às instituições educacionais otomanas a obra Geografia de Ptolomeu. Outro exemplo é Ali Cusji, um astrônomo, matemático e físico originário de Samarcanda - que se tornou professor em duas madrasas e influenciou os círculos otomanos como resultado de seus escritos e das atividades de seus alunos, embora tenha passado apenas dois ou três anos em Constantinopla antes de sua morte.
Taqi al-Din construiu o Observatório de Constantinopla em 1577, onde realizou observações até 1580. Ele calculou a excentricidade da órbita do Sol e o movimento anual do apogeu. No entanto, o objectivo principal do observatório era quase certamente astrológico e não astronómico, levando à sua destruição em 1580 devido ao surgimento de uma facção clerical que se opôs à sua utilização para esse fim. Ele também fez experiências com energia a vapor no Egito otomano em 1551, quando descreveu um macaco a vapor movido por uma turbina a vapor rudimentar.

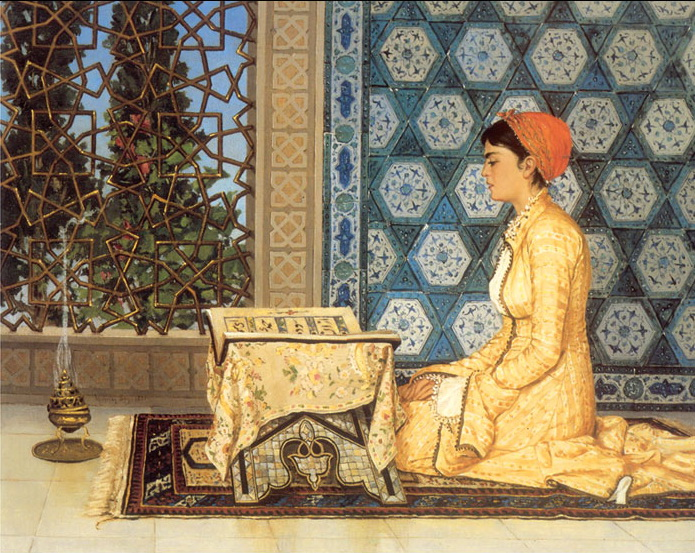
Menina recitando o Alcorão (Kuran Okuyan Kız), uma pintura de 1880 do polímata otomano Osman Hamdi Bey, cujas obras frequentemente mostravam mulheres envolvidas em atividades educacionais

Em 1660, o estudioso otomano Ibrahim Efendi al-Zigetvari Tezkireci traduziu a obra astronômica francesa de Noël Duret (escrita em 1637) para o árabe.
Şerafeddin Sabuncuoğlu foi o autor do primeiro atlas cirúrgico e da última grande enciclopédia médica do mundo islâmico. Embora seu trabalho tenha sido amplamente baseado no Al-Tasrif de Abu al-Qasim al-Zahrawi, Sabuncuoğlu introduziu muitas inovações de sua autoria. Cirurgiãs também foram ilustradas pela primeira vez. Desde então, o Império Otomano é creditado pela invenção de vários instrumentos cirúrgicos em uso, como pinças, cateteres, bisturis e lancetas, bem como turquesas.
Um exemplo de relógio que media o tempo em minutos foi criado por um relojoeiro otomano, Meshur Sheyh Dede, em 1702.
No início do século XIX, durante o mandato de Maomé Ali Paxá e seus sucessores, no Egito começaram a usar-se motores a vapor para a fabricação industrial, com indústrias a siderúrgica, têxtil, de papel e de descascamento. O historiador económico Jean Batou argumenta que existiam no Egipto as condições económicas necessárias para a adopção do petróleo como fonte potencial de energia para as suas máquinas a vapor no final do século XIX.
No século XIX, İshak Efendi é creditado por introduzir as então ideias e desenvolvimentos científicos em voga no Ocidente no mundo otomano e muçulmano em geral, bem como pela criação de uma terminologia científica turca e árabe adequada, através de suas traduções de obras ocidentais.